# Неправославные храмы Санкт-Петербурга
Список неправославных храмов Санкт-Петербурга включает католические и протестантские соборы (костёлы), церкви, кирхи, дома молитвы, а также синагоги, мечети, дацаны и другие, сгруппированные по вероисповеданиям.
Ещё до основания города, в его предшественнике, находящемся у впадения реки Охты в Неву, в шведском городе Ниене находились два лютеранских храма — для финской ингерманландской и шведской общин города. Позднее, в 1640-х гг. (или же уже после русско-шведской войны 1656 года), была, возможно, построена церковь для немецкой общины. В ходе Северной войны город был взят, а затем уничтожен вместе с храмами. На сегодняшний день всё, что осталось от храмов — люстра финского храма. Она висит в зале храма финской общины города Стокгольма неподалёку от Королевского дворца.
Первая иноверческая церковь — немецкая кирха — была построена одновременно с основанием города на Заячьем острове, в Петропавловской крепости. Позже храм был перенесён на Невский проспект, в выделенный для лютеран участок, где она располагается и сегодня. В начале XX века из каждой тысячи жителей 73 были лютеранами, 47 — католиками. Значительное количество составляли немцы, мусульмане-татары и иудеи. Царское правительство, понимая важность для столицы межконфессионального мира, давало разрешение на отправление церковных обрядов и строительство зданий для облегчения деятельности религиозных общин.
До революции в Санкт-Петербурге было около 100 орга́нов, следовательно, примерно столько же было протестантских (чаще лютеранских) и католических церквей — в других они, чаще всего, не используются. К 1991 году осталось примерно 10 инструментов, к 2014 году их стало около 20.

## Немецкая община Петербурга
С началом Первой мировой войны большинство немцев уехало в Германию. Немецкая община была самой большой из иностранных общин русской столицы. Петербургским немцам предоставлялось полное право исповедовать свою религию, создавать школы, общества, издавать прессу на родном языке, соблюдать национальные обычаи и традиции.
Более 90 % петербургских немцев были протестантами. В начале XX века в северной столице действовало около десяти немецких лютеранских храмов и Немецкая реформатская церковь. Некоторые из этих зданий, построенных по проектам известных петербургских немцев, существуют и поныне.
При четырёх церквях — Петрикирхе, Анненкирхе, Катеринен-кирхе и Немецкой реформатской на Мойке — существовали училища или школы, которые содержались за счёт церковной (немецкой) общины, отчего и назывались они немецкими, хотя на самом деле были многонациональными: никаких национальных или религиозных ограничений при поступлении туда не существовало.

## Протестантские церкви, молитвенные залы и часовни

### Немецкие лютеранские церкви

#### Церковь Апостола Петра(Петрикирхе)
(Невский проспект, 22 — 24)

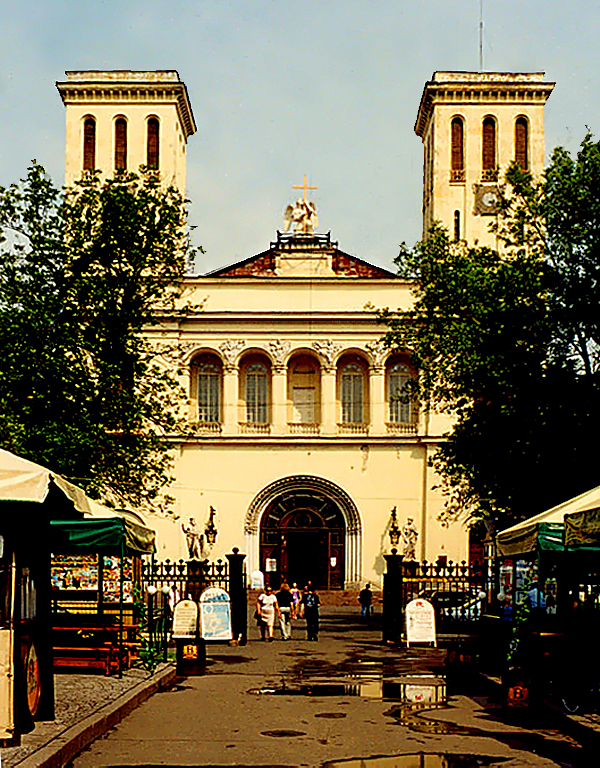
Церковь Апостола Петра

Среди немецкого населения Петербурга (см. Немцы Петербурга) значительную долю составляли евангелисты, имевшие сеть различных евангелических учреждений.
Первое здание кирхи, которая поначалу была единственной иноверческой церковью Петербурга, не сохранилось. Ныне существующее здание, стоящее в глубине участка на Невском проспекте, своим обликом отдалённо напоминает средневековый романский храм.
В самой старой и богатой лютеранской общине при этой церкви до переворота состояло около 15 тысяч человек. Начиная с 1708 года, немцы наравне с прочими единоверцами молились в деревянной церкви на дворе адмирала К. И. Крюйса на берегу Невы. После заключения Ништадтского мира с переездом купцов и ремесленников из Архангельска и из Москвы количество прихожан увеличилось, и в Петров день 29 июня 1728 года по проекту фельдмаршала Миниха была заложена кирха, которая была освящена 14 июня 1730 года в день двухсотлетия Аугсбургского исповедания.
В XIX веке возникла необходимость значительно увеличить размеры храма. После конкурса, в котором победил А. П. Брюллов (лютеранин по вероисповеданию), 31 августа 1833 была заложена новая кирха, освящённая 31 октября 1838. В церкви св. Петра был установлен в 1886 году второй в стране по размерам прекрасный орган производства немецкой фирмы «Валькер», одной из ведущих в Европе (В Петербурге было установлено 33 органа этой фирмы. Большинство из них не сохранилось, в том числе и этот). Будучи студентом консерватории, сюда приходил заниматься у органиста Г. Штиля будущий композитор П. И. Чайковский.
Храм закрыт в конце 1937 года. Несмотря на то, что здание находилось под охраной государства как «памятник архитектуры», его внутреннее убранство было уничтожено при попытке сделать концертный зал. В 1958—1962 в нём был размещён плавательный бассейн. Осенью 1992 года храм возвратили лютеранской общине, бассейн перекрыли полом, и здесь разместился офис главы лютеран и начались богослужения. Здесь же находится постоянно действующая выставка «История немцев Санкт Петербурга». Здание является главным для общины лютеран города.

#### Церковь Святой Анны(Анненкирхе)
(Кирочная ул., 8)

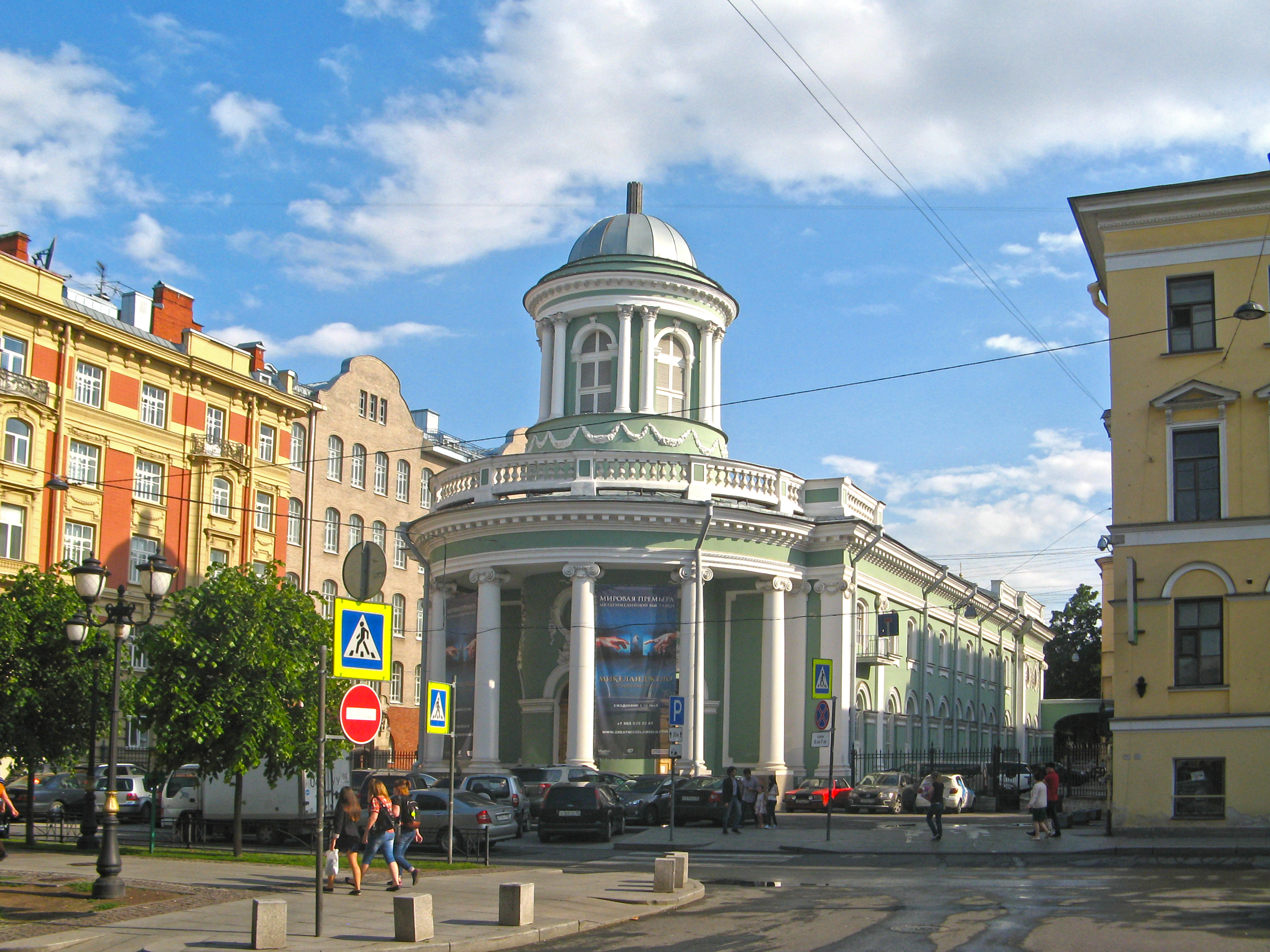
Церковь Святой Анны

К числу старейших относится и церковь св. Анны. Деревянное здание церкви появилось у Пятой Линии Литейной части (ныне Кирочная улица) в 1720-х годах. 20 июля 1775 было заложено каменное здание церкви по проекту архитектора Ю. М. Фельтена в стиле классицизма (сохранилось в перестроенном виде). Строителем её стал архитектор Дж. Руска. 24 октября 1779 церковь была освящена. С 1736 года при церкви работала школа, отличавшаяся высоким уровнем образования. Среди членов немецкой общины города существует мнение, что церковь иногда инкогнито посещала последняя русская императрица.
Кирха была закрыта 1 сентября 1935 и в следующие два года переделана в кинотеатр «Спартак». В марте 1992 в церкви возобновились воскресные богослужения, но в другие дни здание по-прежнему использовалось как кинотеатр, концертный клуб, а позже и ночной клуб до тех пор, как там произошёл пожар, уничтоживший всё внутреннее убранство храма.
Не позже 2013 года храм был передан Евангелическо-лютеранской церкви Ингрии. На 2014 год в здании церкви действовала выставка (вход свободный) и силами волонтёров готовился к открытию Музей Ингрии.

#### Церковь Святой Екатерины(Катеринен-кирхе)
(Большой проспект В. О., 1)

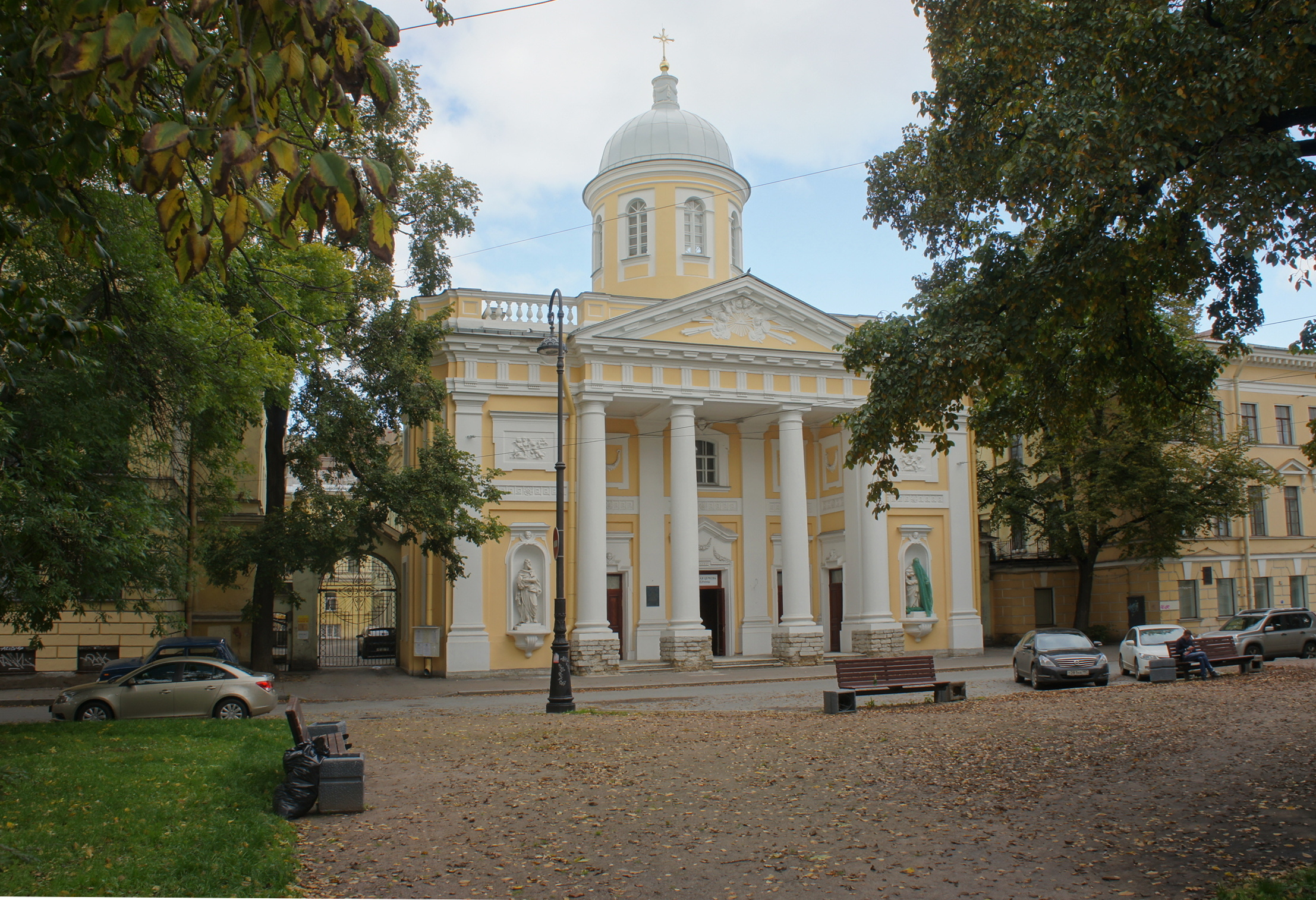
Церковь Святой Екатерины

С самых первых лет основания Петербурга на Васильевском острове жило много лютеран: купцов, военных, чиновников и учащихся, вследствие чего там была организована община, занявшая каменный дом на 1-й линии, где 16 июня 1729 была освящена церковь. На фундаменте этого здания был возведён  29 июля 1744 освящён храм во имя апостола Павла. Затем здесь же по проекту Ю. М. Фельтена был заложен 22 июня 1768 храм, который 26 января 1771 был освящён во имя святой Екатерины. Церковь содержала приходскую и торговую школу, два детских дома, реальную гимназию, детский сад, вдовий приют и дешёвые квартиры.
В начале 1920-х годов храм перешёл к баптистам и стал их центром. В 1930 он был закрыт и передан горнякам для устройства в нём клуба. Затем, благодаря хорошей акустике, он использовался как студия звукозаписи. В 1990 он передан лютеранской общине, в которой богослужения ведутся на русском, немецком и литовском языках.

#### Церковь Святого Михаила
(Средний пр. В. О., 18)

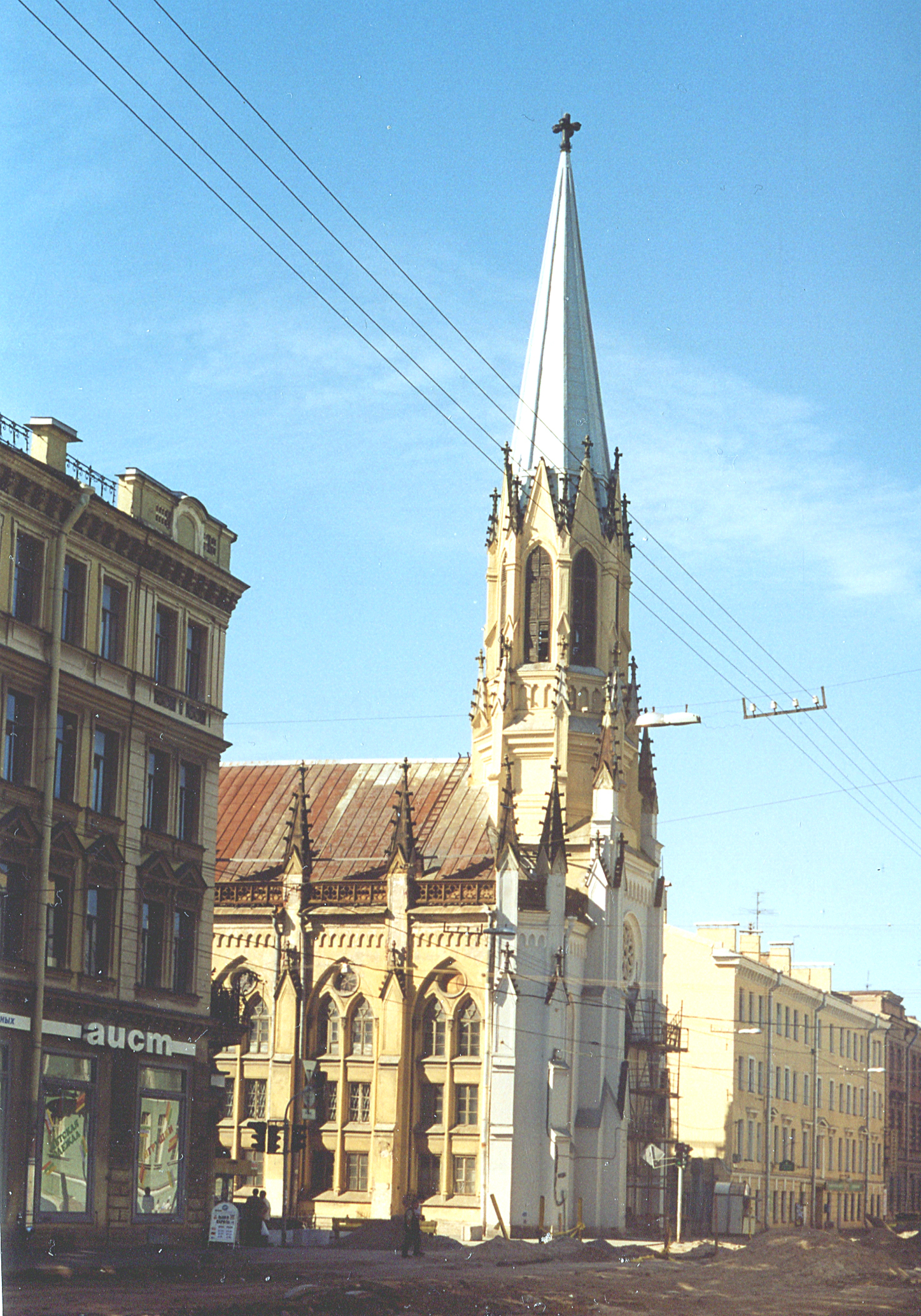
Церковь Святого Михаила

Немецкая община, возникшая в 1841 году, приобрела участок, на котором по проекту инженер-полковника К. К. Бульмеринка был заложен храм, освящённый 19 декабря 1876. Этот храм славился своей акустикой.
Была закрыта 15 августа 1935 и переделана внутри с разделением на этажи. После войны в ней находился завод «Спорт», а в 1992 году здание передано лютеранской общине. Также помещения третьего этажа арендуют евангельские христиане-баптисты. В здании ведётся ремонт и ведутся богослужения.

#### Немецкая лютеранская церковь Христа-Спасителя при Евангелической женской больнице (НИИ фтизиопульмонологии)
(Лиговский пр., 2/4)

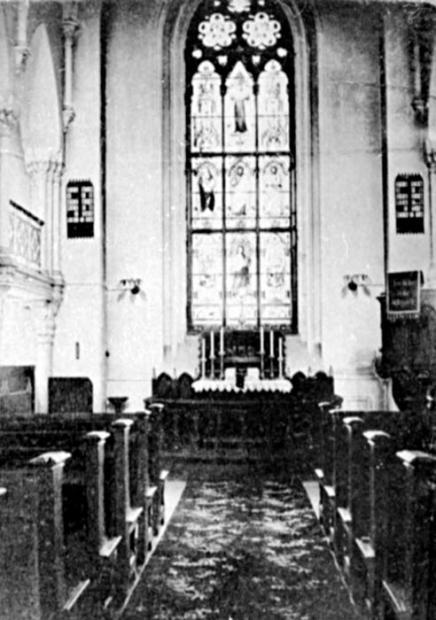
Интерьер кирхи Евангелической женской больницы

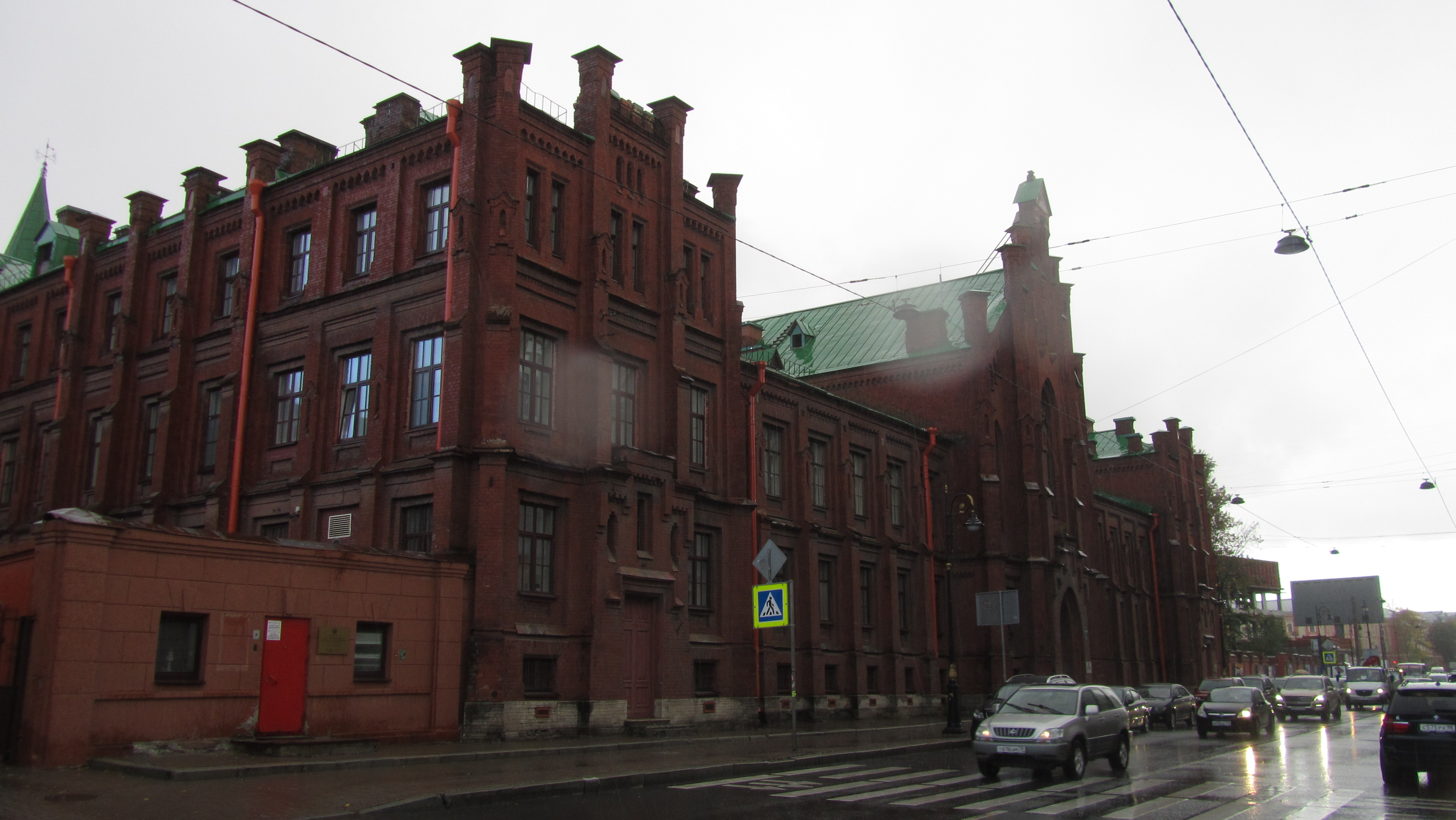
Кирха в ансамбле здания больницы

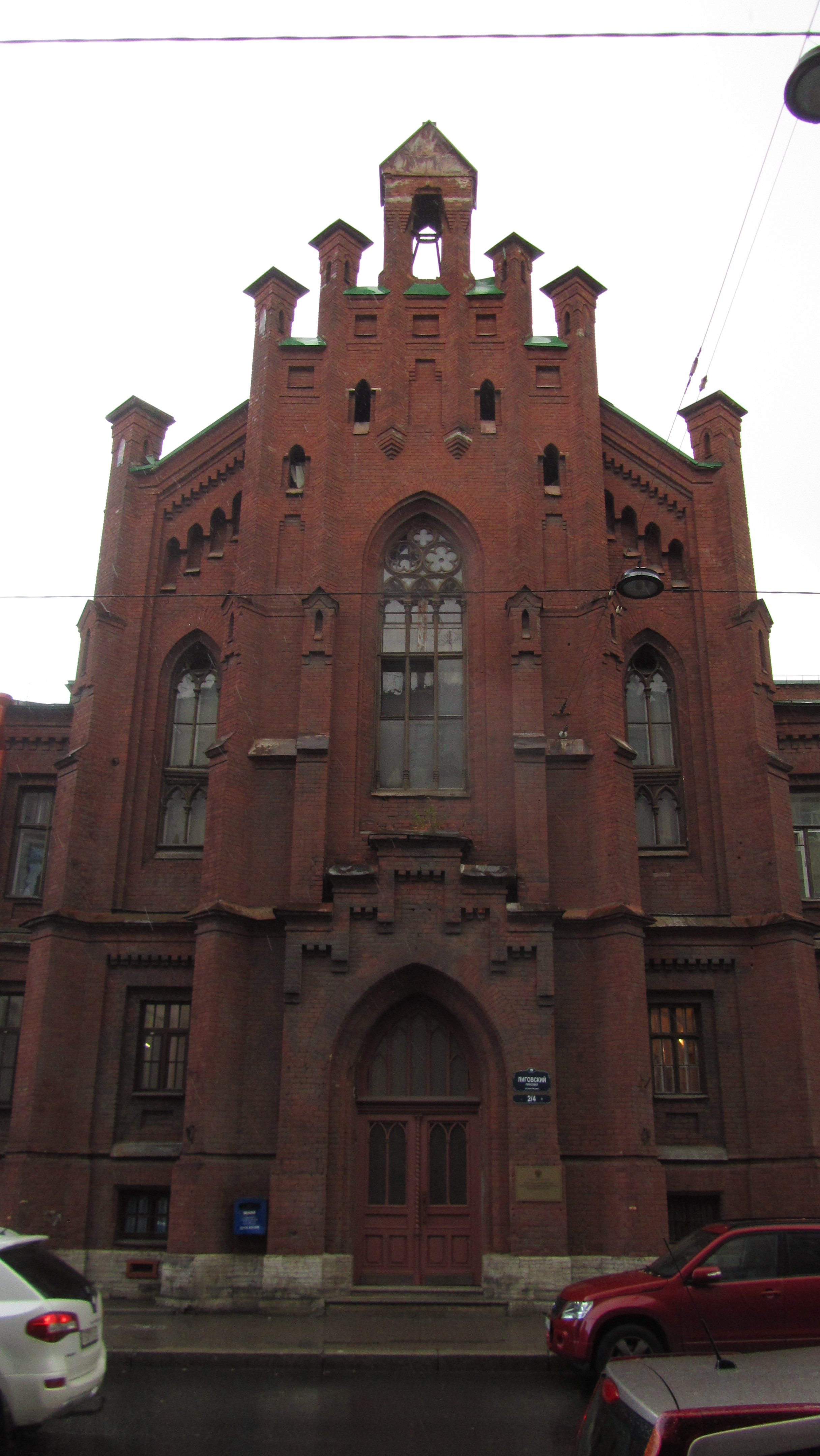
Основное помещение храма располагалось на втором этаже

Построена в 1869—1871 г. г. в стиле неоготика, архитекторы: Р. Б. Бернгард, О. Г. фон Гиппиус. Главное здание с домовой лютеранской церковью входит в комплекс больницы. Здесь же размещались благотворительные учреждения для лиц «исключительно евангелического вероисповедания» — детский больничный приют, школа, убежище для престарелых гувернанток и приют Св. Магдалины для раскаявшихся проституток.
Двусветная церковь находилась в центре второго этажа и была освящена в 1874 году епископом Рихтером. Оформлена церковь в неоготическом стиле: стрельчатые арки, высокие окна, щипцовые фронтоны. Великая княгиня Екатерина Михайловна (внучка Павла I) подарила храму заалтарный витраж с изображением Спасителя и четырёх евангелистов, выполненный в мастерской В. Д. Сверчкова в Мюнхене (по непроверенным данным, они должны находиться в Эрмитаже, если не были переданы). Резной алтарь и фигуры апостолов поднесла кирхе графиня О. И. Орлова-Давыдова. Панели и церковную кафедру делал столяр Шрадер, а распятие — бронзовщик А. Дипнер. В 1910 г. в храме установили орган фирмы Валькер, находящийся сейчас в католической церкви Лурдской Божией Матери в Ковенском пер. Церковью пользовались, кроме больных и персонала, также окрестные жители — лютеране. Последним пастором перед революцией был Т. Лисс. Церковь была закрыта в начале 1920-х гг. Убранство отдано русской лютеранской общине.
Сейчас в главном зале кирхи располагается конференц-зал Фтизиопульмонологического института. Гостей, теперь уже конференц-зала, как и прежде, встречает надпись на немецком языке, выложенная на полу: «Willkommen» («Добро пожаловать»). Осенью 2014 года стрельчатое окно на фасаде закрыли светоотражающим экраном, в кирхе планируется ремонт. Церковной общины на данный момент не имеется, зал используется под нужды НИИ. Здание кирхи выделяется из застройки, его легко заметить.
Здание включено в Единый государственный реестр объектов культурного наследия (памятников истории и культуры) народов Российской Федерации в качестве объекта культурного наследия регионального значения.

#### Лютеранская церковь св. Елизаветы (здание Водоканала)
(Кронштадт, Ленинградская ул., 1Н)

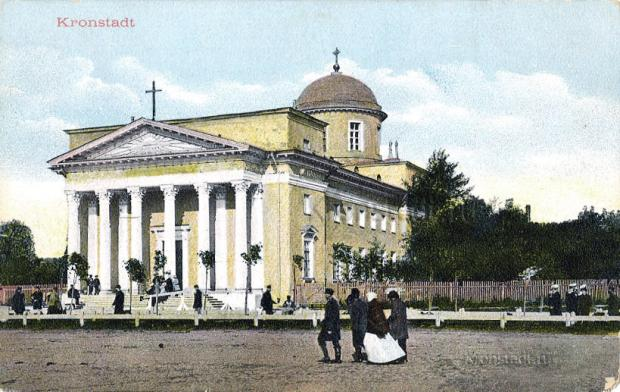
Кирха св. Елизаветы.
Открытка 1900-х гг.

Первая лютеранская деревянная церковь во имя св. Елизаветы существовала в Кронштадте примерно с 1710-х гг. После городского пожара 1732 года по указу императрицы Анны Иоанновны территория, прилегающая к кирхе была передана под дворы морских служителей, а для кирхи отведено новое место «позади водоналивной мельницы». Здесь в 1735 году было начато строительство храма, но не завершено, поэтому в 1739 году участок передали для строительства Андреевского собора.
Для кирхи в 1750 году прихожане приобрели три участка у Петербургских ворот, в Андреевской, Шкиперской и Восточной улицах и получили разрешение на строительство. Здесь была выстроена деревянная Елизаветинская церковь. Около неё до 1776 года существовало лютеранское городское кладбище.
В начале 1830-х гг. деревянная церковь сгорела, а в 1836—1838 гг. на прилегающем участке арх. К. Бейль выстроил каменную церковь по проекту архитектора Э. Анерта.
Кампания по изъятию церковных ценностей после революционных событий почти не коснулась лютеранских храмов. Лишь в церкви святой Елизаветы были изъяты 6 серебряных алтарных подсвечников. Число лютеран в Кронштадте из-за выезда немцев, латышей, эстонцев, финнов и шведов за границу, быстро сокращалось.
23 декабря 1924 года районный комитет комсомола направил в кронштадтское экономическое совещание докладную записку, в которой ссылался на то, численность прихожан церкви св. Елизаветы составляет лишь 15-20 человек, предлагал закрыть храм и устроить в его здании Дом пролетарской физической культуры профсоюза металлистов и Главного военного порта. А уже 8 января 1925 года председатель приходского совета Шплет заявил об отказе использования храма, поскольку «приход распался», служб не было около двух лет, а пастор давно покинул Кронштадт. 18 января 1925 года церковь св. Елизаветы была закрыта, её имущество передали в кирху св. Николая, а церковное здание приспособили под клуб профсоюза металлистов. Вскоре та же судьба постигла и вторую кирху. 26 мая 1926 года начальник административного отдела Кронштадта ходатайствовал о закрытии кирхи «за малочисленностью верующих». Формально закрытие произошло в августе 1926 года.
Сейчас зданием владеет Водоканал Санкт-Петербурга, Кронштадтское отделение. На здание кирхи претендует приход ЕЛЦИ.

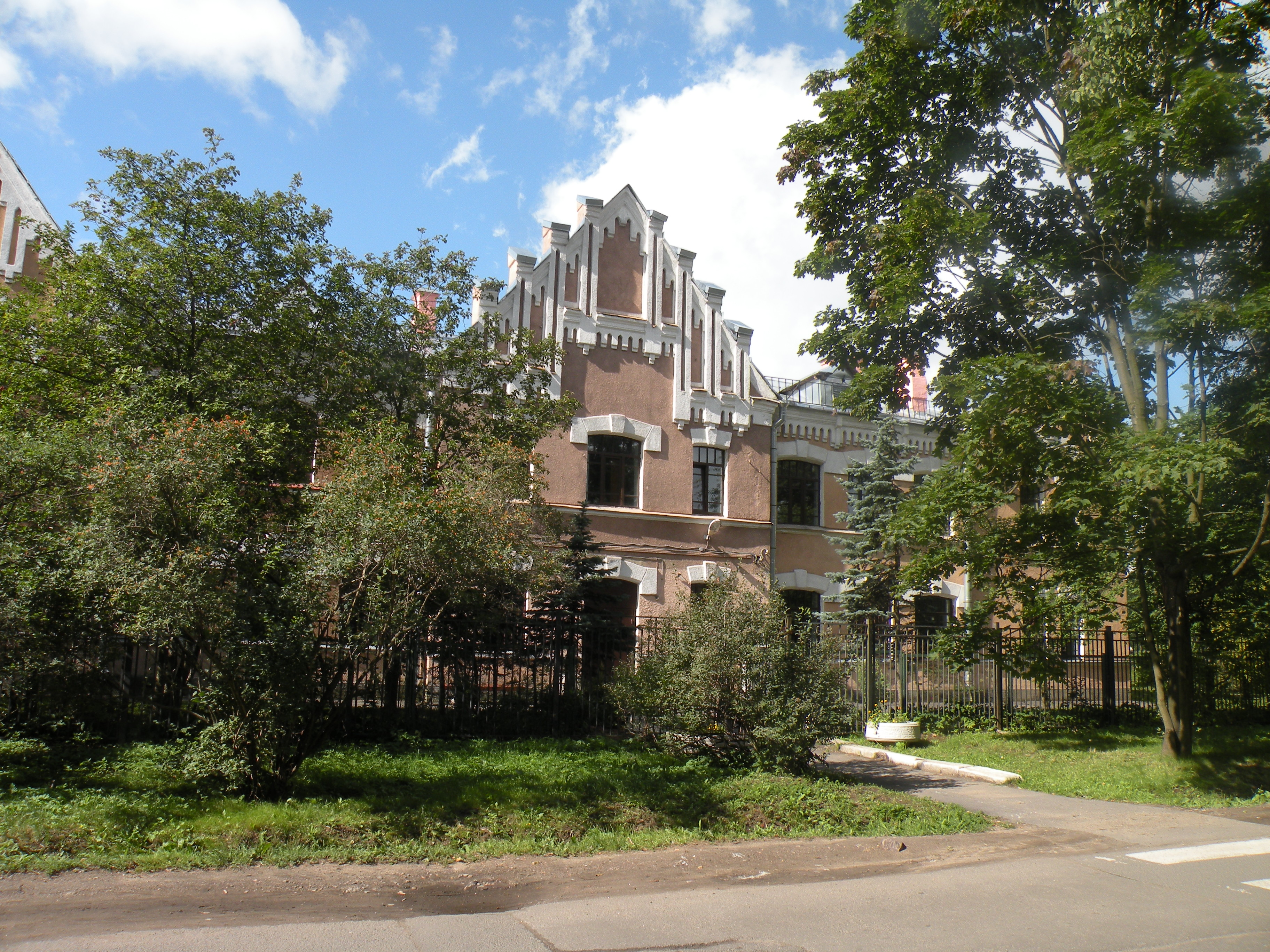
Молитвенный зал в евангелическом приюте во имя Христа Спасителя

#### Молитвенный зал в евангелическом приюте во имя Христа Спасителя
(Ярославский проспект, 4)
Александр Ферман, пастор церкви Святого Петра, на средства почётного гражданина города Ф. В. Вальца создал приют для детей-идиотов и эпилептиков. Зал для молитв был открыт 27 декабря 1880 года. В 1907—1909 годах в приюте был выстроен каменный дом по проекту военного инженера В. П. Стаценко, на втором этаже которого разместился молитвенный зал. Дата закрытия храма неизвестна. Сейчас здесь расположен детский дом.

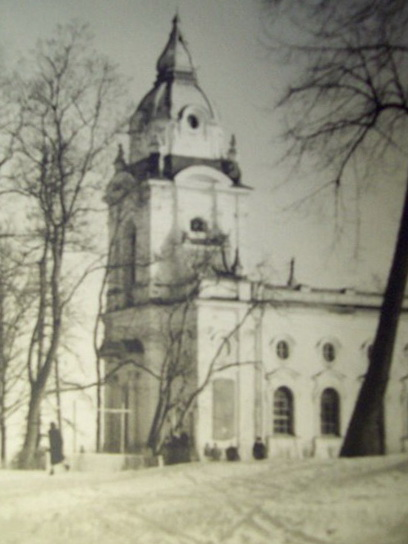
Кирха св. Елены/Каменное зало, Ораниенбаум

#### Каменное зало (Новый дворец) — Немецко-лютеранская придворная кирха св. Елены
(г. Ломоносов, Парки Ораниенбаума, 27 [Английская аллея])
В 1843 году по настоянию Елены Павловны здание было перестроено под лютеранскую кирху св. Елены. Здесь проходили семейные торжества с участием её зятя Георгия Мекленбург-Стрелицкого, а потом и внуков. В 1902 году архитектор О. Паульсон надстраивает над западной частью здания каменную колокольню, которая была снесена в 1967 году, когда реставратор М. М. Плотников вернул зданию предполагаемый изначальный облик в стиле елизаветинского барокко (в том числе, заменив овальные окна верхнего света (люнеты) на первоначальные прямоугольные). Апсида с восточной стороны, ризалит с западной, церковный портал и хоры и сегодня напоминают о времени, когда парковый павильон служил храмом.
В наше время здание используется как выставочный и концертный зал.

### Финские лютеранские церкви

#### Финская церковь Святой Марии
(Большая Конюшенная ул., 6а)

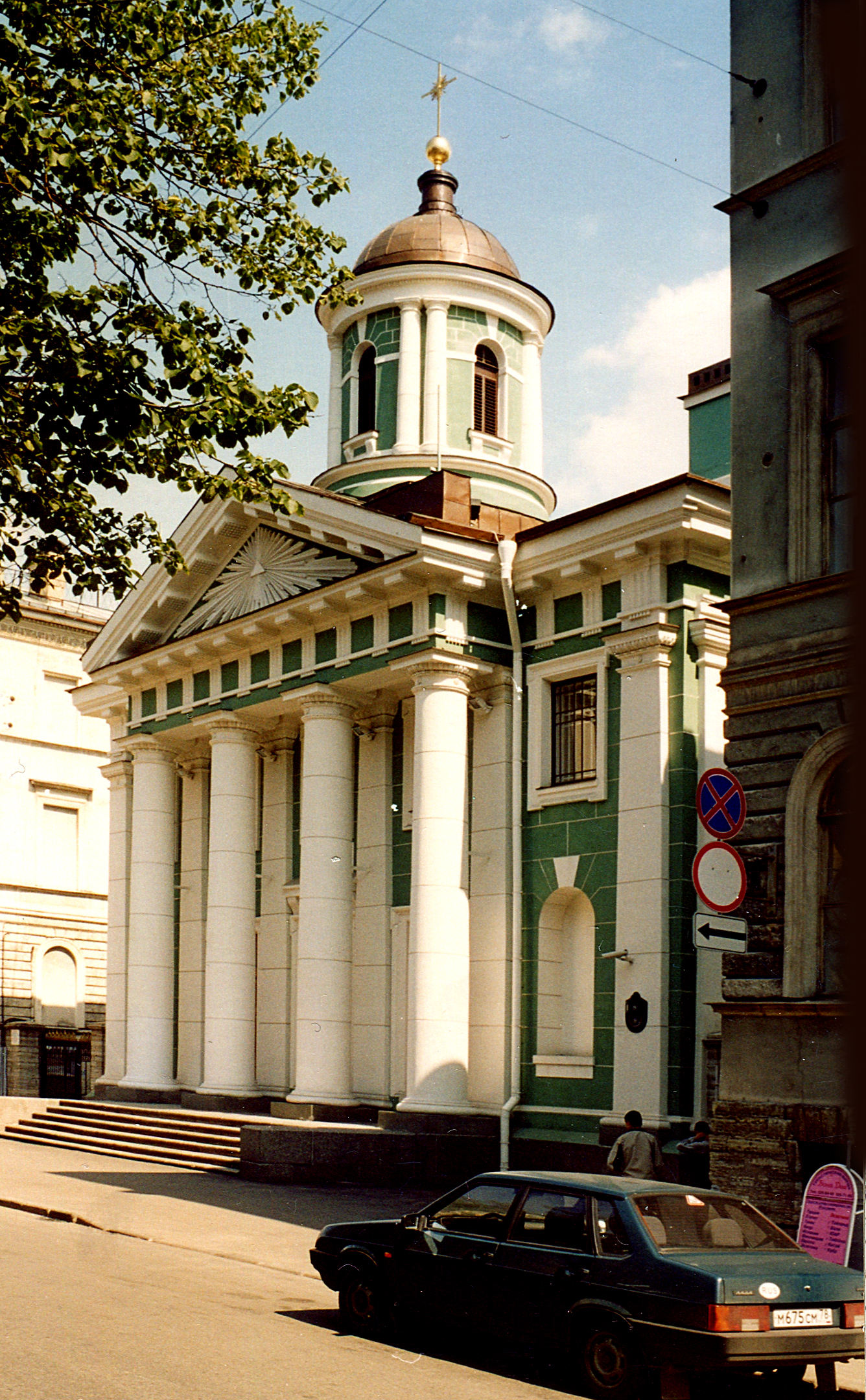
Церковь Святой Марии, финская

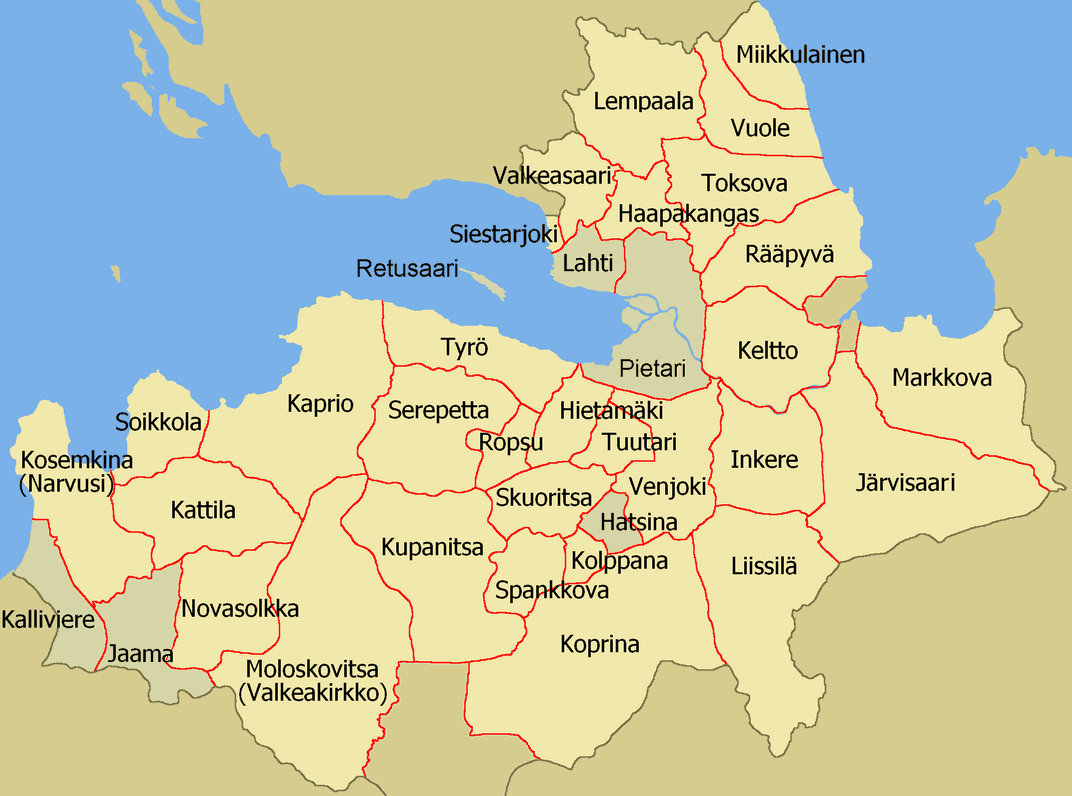
Карта приходов Церкви Ингрии (1930-е годы)

Ингерманландцы, основное население Ингерманландии, исповедовали лютеранство.
Каменный храм бедная община смогла себе позволить лишь в 1803 году, когда начали строить по проекту Г.-Х. Паульсена храм, освящённый 12 декабря 1805 года, в день рождения Александра Первого. Перед Октябрьским переворотом финская община была самой многочисленной после немецкой и насчитывала около 15 тысяч человек. В 1930 храм был закрыт и перестроен внутри под общежитие. С 1970 в нём находился «Дом природы». Только в 1977 для финнов в Царском селе был вновь открыт молитвенный дом. В здании на Конюшенной богослужения возобновились с 1991.
Данный храм является кафедральным Евангелическо-лютеранской церкви Ингрии.
На изображении слева представлена карта приходов. Данная статья включает в себя информацию о приходах Пиетари, Венйоки, Тюрё, Лахти, Сестарйоки, так как данные территории сейчас входят в состав Санкт-Петербурга. Храмы остальных приходов представлены в статье Иноверческие храмы Ленинградской области

#### Лютеранская церковь в Зеленогорске

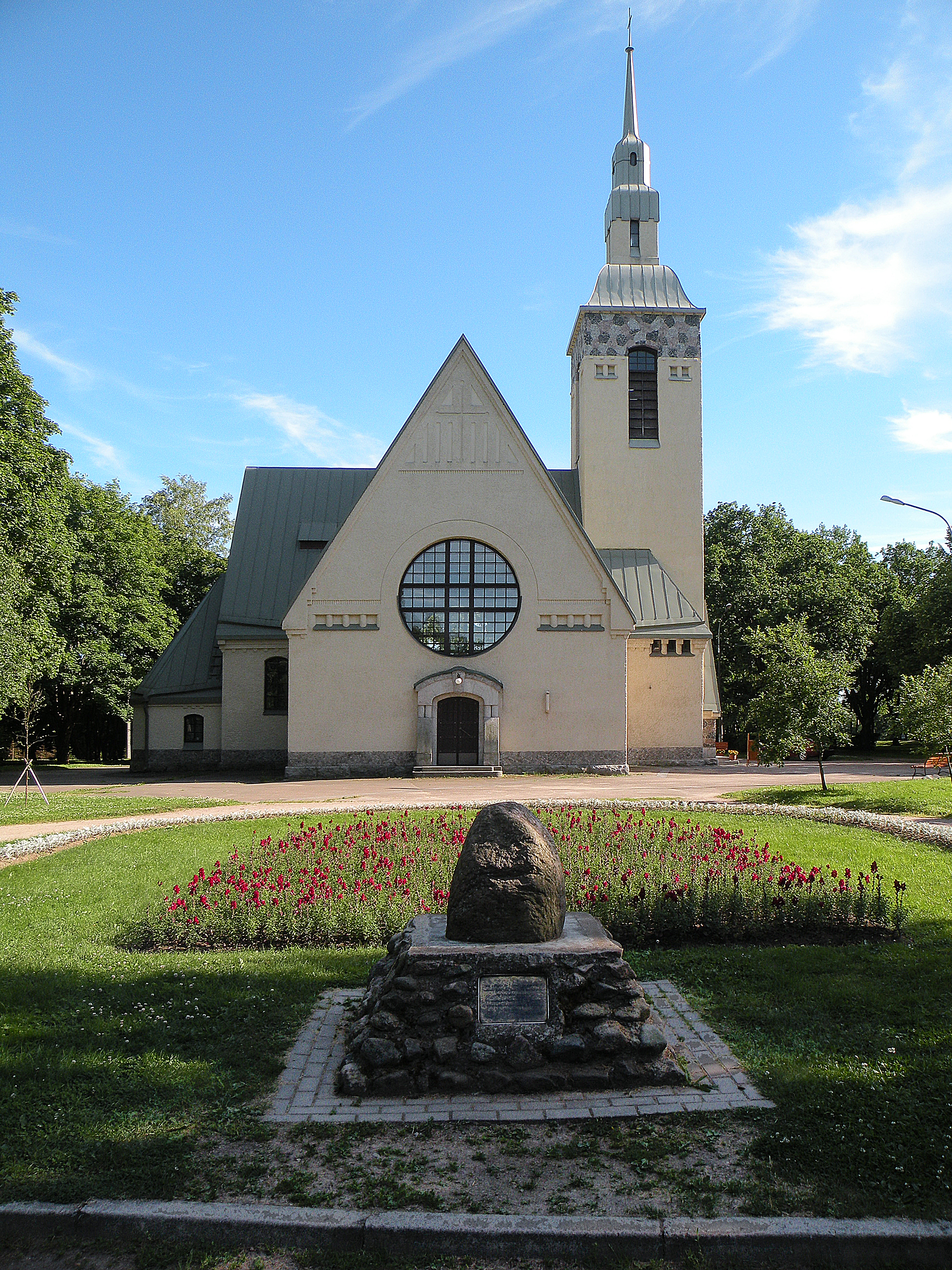
Памятник териокцам, павшим в войне 1939—1944 гг., и костёл

(г. Зеленогорск (бывш. Териоки), пр. Ленина (бывш. ул. Виертотие), 13)
Церковь в Зеленогорске была построена по проекту Йозефа Стенбека в 1908 году. Находится под юрисдикцией епископов Церкви Ингрии. При кирхе есть небольшое финское кладбище, на котором похоронены 75 териокцев, павших во время советско-финского вооружённого противостояния Второй мировой войны в 1939—1944 годах. На памятнике установлены доски с именами погибших и годами их смерти. По состоянию на 2010 год надписи практически не читались из-за вандального осквернения. В кирхе регулярно проводятся концерты классической музыки. В честь благополучного окончания реконструкции 14 сентября 2008 к 100-летию создания кирхи было произведено её повторное освящение.

#### Кирха Воскресения Христова в Пушкине
(г. Пушкин, ул. Набережная, 4)

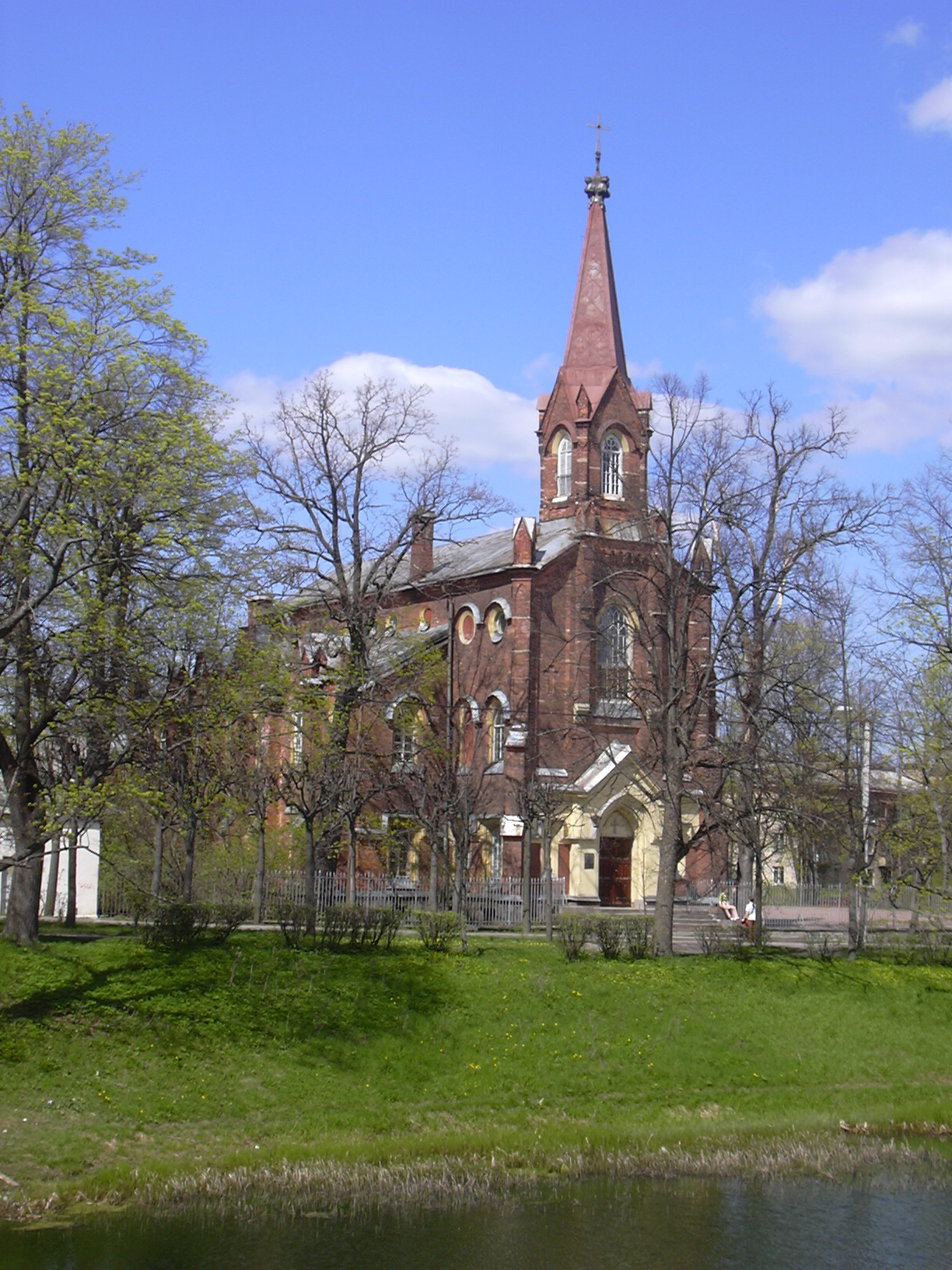
Кирха в г. Пушкин

Построена в 1865 архитектором А. Ф. Видовым и выдержана в стиле английской готической архитектуры. Богослужения проводились на немецком и латинском языках. Ранее на этом месте стояла деревянная церковь в стиле ампир, построенная в 1819 году архитектором В. П. Стасовым. Для прихожан кирха была закрыта в 1938 году. Сейчас в здании вновь проходят церковные службы.

#### Церковь Марии Магдалины в Павловске
(г. Павловск, ул. Горная, 14а)

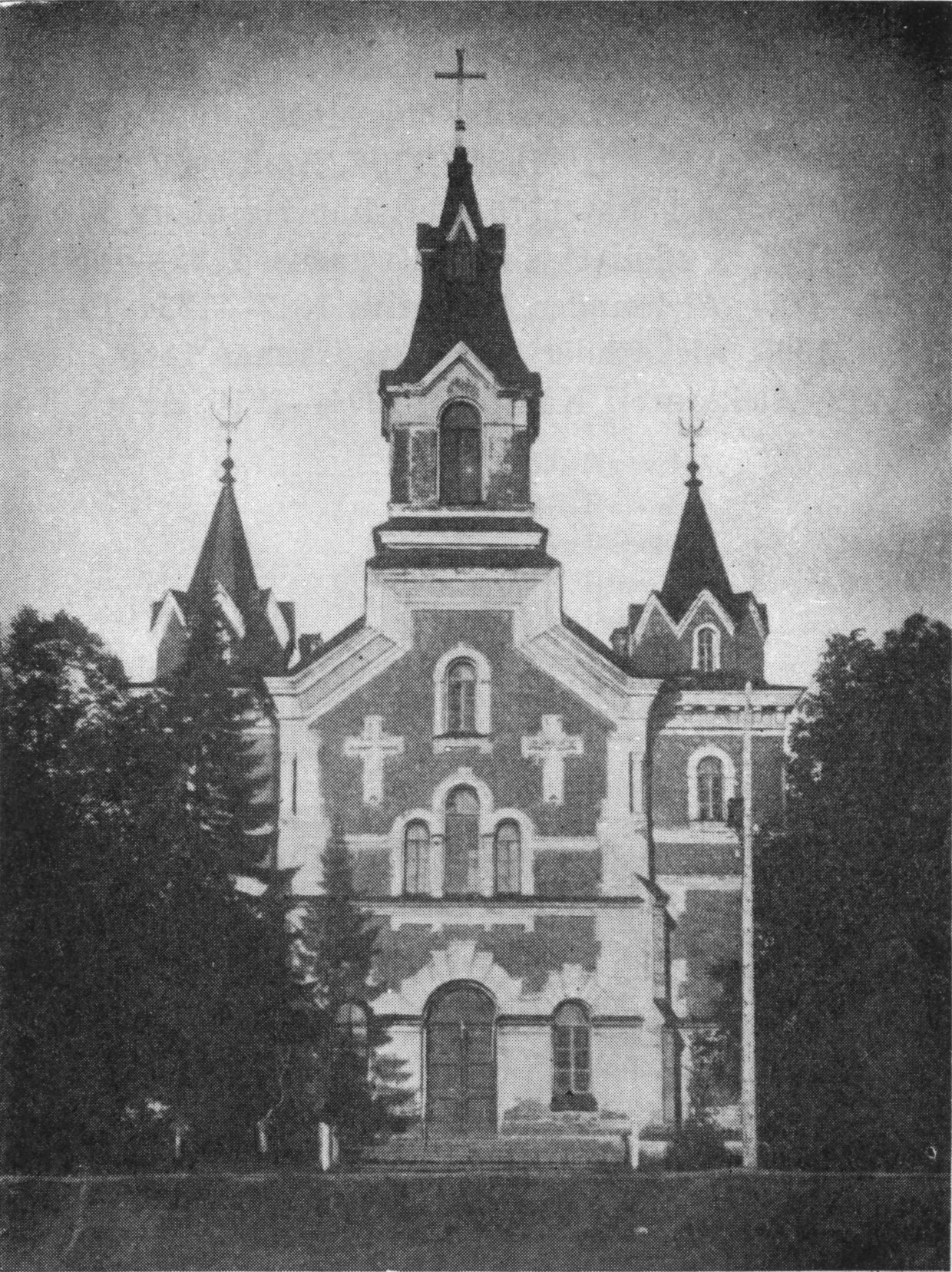
До перестройки

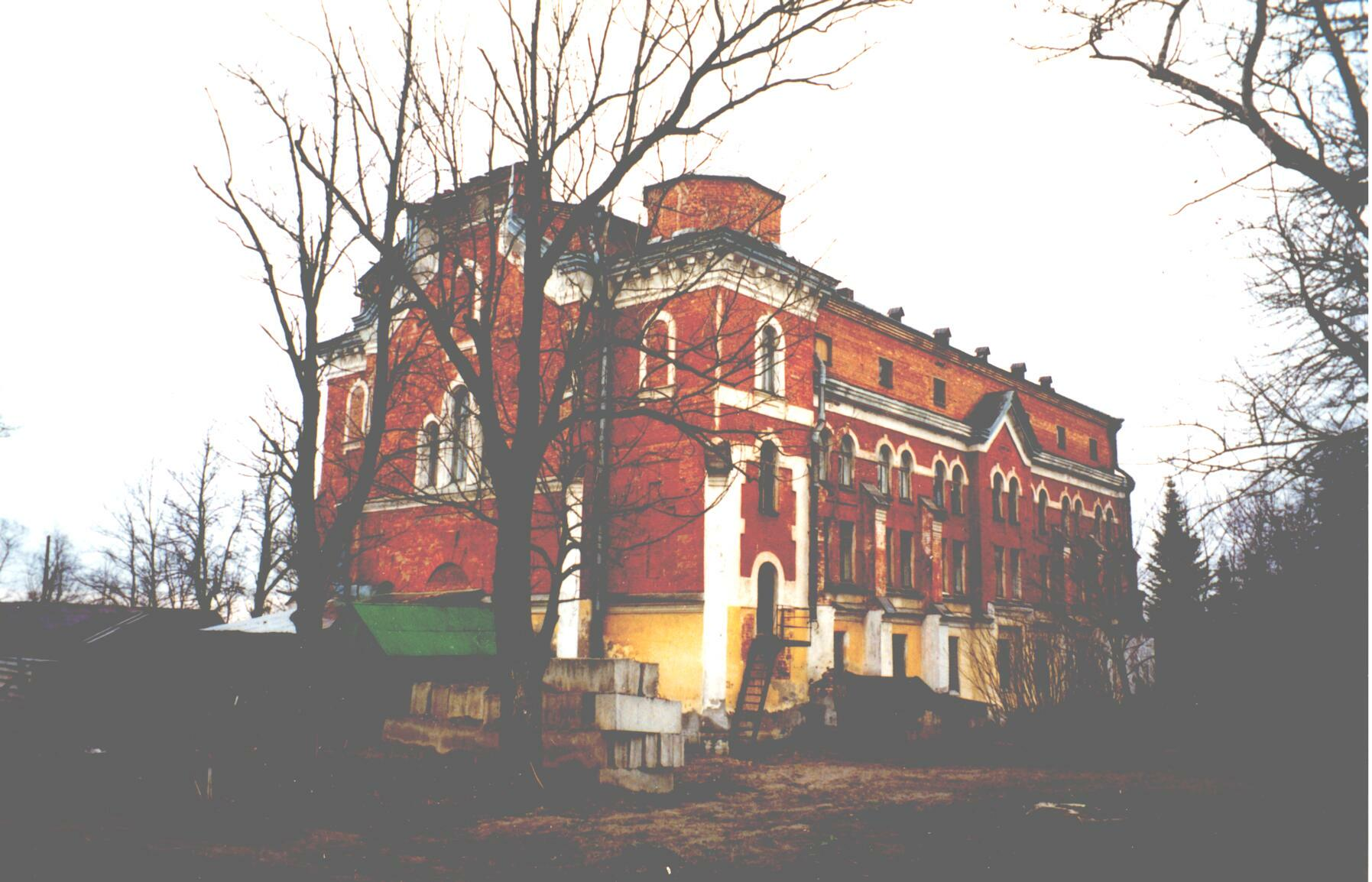
Кирха в Павловске, 1997 год.

Лютеранский приход Венйоки (от гидронима Славянка) был основан в 1641 году. Это был самый большой лютеранский приход Ингерманландии. В 1917 году количество прихожан составляло 12 954 человек. Приход входил в Восточно-Ингерманландское пробство.
В XVII веке к нему были приписаны также две часовни, расположенные в приходах Лииссиля и Инкере.
В 1803 году на южной окраине деревни Попово была возведена вторая деревянная кирха, с высокой, отдельно стоящей деревянной колокольней. Она строилась по проекту финского архитектора Ю. Салонена (фин. Juhana Salonen), в плане представляя собой двойной крест.
В 1883 году на месте обветшавшей второй деревянной кирхи, по проекту придворного архитектора Александра Фомича Видова (1829—1896), началось строительство новой, каменной церкви в псевдоготическом стиле. 1 ноября 1885 года кирху освятили во имя Святой Марии Магдалины. Новое здание было выстроено из красного кирпича, имело двойные хоры, и было рассчитано на 1100 мест. Оно имело в длину 40 метров и высокую колокольню с тремя колоколами. Для новой кирхи был приобретён орган фабрики Вильгельма Зауэра и фисгармония фабрики Циммерман.
19 сентября 1937 года последний пастор прихода Венйоки Пекка Бракс был арестован по обвинению в шпионаже. 19 сентября 1937 года в кирхе состоялось последнее богослужение. 15 ноября 1937 года пастор Бракс был расстрелян в Левашовской пустоши.
В 1941 году была взорвана колокольня.
После войны здание вновь было передано Павловской опытной станции. В 1950-е годы были убраны боковые башни, а само здание надстроено на один этаж, что исказило его исторический облик. В 1970-е годы церковное кладбище было разрушено.
В настоящее время его занимает Павловская опытная станция ВИР, вход в здание пробит с восточной стороны, где находился алтарь, в помещении для богослужений находится актовый зал:179.

#### Финская кирха в Мартышкино
(г. Ломоносов, Кирочная ул., 14)
Самостоятельный лютеранский приход Тюрё был выделен из прихода Туутари в 1642 году. Во времена шведского владычества приход Тюрё включал в себя также капельный приход Ретусаари (фин. Retusaari) на острове Котлин.
В 1691 году была построена первая деревянная приходская церковь.
Через полвека кирха сильно обветшала, и в 1748 году пастор Густав Херкепеус (швед. Gustaf Herkepaeus) подал императрице Елизавете Петровне прошение о постройке новой деревянной церкви, где, в частности отмечал: «Деревянная кирка имеется в самом худом состоянии…, как меня, так и весь приход задавить может».

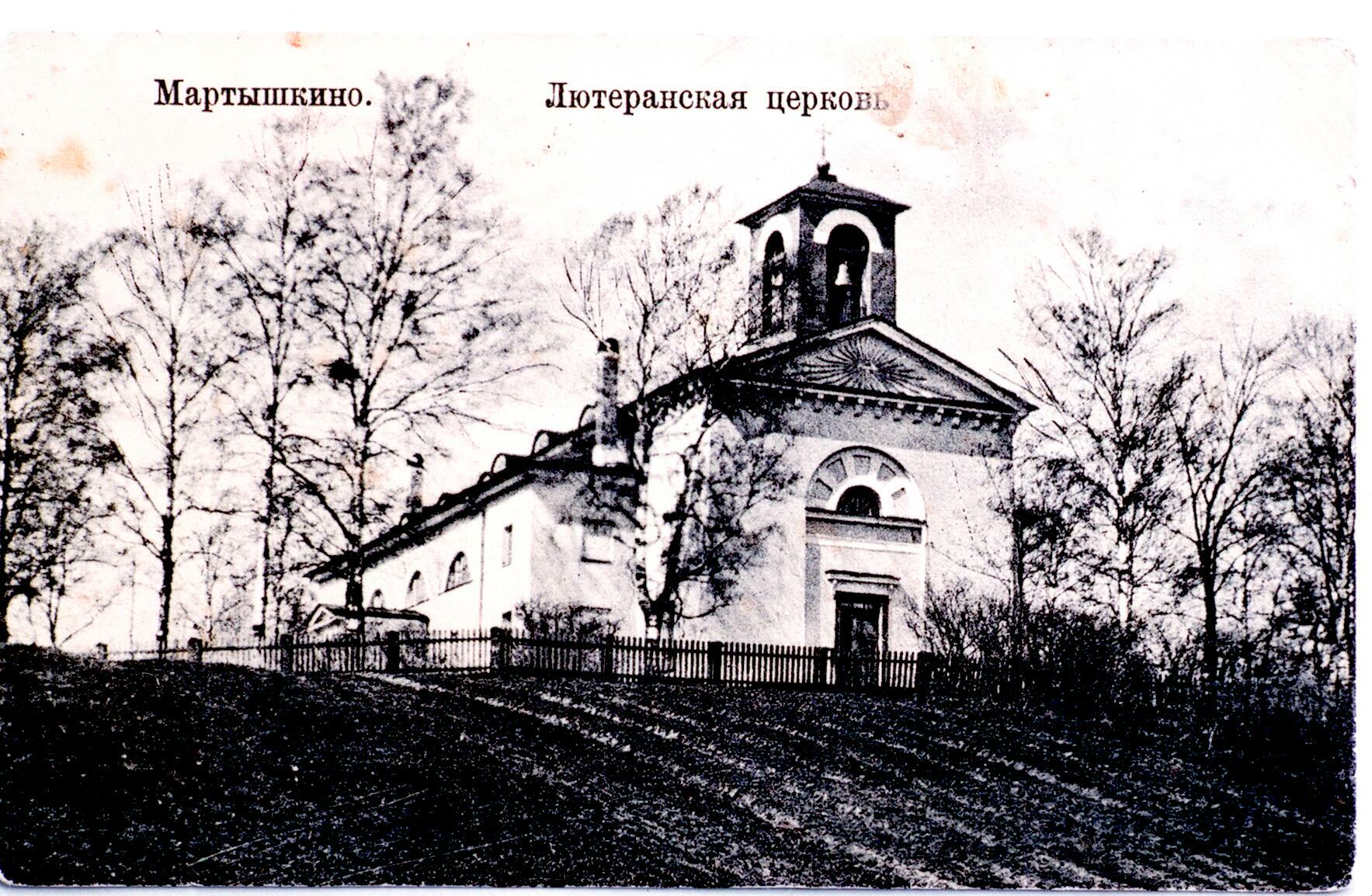
Кирха в г. Ломоносов (Мартышкино)

В 1827 году император Николай I, рассмотрев ряд проектов, принял решение о строительстве новой, третьей по счёту, но уже каменной кирхи по проекту придворного архитектора Иосифа Ивановича Шарлеманя.
В январе 1828 года Высочайшим указом на строительство храма было выделено 90 тысяч рублей.
В 1829 году, в конце июня, состоялась его закладка на небольшой возвышенности при Ораниенбаумской дороге. В строительстве использовался кирпич местного завода, другие строительные материалы доставлялись из мызы Гостилицы.
Новая кирха на 700 мест была освящена во имя Святого Иоанна 21 января 1831 года.
Внутри деревянный потолок украшали три хрустальные люстры. Резной деревянный алтарь выполнил скульптор Генрихсен, в нём находились картины «Моление о чаше» и «Тайная вечеря» работы академика Дмитрия Антонелли. Вся резьба алтаря была позолочена мастером Харитоном Вольфом. На алтаре церкви лежала «прекрасная, с серебряной застёжкой святая Библия, отпечатанная в Стокгольме в 1642 году». Отапливался храм четырьмя голландскими белыми изразцовыми печами.
В 1834 году в кирхе был установлен орган петербургского мастера и композитора Карла Вирта, стоимостью 3000 рублей.
В 1917 году количество прихожан составляло 8424 человека. В 1936 году кирху закрыли.
В годы Великой Отечественной войны в её здании располагался медсанбат.
В конце 1980-х годов здание принадлежало Ломоносовской дирекции киновидеосети, в нём размещался Дом культуры и ряд кооперативов. В 1989 году в связи с аварийным состоянием здание было закрыто.
19 ноября 1991 года здание кирхи было передано в бессрочное пользование лютеранскому приходу Тюрё. В 1992 году начался капитальный ремонт храма. 19 мая 1996 года состоялось повторное освящение церкви.
В настоящее время входит в Санкт-Петербургское пробство:211.

### Эстонская церковь Святого Иоанна
(ул. Декабристов, 54)

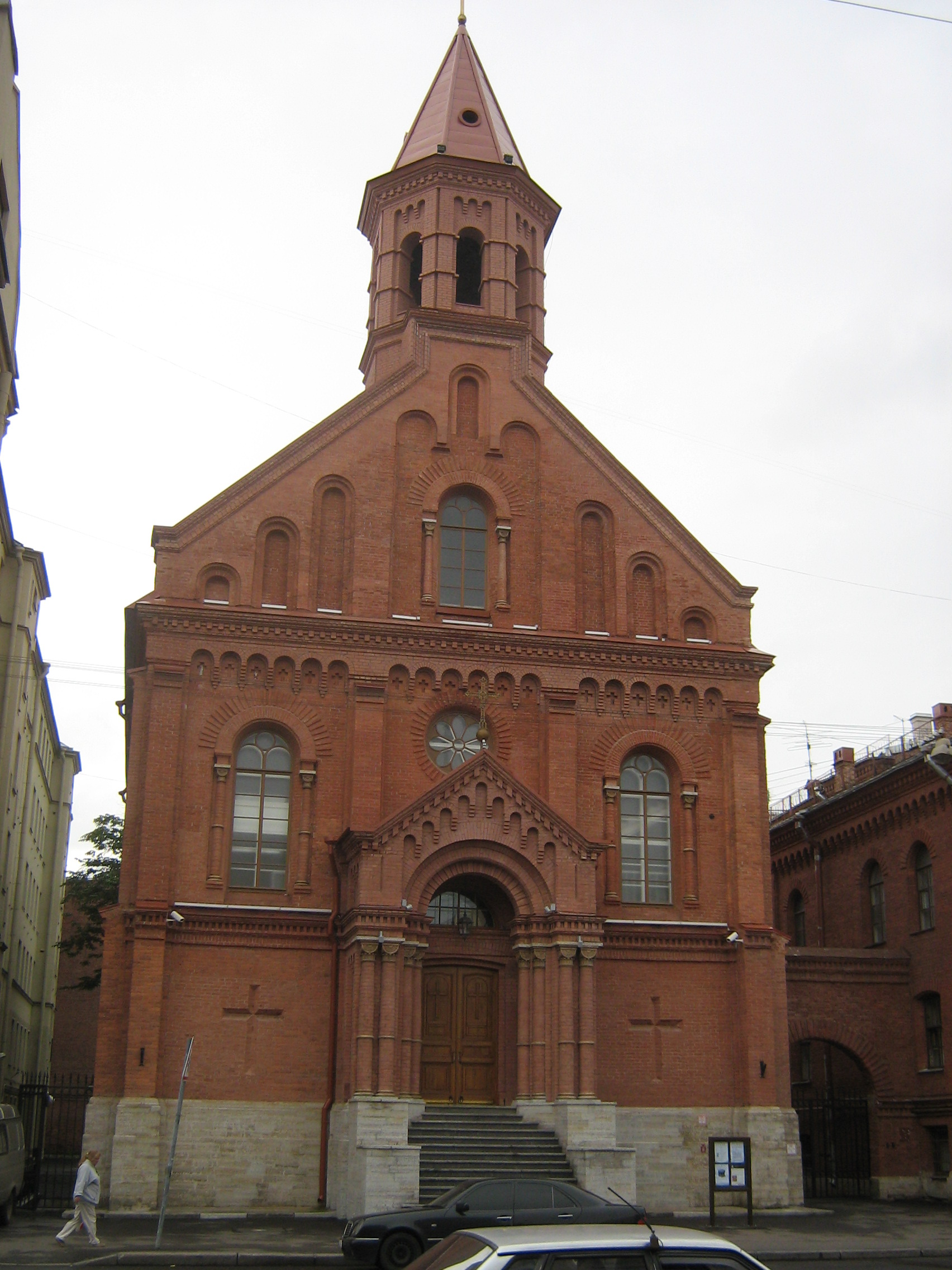
Церковь святого Иоанна

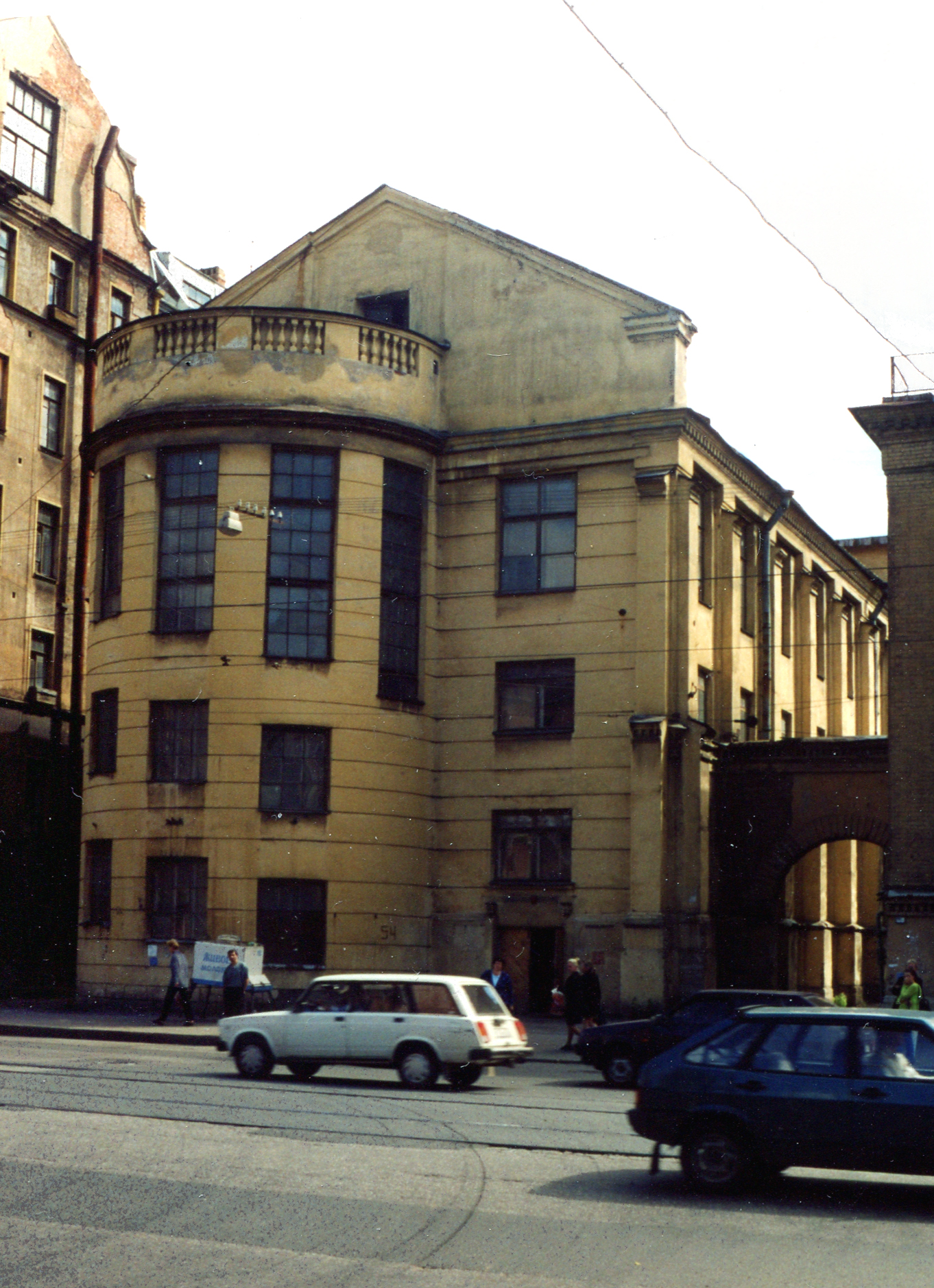
Здание церкви святого Иоанна во времена советской власти

Община была создана в 1731 году в здании первого кадетского корпуса. Церковное здание на Офицерской улице было заложено 24 июня 1859, на 800 мест (архитектор Г. А. Боссе), освящено 27 ноября 1860. Здание было построено в псевдороманском стиле. Церковь имела большую шатровую колокольню. Для строительства церкви была выделена значительная сумма из казны, остальные собрали сами прихожане.
В 1930 году церковь была закрыта. Затем здание было перестроено: снесена колокольня, к главному фасаду пристроена лестница, внутри были сделаны перекрытия между этажами. Внутри здания расположился клуб. В 1993 году в Санкт-Петербурге была зарегистрирована эстонская лютеранская община, которой 29 мая 1997 было передано здание. С 25 ноября 2000 здесь проходят регулярные молитвенные собрания на эстонском языке. Приход входит в Церковь Ингрии.
В 2009 году была начата реставрация церкви, восстановлены колокольня и исторический облик фасада. 20 февраля 2011 года, после завершения реставрационных работ, состоялось открытие и освящение церкви. Зал на третьем этаже используется как концертный (концертный зал «Яани Кирик»), в нём проводятся концерты классической, старинной и современной музыки.

### Шведская Церковь Святой Екатерины
(Малая Конюшенная улица, 1)

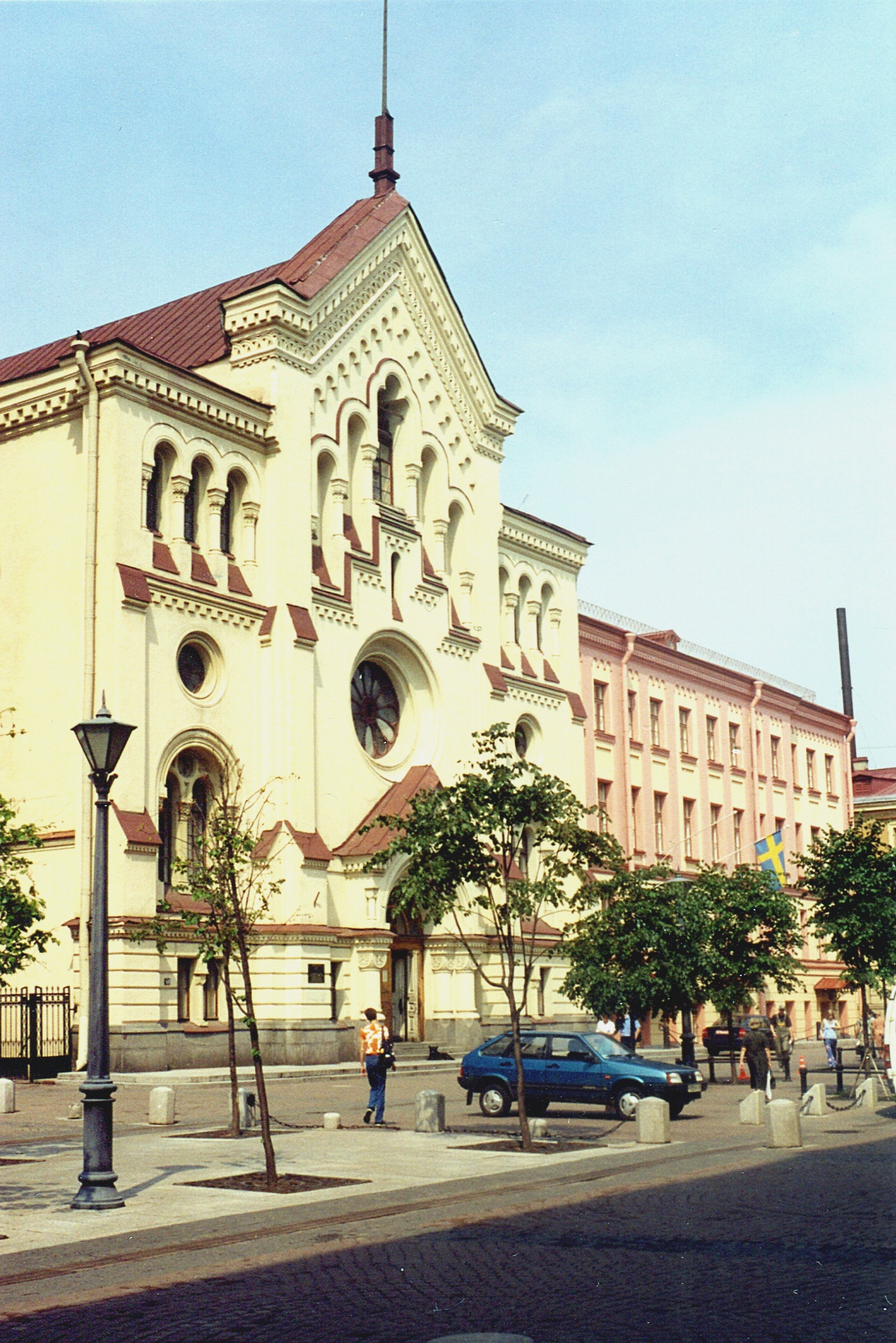
Церковь Святой Екатерины. Шведская

После присоединения Ингерманландии к России некоторые шведы переехали из Ниеншанца в новую столицу, где в наёмном доме уже в 1703 служил пастор. В 1728, когда шведская община отделилась от финской, шведы создали себе молитвенный дом, на месте которого 17 мая 1767 в Вознесенье архитектором Ю. М. Фельтеном заложена каменная церковь, выходившая фасадом на Шведский переулок. Через сто лет храм стал слишком маленьким, и 28 июля 1863 рядом архитектором К. Андерсоном началась постройка нового храма, в числе жертвователей был император Александр Второй. 28 ноября 1865 состоялось освящение храма. Фасады церкви были несколько видоизменены в 1905 известным петербургским архитектором Ф. М. Лидвалем, шведом по происхождению, когда он заканчивал стоящий рядом дом общины. Перед Октябрьским переворотом шведская община насчитывала около 5000 человек, в основном выходцев из Финляндии. В марте 1936 церковь закрыли и переделали под спортивный зал. В конце 1991 небольшая шведская община возобновила богослужение, хотя в здании по-прежнему находится спортивная школа.

### Англиканские церкви

#### Англиканская церковь Иисуса Христа
(Английская набережная, 56)

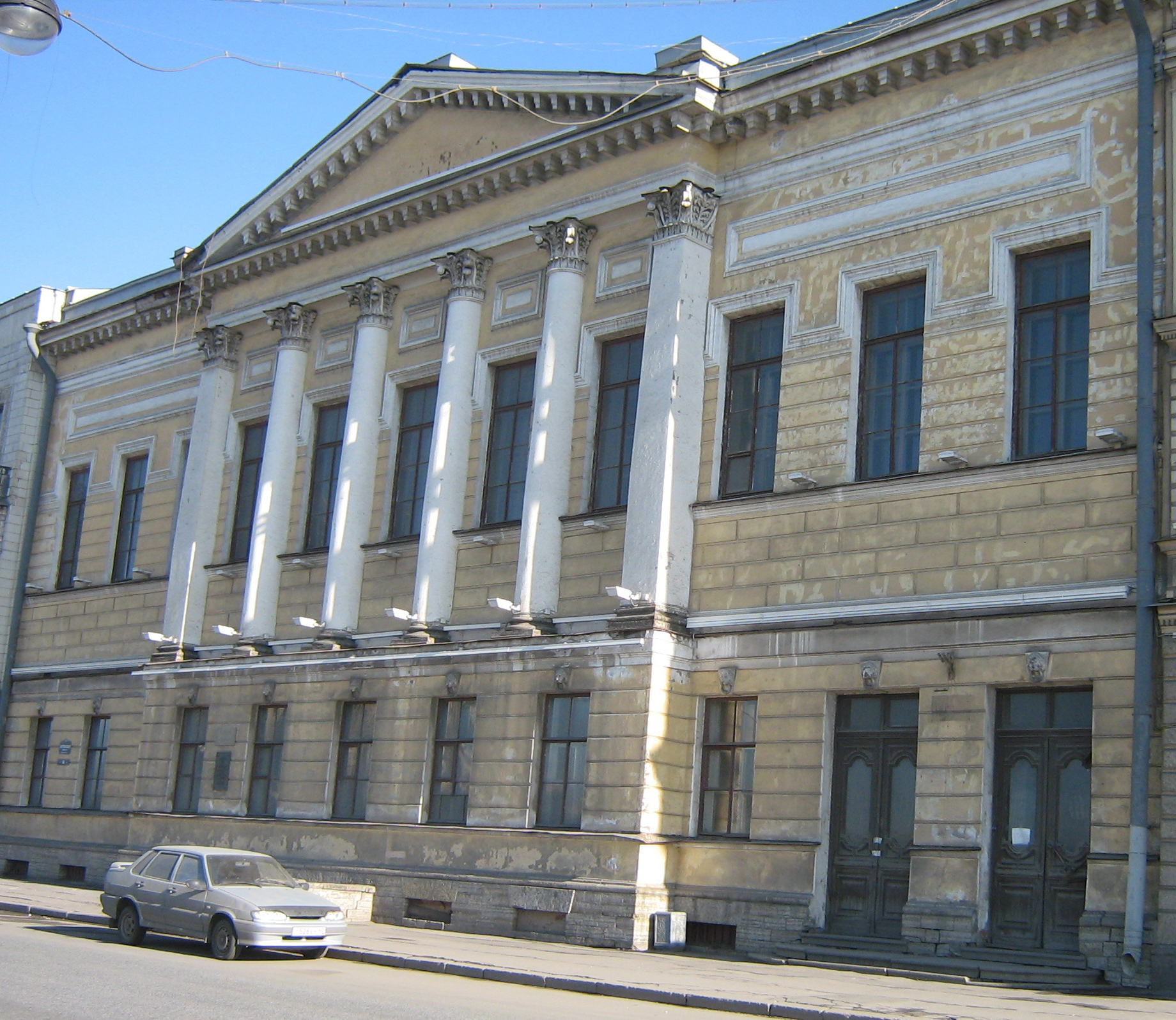
Англиканская церковь на Английской наб.

Церковь была построена в 1811—1815 гг. по проекту архитектора Джакомо Кваренги и служила в период с 1815 по 1919 годы приходу Церкви Англии в Петербурге/Петрограде. Была закрыта в 1939 году. В настоящее время в здании церкви размещается Городское экскурсионное бюро. Церковный зал используется в качестве актового, интерьер его (включая алтарь и орга́н) хорошо сохранился.

#### Бывшая англиканская церковь в Кронштадте

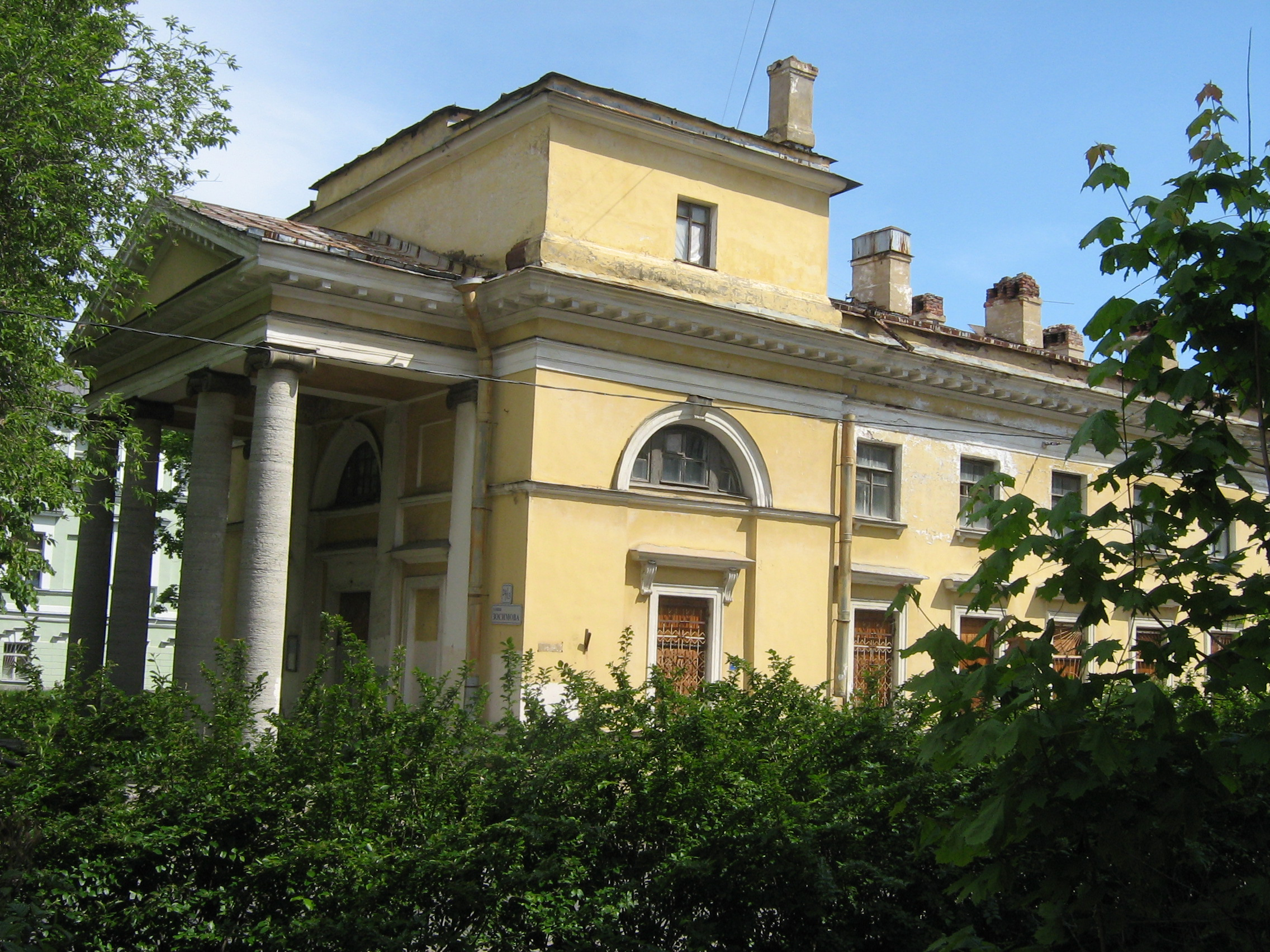
Бывш. англиканская церковь в Кронштадте

(Кронштадт, Андреевская ул., 13/ул. Зосимова, 24)
Храм был построен в 1819—1822 годах по проекту неизвестного архитектора в стиле классицизма общиной проживавших в Кронштадте англичан. Внутренний зал высокий, двухсветный. Алтарь был расписан живописью. На северной стороне алтарной абсиды были написаны заповеди, Символ веры и молитва «Отче наш» на английском языке.
Богослужения в ней совершались до 1902 года, когда, в связи с уменьшением количества англичан, они были прекращены. Община решила продать эту церковь с участком с условием, что в здании будет устроен или храм, или дом для религиозных собеседований.
На средства потомственного почётного гражданина Н. А. Туркина здание было приспособлено под православный храм. 1 (14) декабря 1902 года церковь была освящена о. Иоанном Кронштадтским.
В советские годы храм был перестроен - были разобраны колокольня и главка над алтарной частью, а в 1953-1955 годах церковный зал разделён на два этажа. Сейчас в здании ведутся ремонтные работы

## Реформатские церкви

### Голландская церковь—Информационный центр по искусству и музыке библиотеки им. В. В. Маяковского
(расположен по трём адресам: Невский пр., 20, наб. р. Мойки, 44 и Большая Конюшенная ул., 31)

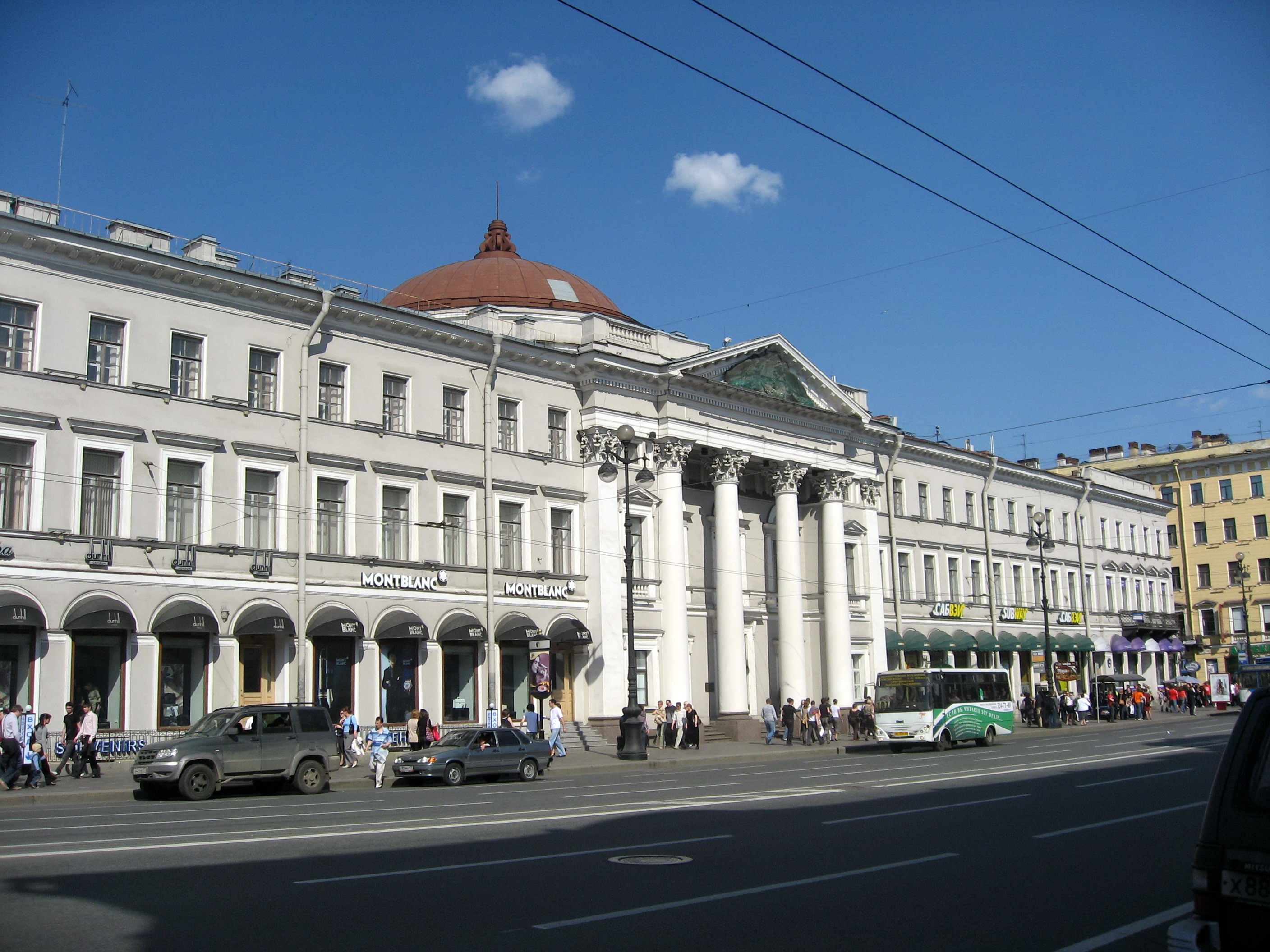
Дом бывш. Голландской церкви на Невском проспекте

В 1708 году голландцы Петербурга начали молиться в небольшой деревянной [лютеранской кирхе при дворе Корнелия Крюйса, бывшего тогда вице-адмиралом. В 1717 году пастором этой голландской общины, состоящей всего из 36 человек, стал некий Х. Г. Грубе. В 1724 община приобрела дом Пьера Пуси, находившийся на углу Невского проспекта и набережной реки Мойки. В этом доме работала голландская школа. Несколько позже сама кирха была перестроена в одноэтажный дом, купленный 6 апреля 1733 за 1500 рублей приобретён одноэтажный дом. Спустя 3 года, летом 1736 оба строения сгорели.
Новое здание для кирхи удалось возвести лишь в 1742 году на средства, большая часть которых поступила из Нидерландов. Новая кирха вмещала уже 250 человек и имела достаточно затейливые интерьеры. С XIX века по-голландски в храме служили лишь летом, когда начиналась навигация, в остальные месяцы службы велись на немецком языке, ибо богатая, но небольшая (перед революцией она насчитывала всего 300 человек) община была сильно онемечена и лишь треть её членов говорила по-голландски.
Из-за репатриации большей части голландцев на родину национализированный храм, в котором оставалось всего 20 верующих, был в мае 1920 закрыт, но в 1923—1926 им стала пользоваться русская лютеранская община. Затем здание отдали кукольному театру, а церковное имущество вывезли. После ремонта в 1935—1936 помещение заняла библиотека им. А. А. Блока. Так как верующих голландцев, которые хотели бы вернуть здание церкви, нет, в нём находится недавно реконструированный и оснащённый по последнему слову техники Информационный центр по искусству и музыке (БИКЦИМ), филиал библиотеки им. В. В. Маяковского.

### Французская реформатская церковь
(Большая Конюшенная ул., 25)

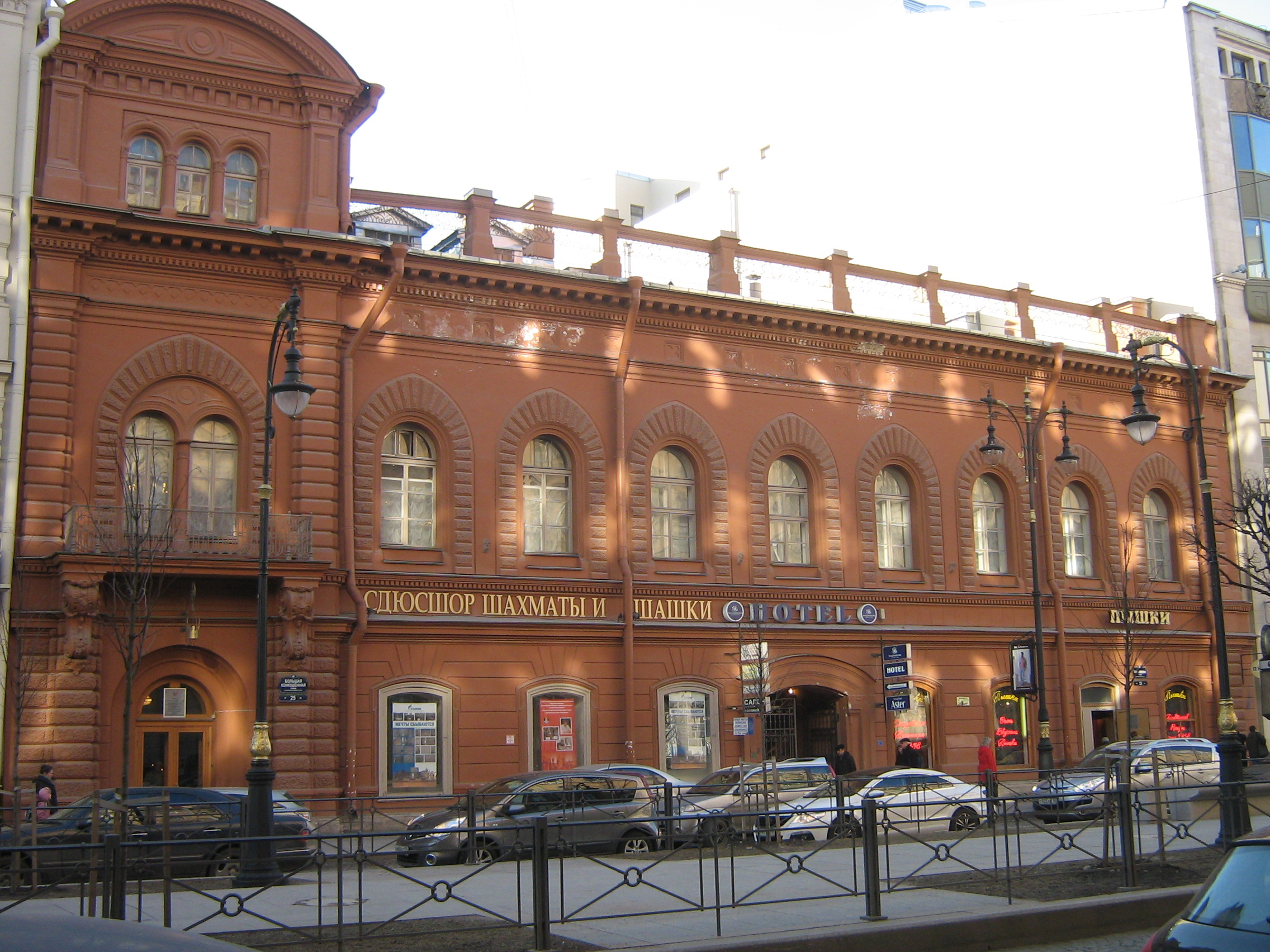
Здание бывш. французской церкви Св. Павла на Большой Конюшенной улице

С 1708 французское население, как и все протестанты, имело приход в лютеранской кирхе на дворе К. Крюйса в Немецкой слободе. В 1724 году произошло отделение и образование совместной с немцами реформатской общины, которая разместилась в доме купца Жана Пеллонтье. На первом проводимом в новообразовавшейся общине крещении 31 июля 1724 года Пётр I был восприемником сына лейб-хирурга Гови, и кресло, в котором сидел император, хранилось затем в помещении церкви.
13 мая 1770 было заложено новое здание Французско-немецкой реформатской церкви Св. Павла, которое сооружалось в течение двух лет по проекту архитектора Ю. М. Фельтена. На новый каменный храм собрал средства лейб-хирург Фусадье. Также в строительстве участвовал каменных дел мастер Дж. Руска. Украшенный плоским куполом с золотым крестом храм на 300 человек расположился вдоль красной линии. Церковь была освящена 22 декабря 1772 года.
С 1827 года при церкви работала школа.
В 1864 году архитектор А. Х. Пель занимался переделкой интерьеров здания. На рубеже веков в Петербурге жило около 3000 французов, в основном католиков. Перед революцией из 800 прихожан только половину составляли французы.
После закрытия храма в 1924—1930 годах в здании размещались Богословские курсы баптистов, а затем — Дом атеистической пропаганды. С 1937 года в здании размещается Городской шахматный клуб имени М. И. Чигорина.
Здесь была открыта и до сих пор работает знаменитая пышечная «Желябова 25», которая внесена в Красную книгу памятных мест Петербурга. За последние 50 лет в пышечной не изменился ни ассортимент, ни рецепты приготовления основных двух продуктов: кофе и пышек.

### Немецкая реформатская церковь — Дворец культуры работников связи
(Большая Морская ул., 58)

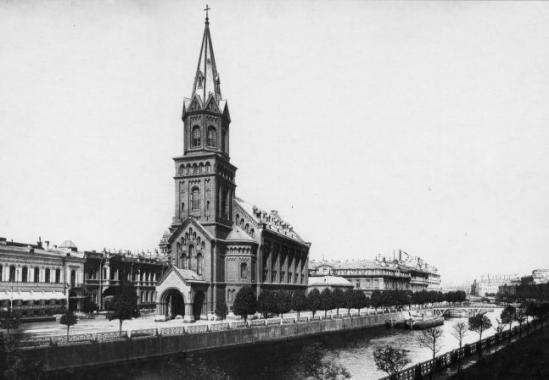
Здание немецкой реформатской церкви до Революции

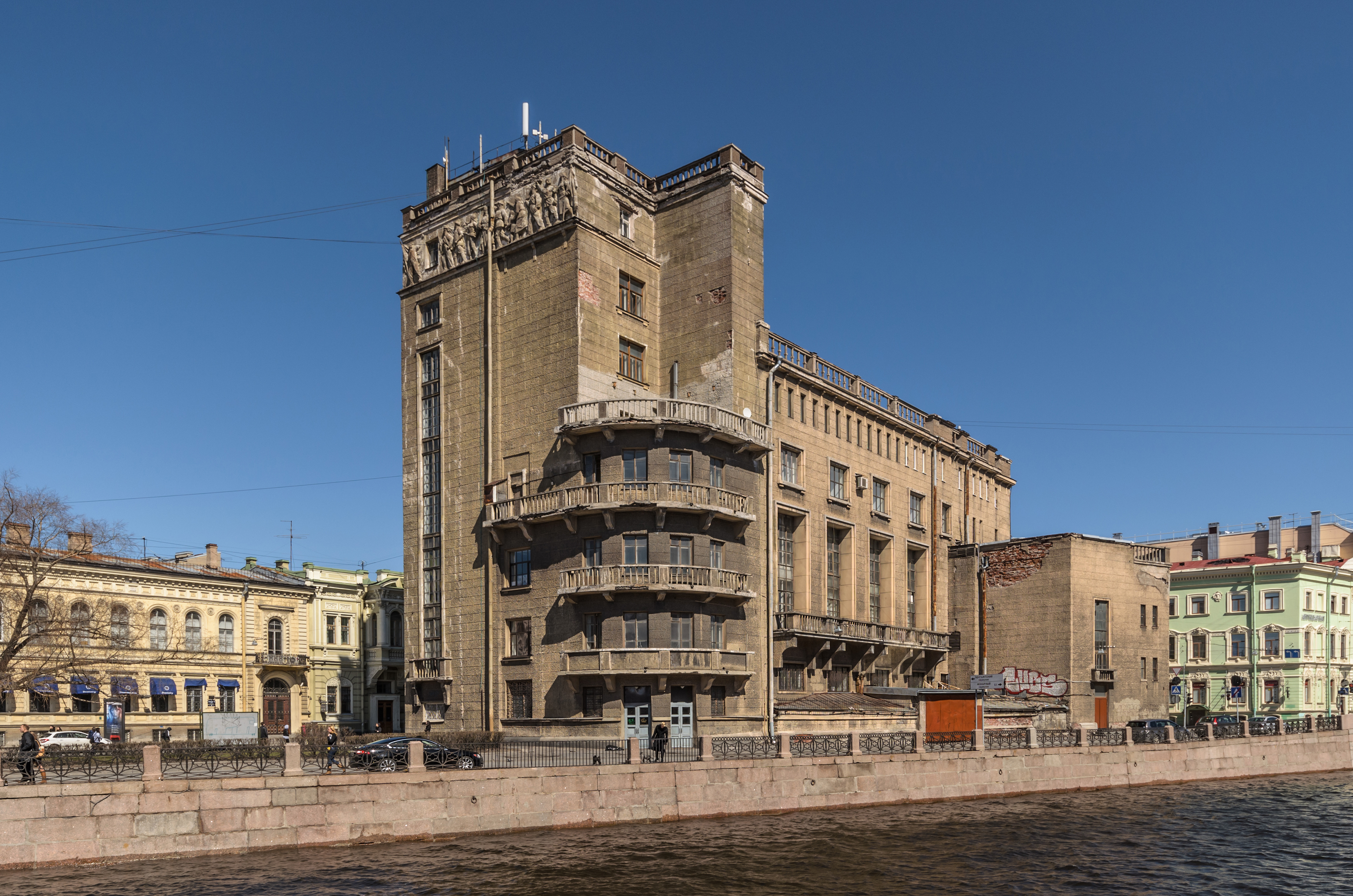
Здание немецкой реформатской церкви после перестройки в Дворец связи

До 1862 года немецкая реформаторская община совершала службы в здании Французской реформаторской церкви на Большой Конюшенной улице. Однако число прихожан росло и вскоре возникла необходимость в строительстве отдельного храма. Главы общины обратились к властям города и получили участок земли на пересечении Большой Морской улицы, набережной реки Мойки и Почтамтского переулка.
На этом месте по проекту архитектора Г. А. Боссе была построена Немецкая реформатская кирха в смешанном романо-готическом стиле. Храм заложен в сентябре 1862 года, в день празднования тысячелетия Руси. Руководил строительством Д. И. Гримм. Кирха была освящена 24 октября 1865 года.
Стены фасадов здания были сделаны из красного кирпича без штукатурки, отдельные элементы были выкрашены белой краской. Храм имел высокую башню-колокольню. В здании на первом этаже размещалась школа и квартира пастора, на втором — сам храм с большими витражными окнами рижской мастерской Э. Байермана и органом.
В 1929 году кирха была закрыта, в нём разместили общежитие. В 1930-е годы здание было полностью перестроено в стиле конструктивизма для Дома культуры архитекторами П. М. Гринбергом и Г. С. Райцем, скульпторы С. В. Аверкиев, В. П. Николаев и Г. А. Шульц. Верхняя часть башни со шпилем была убрана, на фасады добавлены скульптурные композиции и балконы. Позже Дом культуры был переименован в Дворец. Здесь располагался концертный зал, кинозал, библиотека, досуговые кружки. История ДК связи тесно связана со становлением ленинградской школы русского рока, на его сцене выступали и записывались Аквариум, Кино и т. д.

### Конгрегационализм

#### Британо-Американская церковь Иисуса Христа (Конгрегациональная)
(ул. Якубовича, 16 А)

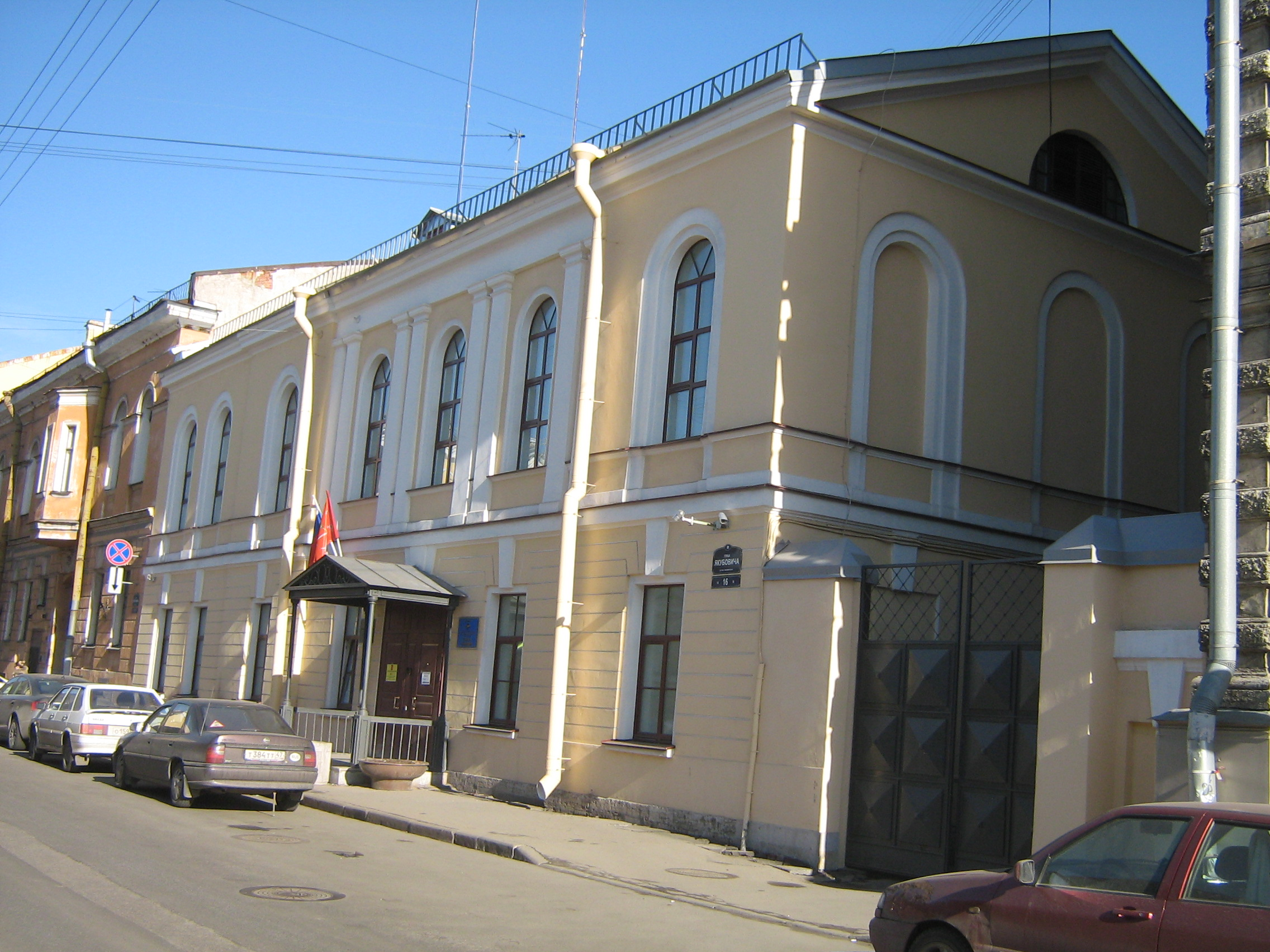
Здание бывшей конгрегациональной церкви на улице Якубовича, д.16, занимаемое отделом полиции УМВД Адмиралтейского района Санкт-Петербурга

1839—1840 — арх. Карл-Вильгельм Винклер
1890 — гражд. инж. Фёдор Иванович Соболевский (расширение) — «Список…» КГИОП, п. 382 (дата обращения — 25.10.2014)
В 1833 году по просьбе пастора Ниля и старейшин Британо-американской конгрегациональной церкви в Петербурге Николай I дозволил конгрегационалистам выстроить или нанять дом для молитвы.
Община образовалась 6 декабря 1833 года при англиканской церкви, но через семь лет отделилась от неё. Она приобрела дом на Ново-Исаакиевской улице (совр. ул. Якубовича), к которому в 1839—1840 годах К. В. Винклер пристроил со двора двусветный молитвенный зал на 250 человек (хотя в столице конгрегационалистов было больше). Поэтому пастор Александр Фрэнсис из Эдинбурга в 1899 году получил разрешение проводить духовные собрания в частных домах и только на окраинах.
Когда в 1890 году праздновалось пятидесятилетие общины, лицевой дом по проекту Ф. Н. Соболевского был расширен двухэтажной пристройкой и заново отделан. Здесь, по инициативе Фрэнсиса, в 1891 году открылась школа, в которой главным учителем был опытный педагог Вальтер Скотт. В январе 1904 пастора Фрэнсиса сменил Эндрю Ричи. В это время церковь, подчинённая посольству США, имела около 150 прихожан, десяток которых был русскими. Храм был закрыт постановлением Президиума Ленсовета от 17 апреля 1939 года, и его дом передали Государственной Публичной библиотеке. Ныне в перестроенном здании находится отдел полиции.

#### Британско-американская церковь при Александровском главном механическом заводе  (Конгрегациональная )
(Обуховской Обороны пр., 127А, лит. А)

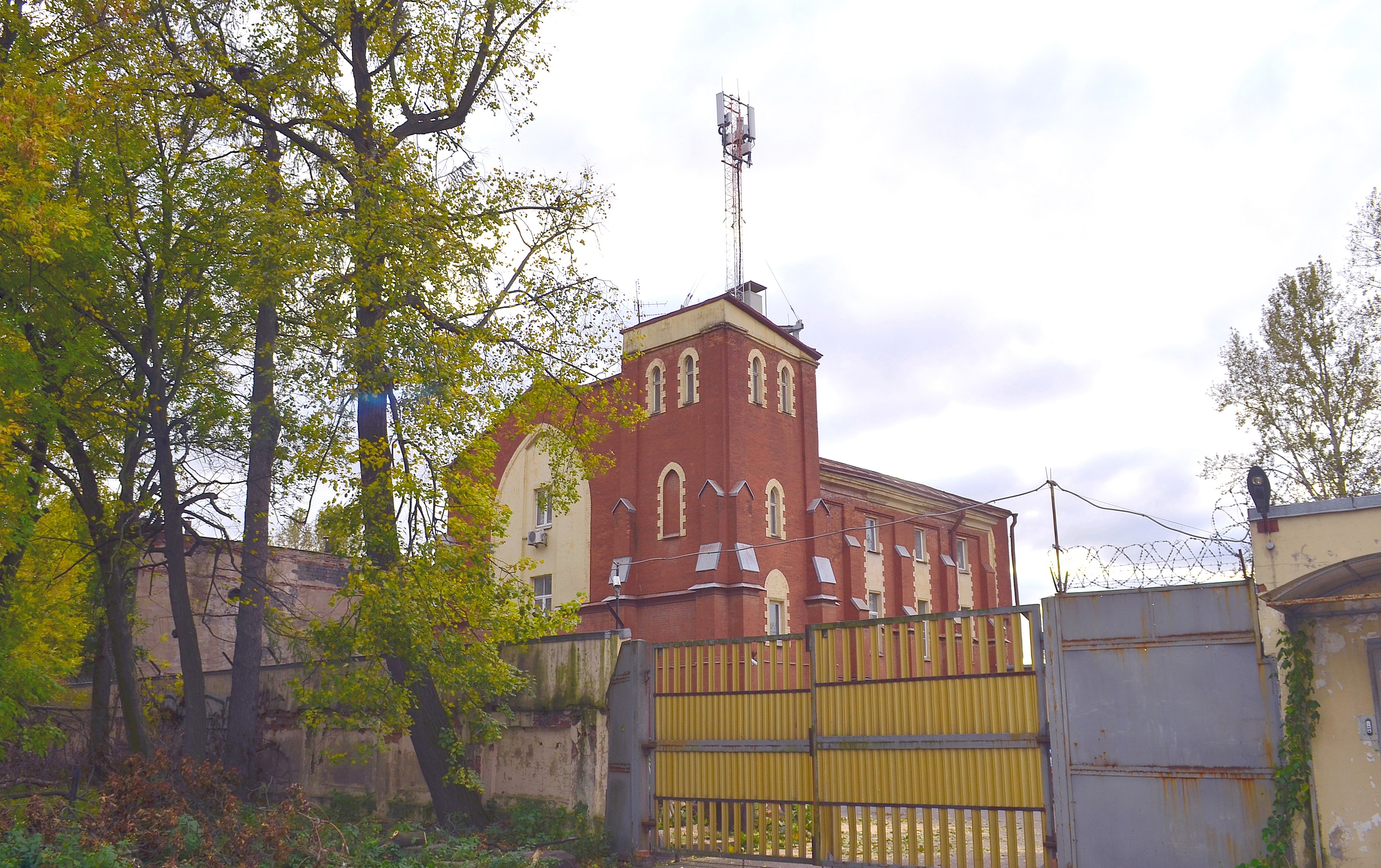
Главный фасад без шпиля

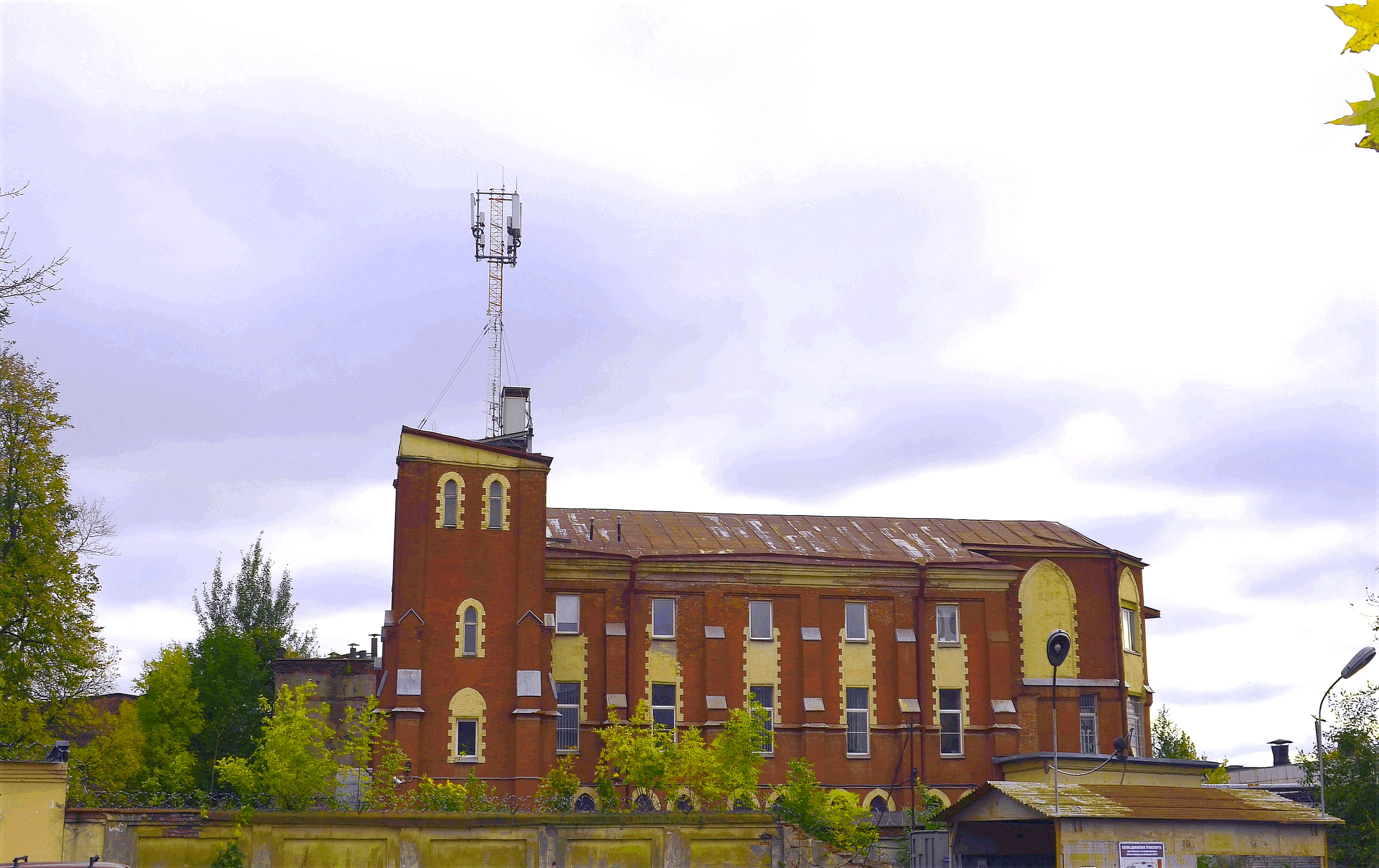
Вид сбоку, апсида справа

Многие сотрудники Александровских заводов были выходцами из Британской империи. Ближайший храм находился в центре Петербурга (Английская наб., 56, см. выше), поэтому с 1848 г. пастор Томас Эллерби начал проводить богослужения за Невской заставой в специально нанятом доме.
Потом в помещении заводской конторы был открыт филиал Британо-американской церкви (на совр. ул. Якубовича, см. выше), который действовал несколько лет. На время Крымской войны службы были прекращены, но после заключения мира опять возобновились.
Сюда вместе с отцом, инженером, одним из строителей железной дороги Москва-Петербург, ходил Джеймс Уистлер — будущий крупный американский и английский художник.
Потом на территории завода был построен молитвенный дом. Позже участок понадобился для расширения завода. Церковь строили заново на соседнем участке, открыта она была в 1901 году.
Церковь закрыта с 1920-х гг.
Здание сохранилось в искажённом виде. В нём располагался телефонный узел компании Ростелеком. Сейчас телефонный узел сдаёт помещения в здании разным конторам.
Согласно приказу № 15 КГИОП от 20 февраля 2001 года было установлено следующее заключение экспертизы: «Рекомендовать к включению в Список вновь выявленных объектов, представляющих историческую, научную, художественную или иную культурную ценность (экспертное заключение от 20.03.2000)».

## Римско-католические церкви и часовни

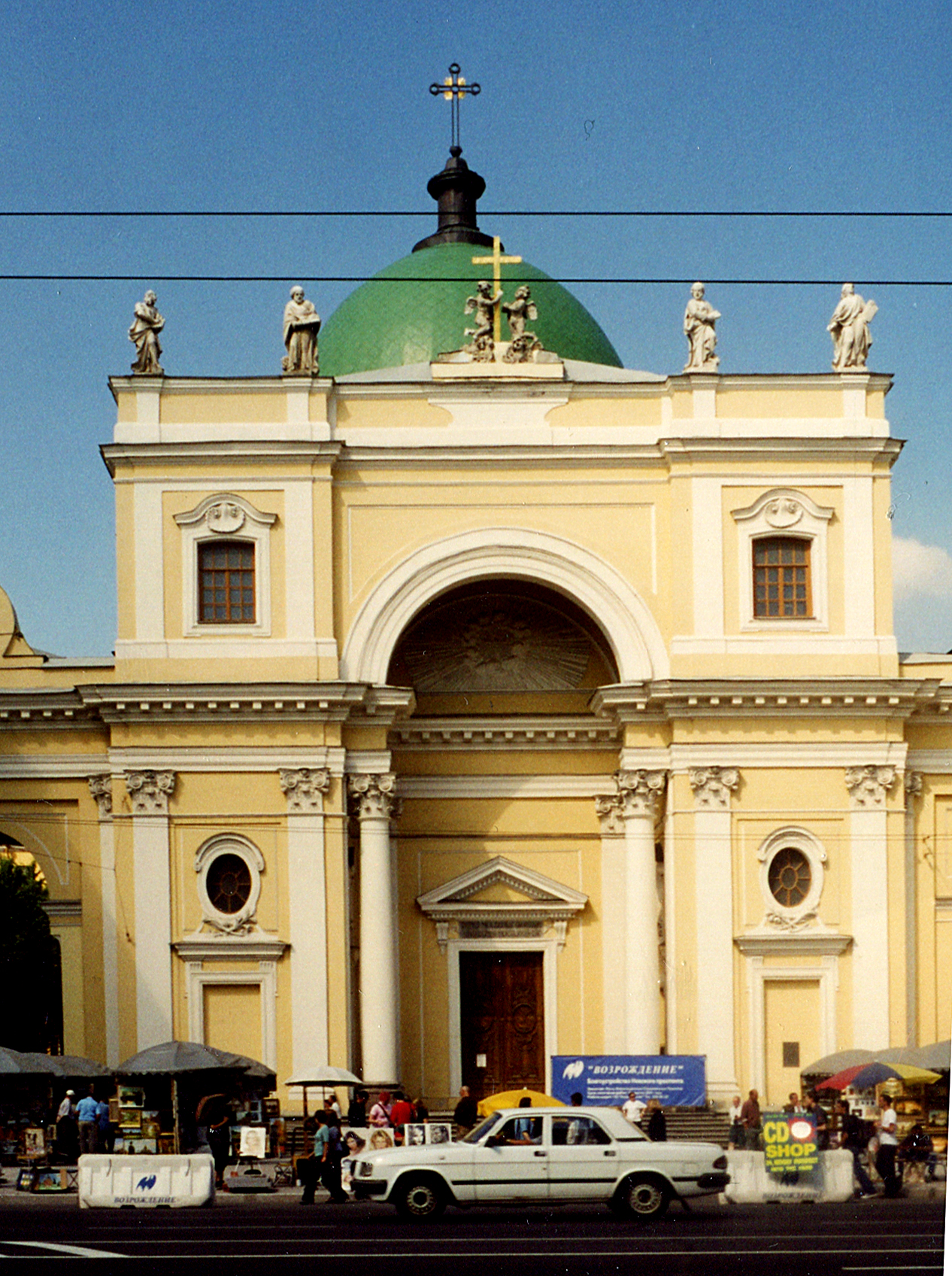
Церковь Святой Екатерины

### Церковь Святой Екатерины Александрийской
(Невский проспект, 32-34)
Петербург уже в 1706 году имел католический приход. В 1739 году на Невском проспекте был выстроен временный деревянный храм, автором которого был П. А. Трезини. 14 января 1761 в глубине участка по проекту Ж.-Б. Валлена-Деламота был заложен каменный храм, стройка была поручена А. Ринальди, который руководил ею с 1779 года. После его отъезда работы завершил Д. Минчаки, и 7 октября 1782 папский нунций Дж. А. Аркетти освятил храм. Этот храм был главным в столице, тем не менее часто менял правление. Вначале это были бенедиктинцы, в 1800 году их сменили иезуиты, а с 1816 по 1898 управляли доминиканцы. У немцев, поляков, французов и итальянцев были свои проповедники. Последним настоятелем храма до переворота был каноник Константин Будкевич, расстрелянный большевиками в 1923 году.
В стенах храма молились Ж. де Местр, А. Мицкевич, О. Бальзак, А. Дюма, Ф. Лист и другие. В храме погребён умерший в Петербурге последний польский король Станислав-Август Понятовский и французский генерал Ж. Моро, смертельно раненый в битве при Дрездене. В июне 1855 года здесь отпевали О. Монферрана перед отправкой тела в Париж.
8 октября 1938 церковь была закрыта и отдана под склад. В 1947 и в 1984 году она горела, что привело к уничтожению внутреннего убранства. 4 октября 1992 в бывшей ризнице были начаты католические богослужения. Единственный католический храм России, которому присвоен почётный титул малой базилики.

### Храм Святой Лурдской Девы Марии
(Ковенский переулок, 7)

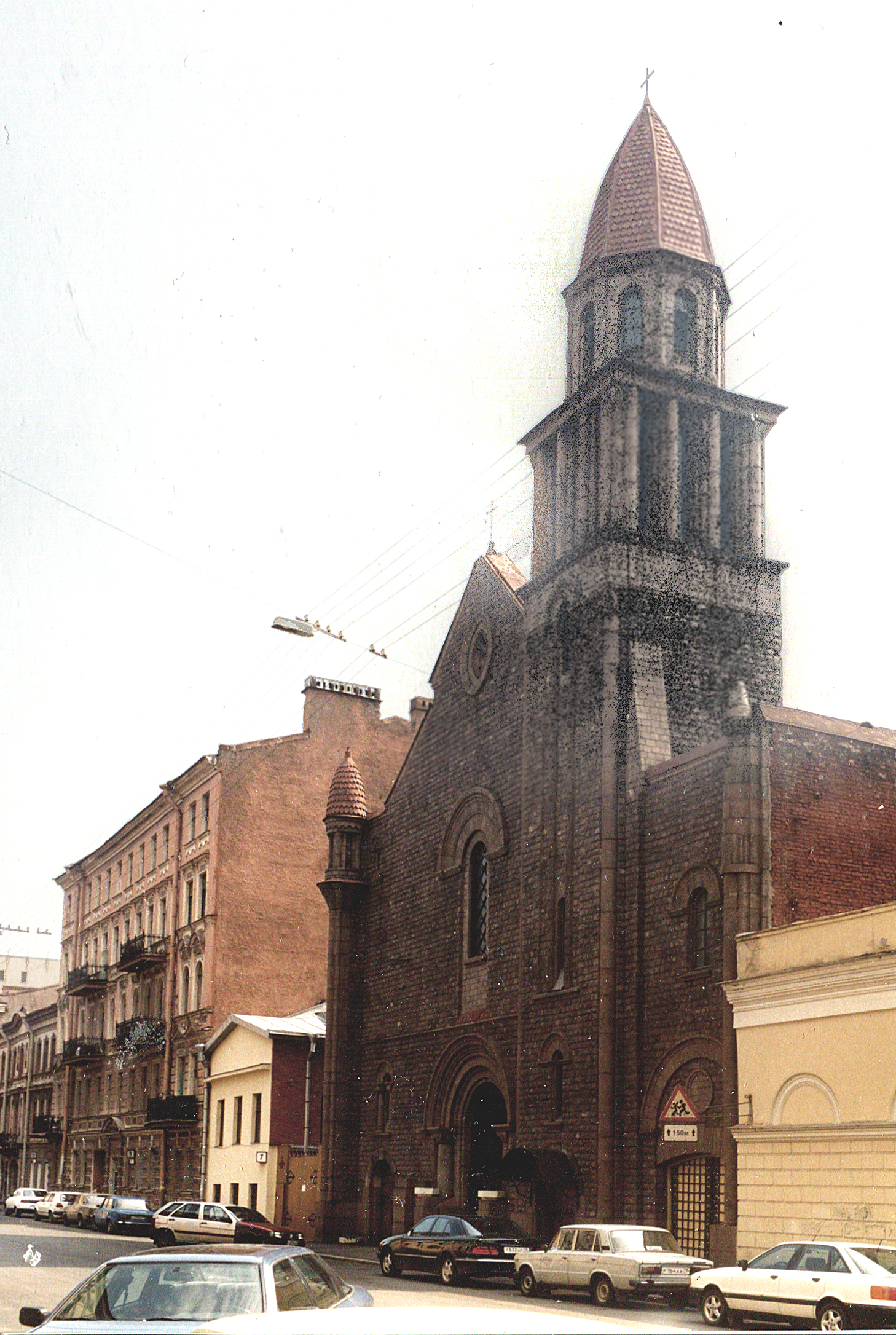
Костёл Святой Лурдской Девы Марии

В Петербурге перед большевистским переворотом жили 3700 французов-католиков. В 1898 графу Монтебелло удалось воспользоваться начавшимся русско-французским сближением и добиться разрешения на строительство специального храма.
Построен для французского посольства в 1903—1909 архитекторами Л. Н. Бенуа и М. М. Перетятковичем, который изменил оформление фасада. Церковь не действовала в 1922—1923.

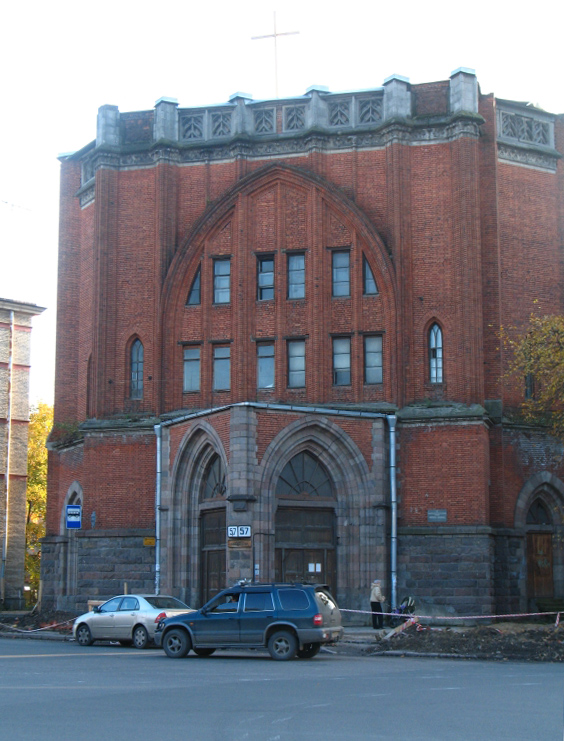
Церковь Святого Сердца Иисусова

### Церковь Святого Сердца Иисусова
(ул. Бабушкина (бывш. Большая Щемиловка), 57)
Рабочие-католики, работавшие за Невской заставой, ещё в 1892 году задумали построить для себя церковь. Храм по проекту гражданского инженера С. П. Галензовского был заложен 8 сентября 1907 и освящён около 1918 года. Летом 1919 года «коллектив нацменов» потребовал передать храм под дом физкультуры, но окончательно он был закрыт лишь в 1937. Основной объём храма сохранился. 6 июня 1996 года состоялось первое богослужение.
В 2003 году Церкви было передано всё здание. В 2009 году настоятель прихода выразил желание достроить колокольни, исключённые из первоначального проекта здания, однако это намерение вызвало противодействие Совета по сохранению культурного наследия и депутатов Законодательного собрания Санкт-Петербурга, считающих, что это исказит исторический облик здания.
Однако основания башен (до исторического уровня высоты кровли), сам уровень кровли, фронтон(?), пострадавшие после пожара, произошедшего уже в советское время (первые были разобраны), и, может быть, небольшой шпиль, располагавшийся ближе к алтарной части костёла и пинакли — элементы, которые существовали, но со временем костёл их лишился.
На конец 2014 года должны были быть закончены работы с гидроизоляцией здания; вставлено чуть меньше половины больших стрельчатых окон (включая окна на фасаде здания), средства на них выделило Министерство культуры Российской Федерации. Для этого размеры оконных разъёмов были расширены до исторических размеров, это было бы маловозможно без освобождения здания от перекрытий, построенных в советское время.

### Храм Посещения Пресвятой Девой Марией Елизаветы
(Минеральная ул., д. 21)

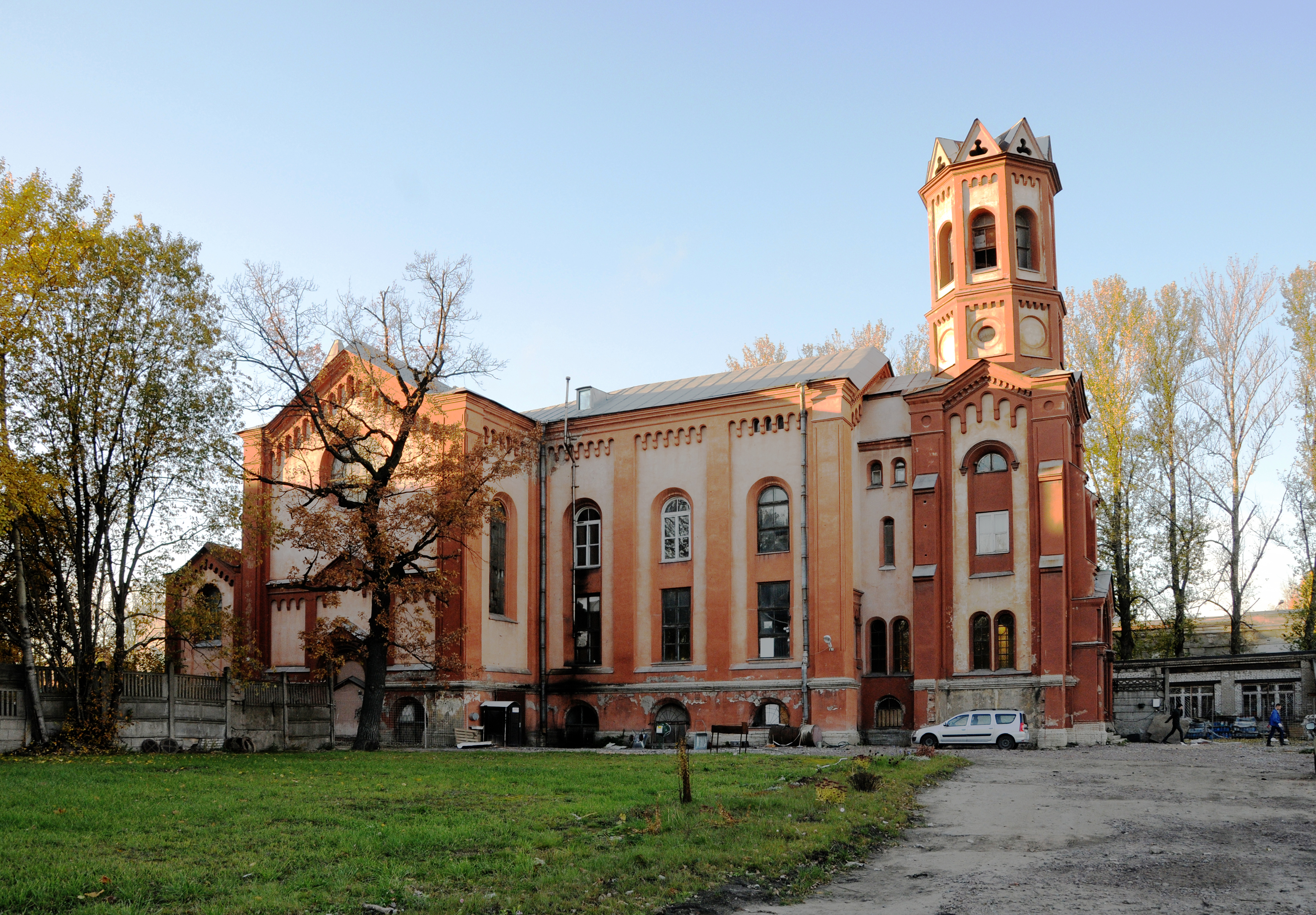
Храм Посещения Пресвятой Девой Марией Елизаветы, 2014

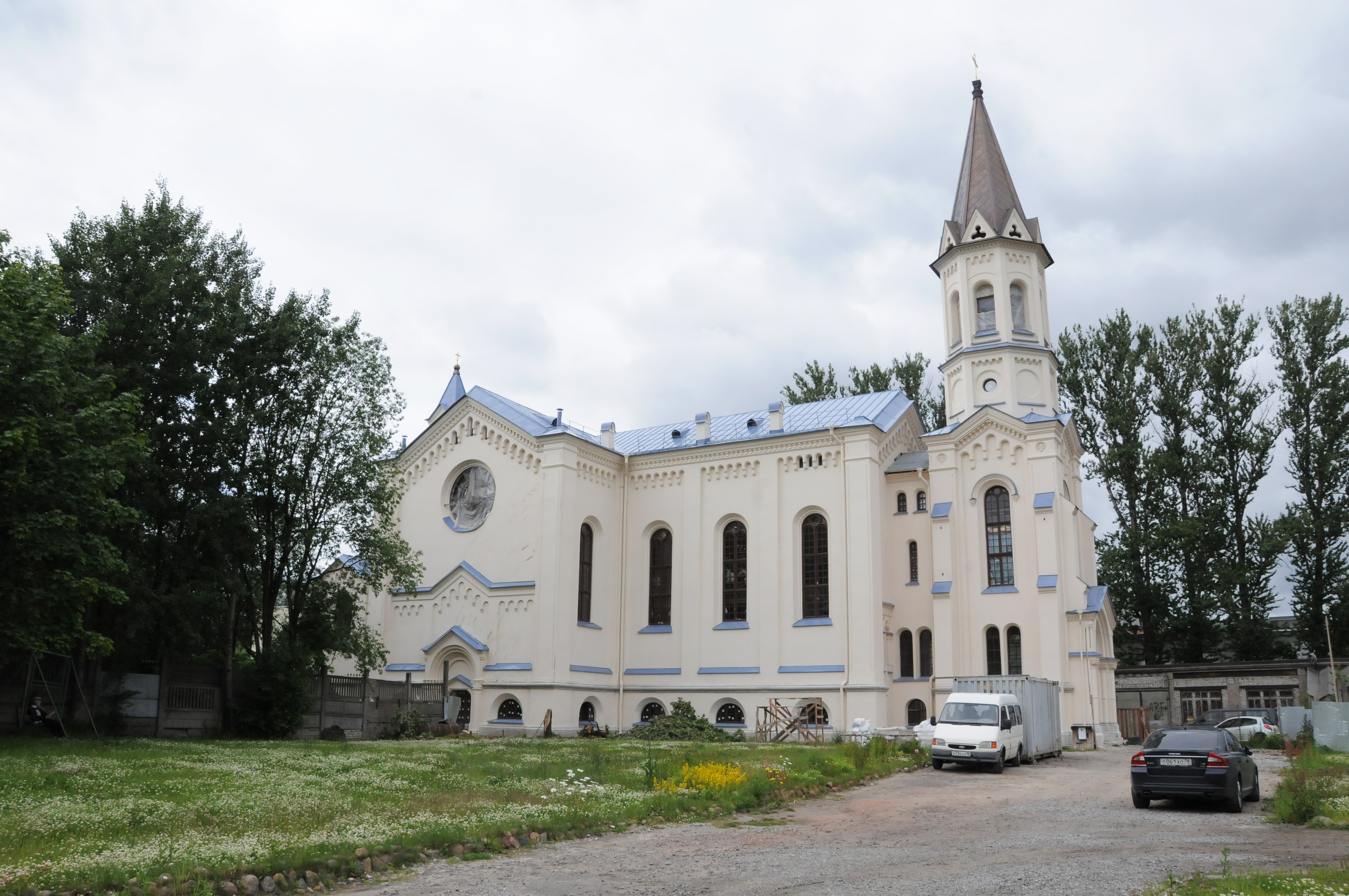
Храм в процессе реставрации, июль 2017 года

В 1852 году католическое духовенство Санкт-Петербурга обратилось с просьбой об открытии в городе католического кладбища. В 1856 году император Александр II утвердил создание католического кладбища и часовни при нём. Земля под кладбище была отведена на Выборгской стороне. Впоследствии это кладбище стало самым большим католическим кладбищем Санкт-Петербурга. По разным оценкам, на нём было захоронено от 40 до 50 тысяч католиков.
Проект кладбищенской часовни был создан архитектором Николаем Бенуа. В 1870-х годах было решено превратить часовню в храм, тот же Николай Бенуа стал автором проекта колокольни с часами, которую пристроили к церкви.
В крипте храма были погребены некоторые католические архиепископы и митрополиты, а также создатель храма — архитектор Николай Бенуа.
Деятельность храма была прекращена с 1 ноября 1938 года постановлением Президиума ВС РСФСР от 7 сентября 1938 года. В следующем году кладбище было ликвидировано, часть захоронений наиболее известных людей перенесена в музейные некрополи Александро-Невской лавры и на Успенское кладбище. Здание церкви было перестроено, сначала в нём располагалось картофелехранилище, затем промышленная лаборатория.
В апреле 2002 года здание церкви возвращено католикам в крайне запущенном состоянии. На декабрь 2014 г. продолжалась длительная реставрация. До недавнего времени в здании не было отопления и приходилось топить «печью-буржуйкой».

### Собор Успения Пресвятой Девы Марии
(1-я Красноармейская ул. (бывш. 1-я рота), 11)

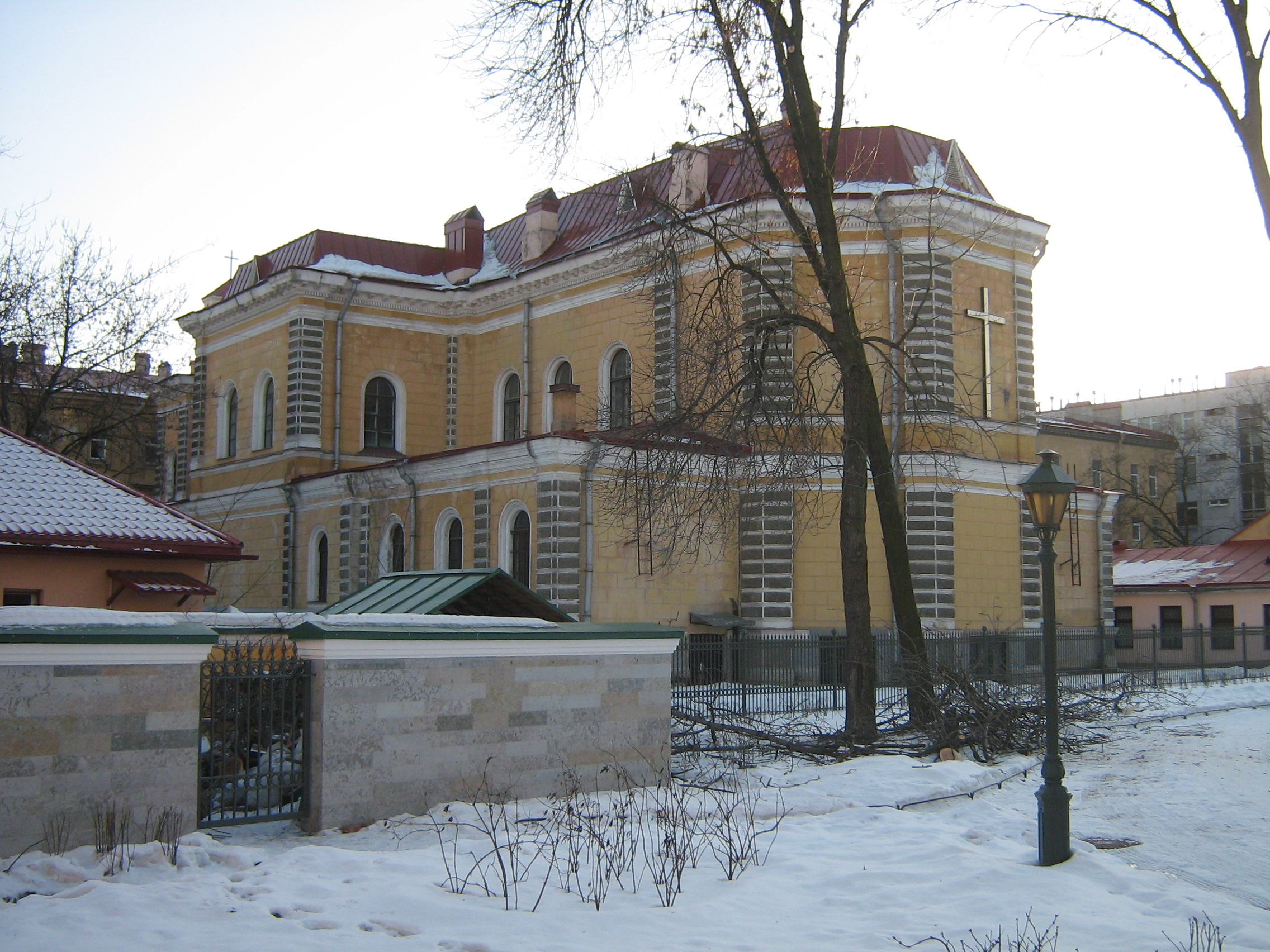
Римско-католическая церковь Успения ПДМ (вид из Польского сада)

Долгое время консисторское управление католическими приходами в России находилось в Могилёве. После того, как его было решено перенести в столицу, архитектор В. И. Собольщиков разработал проект большого митрополичьего храма для митрополита Могилёвского, как официально назывался глава католиков в стране. Храм был заложен 2 августа 1870 и освящён 12 апреля 1873.
В 1900 году в здание архиепархиального дома, расположенное рядом с собором, была переведена католическая семинария, а резиденция архиепископа переехала в находящийся неподалёку дом Державина на набережной Фонтанки.
Приход Успения постоянно рос и перед революцией 1917 года насчитывал около 15 — 20 тысяч прихожан.
Костёл был закрыт 5 декабря 1922 усиленным нарядом милиции, преодолевшим сопротивление верующих. Окончательно ликвидирован 6 января 1930 и перестроен. Осенью 1996 года после реставрации снова освящён.

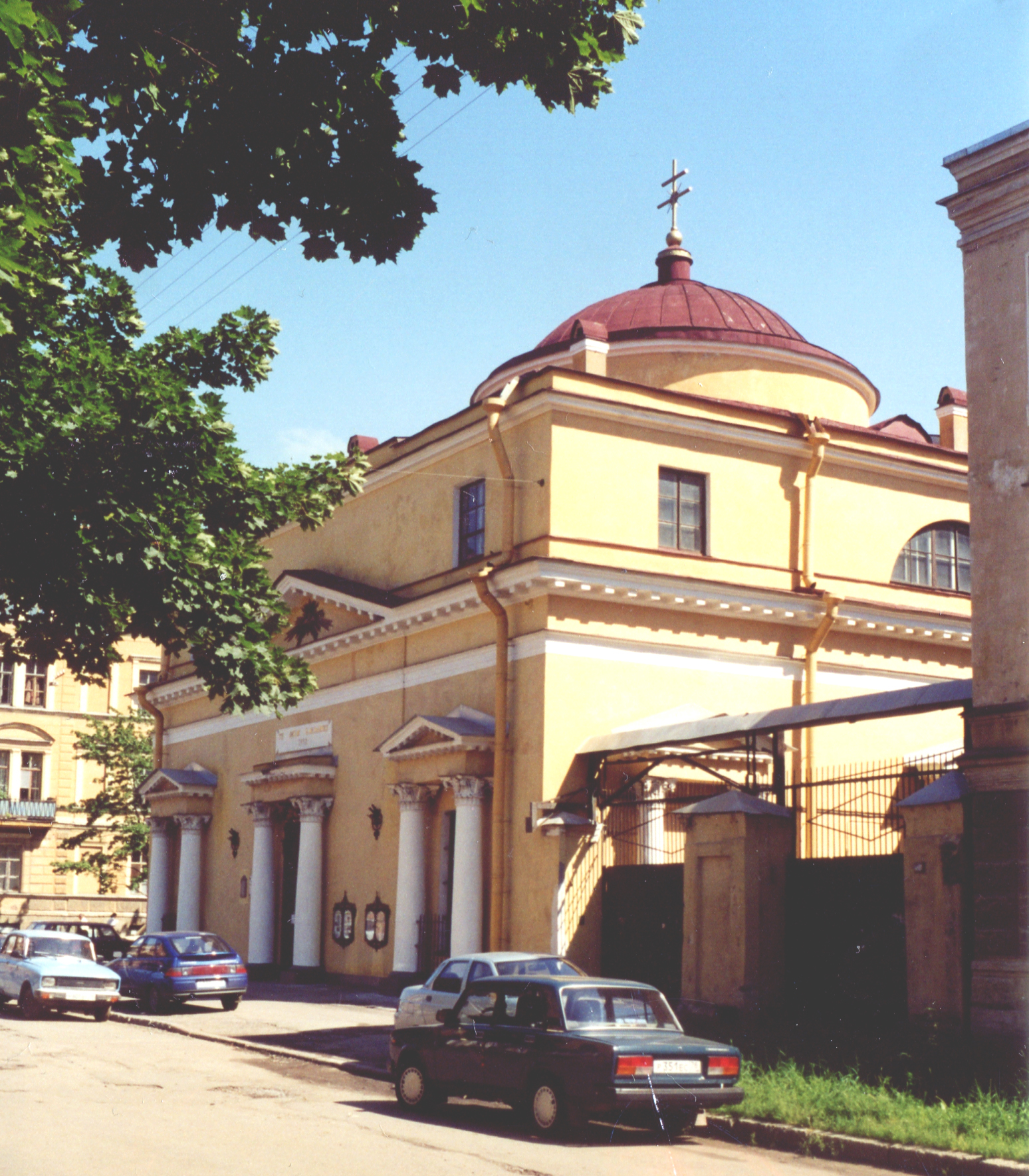
Римско-католический храм святого Станислава

### Римско-католический храм святого Станислава
(ул. Союза Печатников (бывш. Торговая), 22)
Построен в 1823—1825 годах архитектором Д. И. Висконти. Закрыт в 1934 году и переделан под газоокуривающую камеру при меховой фабрике «Рот-фронт». В 1952—1954 годах фасад здания и интерьеры были восстановлены. В настоящее время ведутся службы на польском и русском языках.

### Мальтийская капелла— кафедральный храм святогоИоанна Иерусалимского
(ул. Садовая, 26, на территории Суворовского училища)
В 1798 году Павел I, будучи императором, принял титул Великого магистра мальтийских рыцарей. Он подарил Воронцовский дворец российской ветви Мальтийского ордена.
В 1798—1800 гг. по велению Павла I на территории дворцовой усадьбы были сооружены два храма: православная церковь Рождества Святого Иоанна Предтечи и католическая капелла ордена мальтийских рыцарей — Мальтийская капелла. Обе возводились по проекту архитектора Дж. Кваренги в стиле классицизм.
Капелла пристроена в 1799 году к главному корпусу со стороны сада. Фасад решён в виде четырёхколонного портала. Зал окаймлён с двух сторон коринфской колоннадой, на которую упираются своды потолка.
17 июня 1800 года архиепископ могилёвский С. Сестренцевич освятил церковь.
После 1810 года храм был сохранён как католический и открыт для посещений сотрудников посольств и миссий, членов императорской фамилии.
Над боковыми нефами устроены хоры. На хорах справа находится Орган фирмы «Валкер», стоявший в капелле с 1909 года, и вернувшийся после реставрации на своё историческое место в 2006 году. Алтарная часть представляет собой апсиду с колоннами, расположенными вплотную к стенам. В центре находится мраморный алтарь, а за ним находился запрестольный образ работы художника А. И. Шарлеманя «Иоанн Креститель». В феврале 2006 года руководством Русского музея было принято решение о передаче запрестольного образа в Мальтийскую капеллу на временное хранение.
Реставрация капеллы была осуществлена в 1927 году арх. Н. П. Никитиным. В 1930-е гг. интерьер капеллы сильно пострадал. Использовался как клубный зал Петербургского Суворовского училища. Большая часть предметов интерьера и утвари в 1928 году была передана музеям Ленинград]а.
В конце 2002 года в капелле, отреставрированной по инициативе начальника Суворовского училища генерала В. Скоблова, открылся Музей истории кадетских корпусов России.
Сегодня «Мальтийская капелла» — архитектурный памятник федерального значения с уникальными акустическими свойствами.

### Римско-католическая церковь Святого Иоанна Крестителя в Царском селе
(г. Пушкин Дворцовая ул., 15)

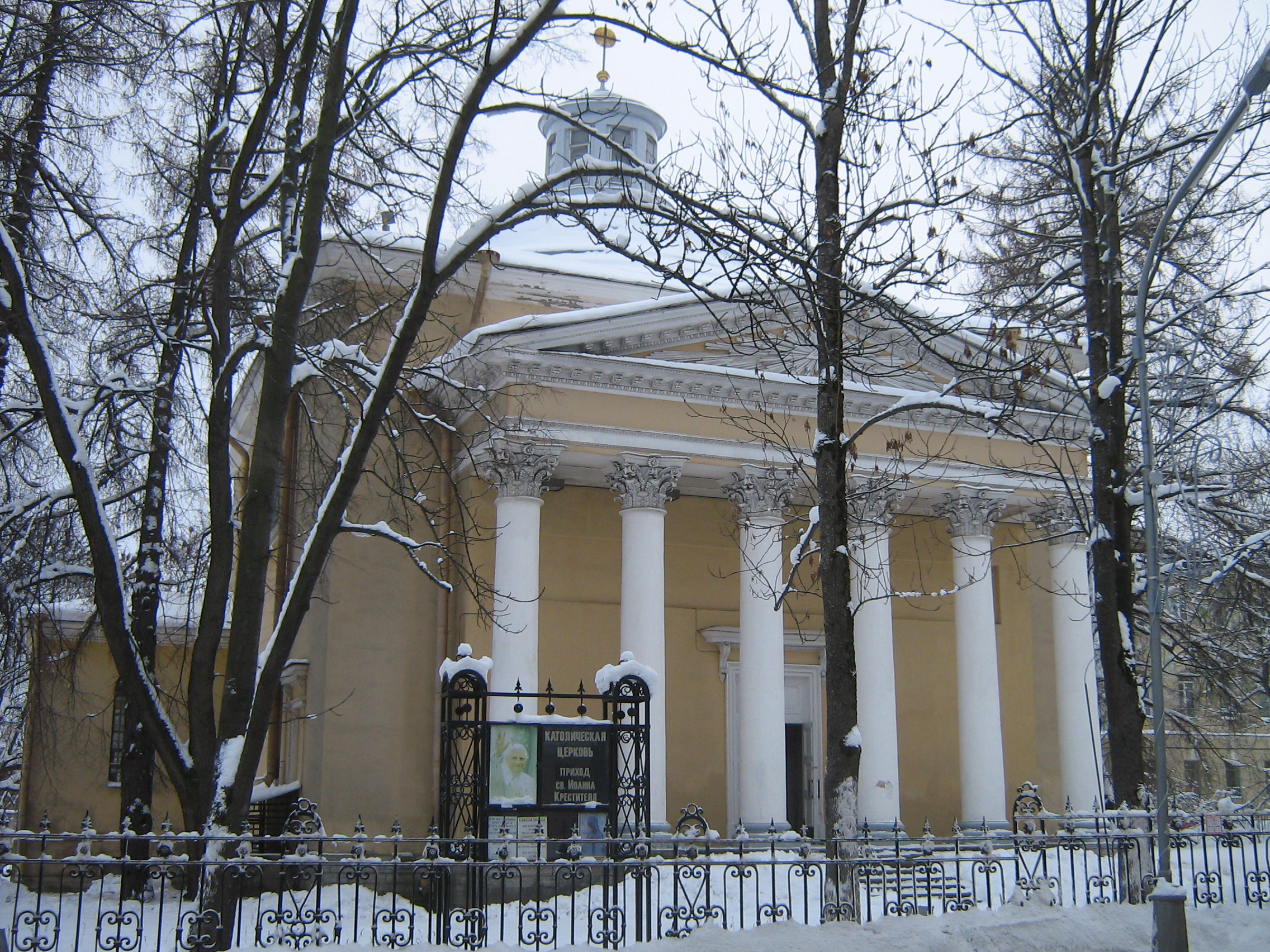
Костёл в Царском Селе

На средства, пожалованные императором Александром I и Августейшей семьёй, в 1824—1826 архитектором Доменико Адамини была построена Римско-католическая церковь, располагающаяся на Дворцовой улице. В 1906—1908 церковь была расширена по проекту Сильвио Данини. В костёле была усыпальница княгини Лович, супруги Великого Князя Константина Павловича. В 1938 году храм был «ликвидирован». С 1991 года богослужения в нём возобновлены, проводятся концерты.

### Часовня святой Елизаветы Тюрингской при доме монсеньора Хартмута Каниа
(Рябиновая ул., 18)

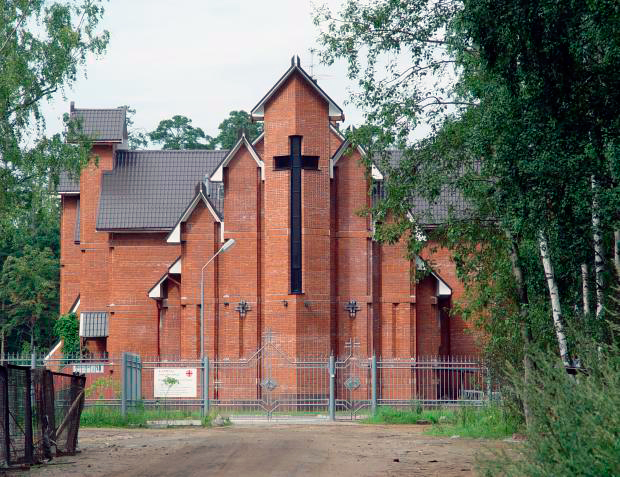
Часовня святой Елизаветы Тюрингской при доме монсеньора Хартмута Каниа и благотворительном центре Каритас, 1997 г.

Часовня святой Елизаветы Тюрингской при доме монсеньора Хартмута Каниа и благотворительном центре Каритас была построена в 1996—1997 годах по проекту архитекторов В. В. Арсеньева и В. Г. Шпирёнка. Именно строительство центра Каритас в этом месте позволило освободить от советских перекрытий Храм Святейшего Сердца Иисуса, здание которого использовалось под нужды центра.

### Монастырский храм Святого Антония Чудотворца
(9-я Красноармейская улица, 10)

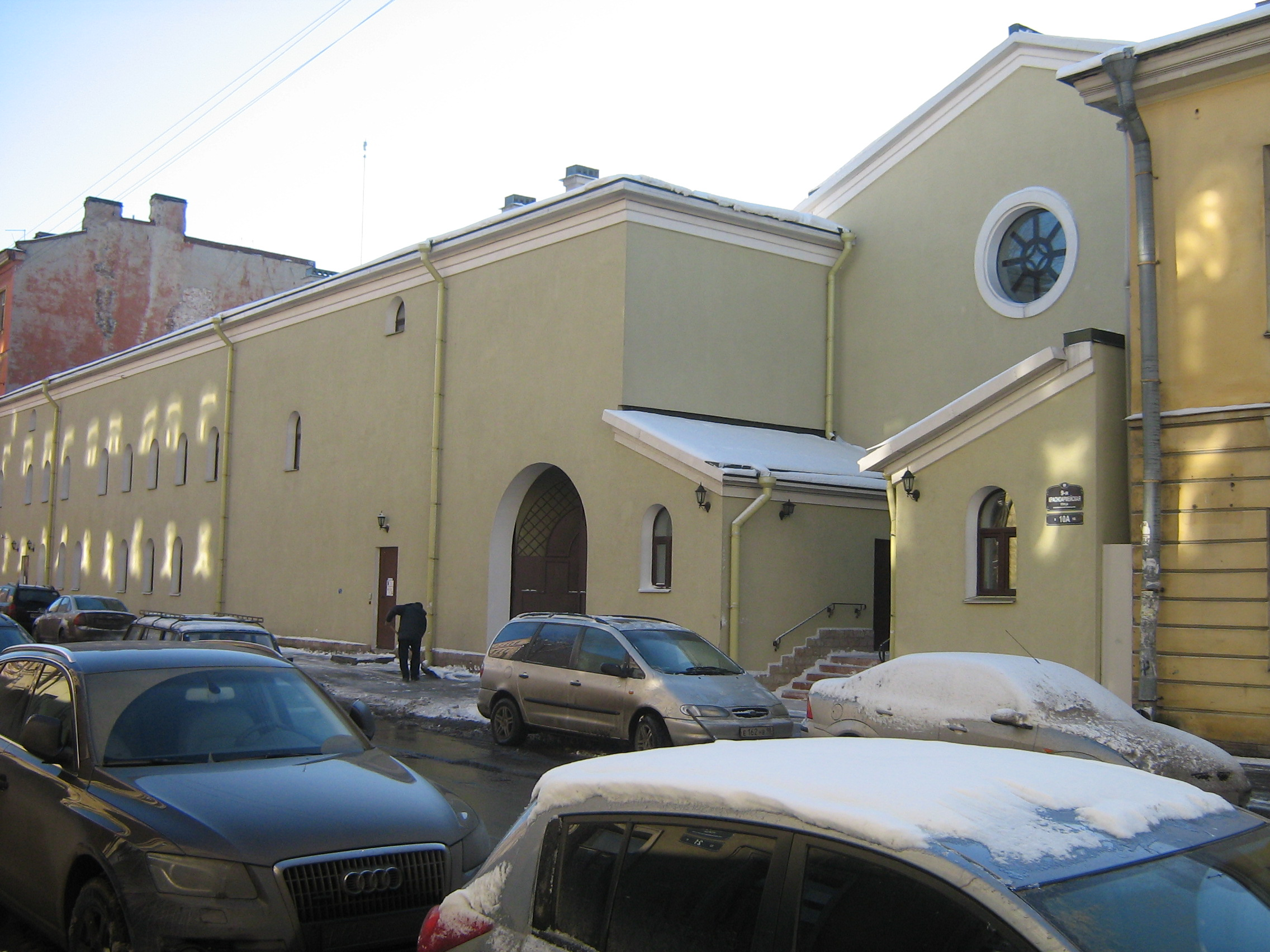
Комплекс зданий монастыря.

Комплекс зданий с костёлом были построены для 
Ордена францисканцев 
(Братьев меньших конвентуальных) в 2001—2007 годах по проекту итальянского архитектора Л. Бруджиотти. Действующий.

### Часовня Божьей Матери Трижды Предивной в монастыре шенштадттских сестёр
(пос. Александровская) /приписана костёлу Иоанна Крестителя в Царском Селе/
Католическое движение Матери Божией Трижды Предивной появилось в 1914 году в районе Шёнштатт города Фаллендар, Германия. В России Шенштаттские сёстры с 1991 года, первоначально они прибыли в Москву. В Санкт-Петербурге они с 1997 года. В 2011 году монахини приобрели часть дома в пос. Александровская. Часовня в нём освящена 18 октября 2016 года. Алтарь внешне выглядит точно так же, как и в часовне в Шёнштатте.

## Баптизм
Дом Евангелия  на Васильевском острове, действует с 1911.

## Свидетели Иеговы
Зал конгрессов — Коломяжский пр., 21. Закрыт в 2017 году. https://www.citywalls.ru/house17586.html
Вефиль — Солнечное, Средняя ул., 6. Закрыт в 2017 году. https://www.citywalls.ru/house28536.html

## Храмы Армянской Апостольской церкви

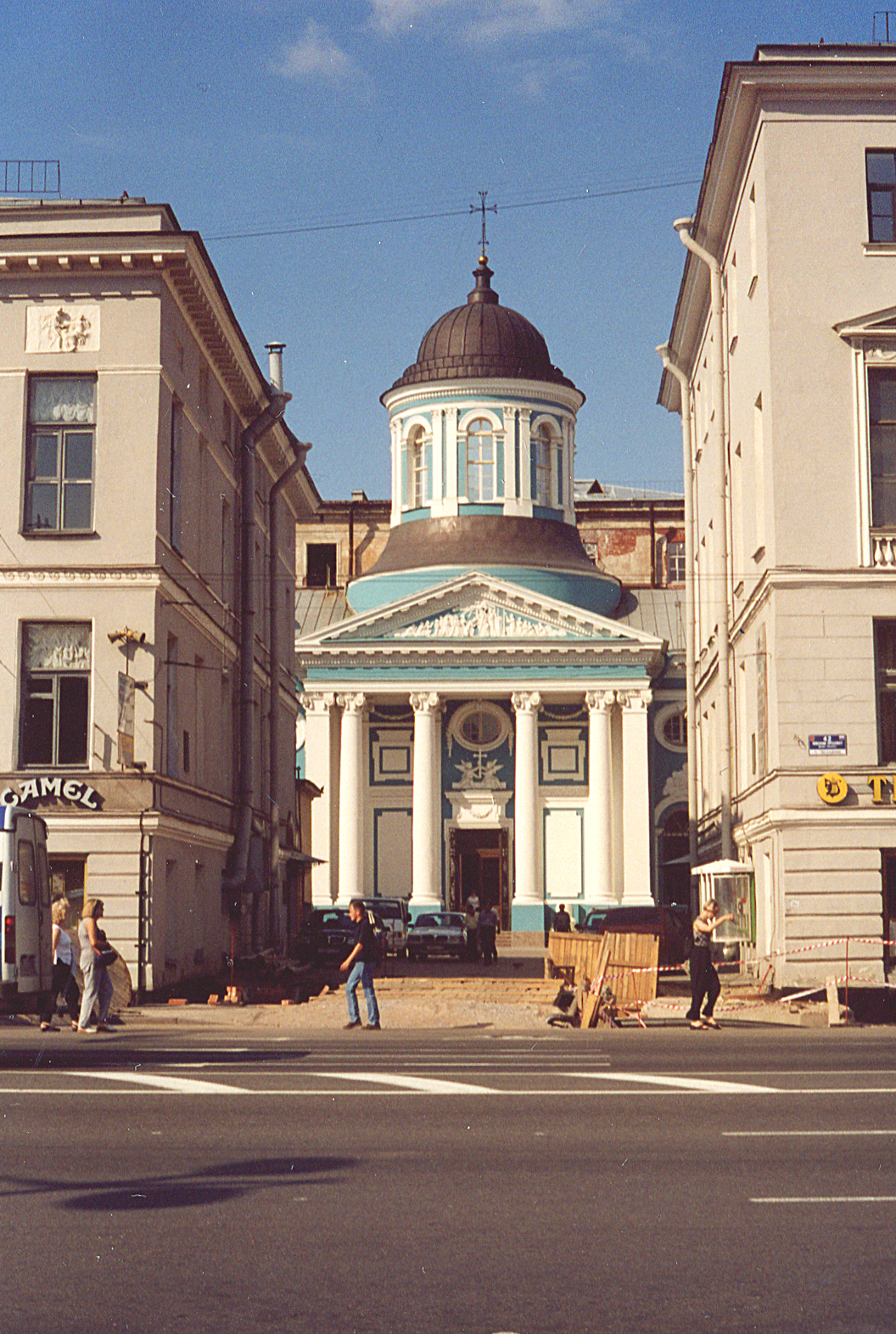
Армяно-григорианская церковь Святой Екатерины

### Церковь Святой Екатерины
(Невский проспект, 40—42)
В Петербурге уже вскоре после его основания обосновались предприимчивые армянские купцы и в 1710 году создали свою общину. 2 мая 1770 года Екатерина Вторая издала указ, позволивший «торгующим и военнослужащим армянам» возвести храм на Невском проспекте на участке их столичного покровителя И. Л. Лазарева. В 1771 году Ю. М. Фельтен начал строить храм, который был освящён 18 февраля 1780. Перед Октябрьским переворотом столичная армянская колония насчитывала около 2500 человек. Церковь была закрыта в конце 1920-х годов и разделена перекрытиями. В 1993 году возвращена армянской общине; в марте состоялось первое богослужение.

### Церковь Воскресения Христована Смоленском армянском кладбище
(набережная реки Смоленки, 29)

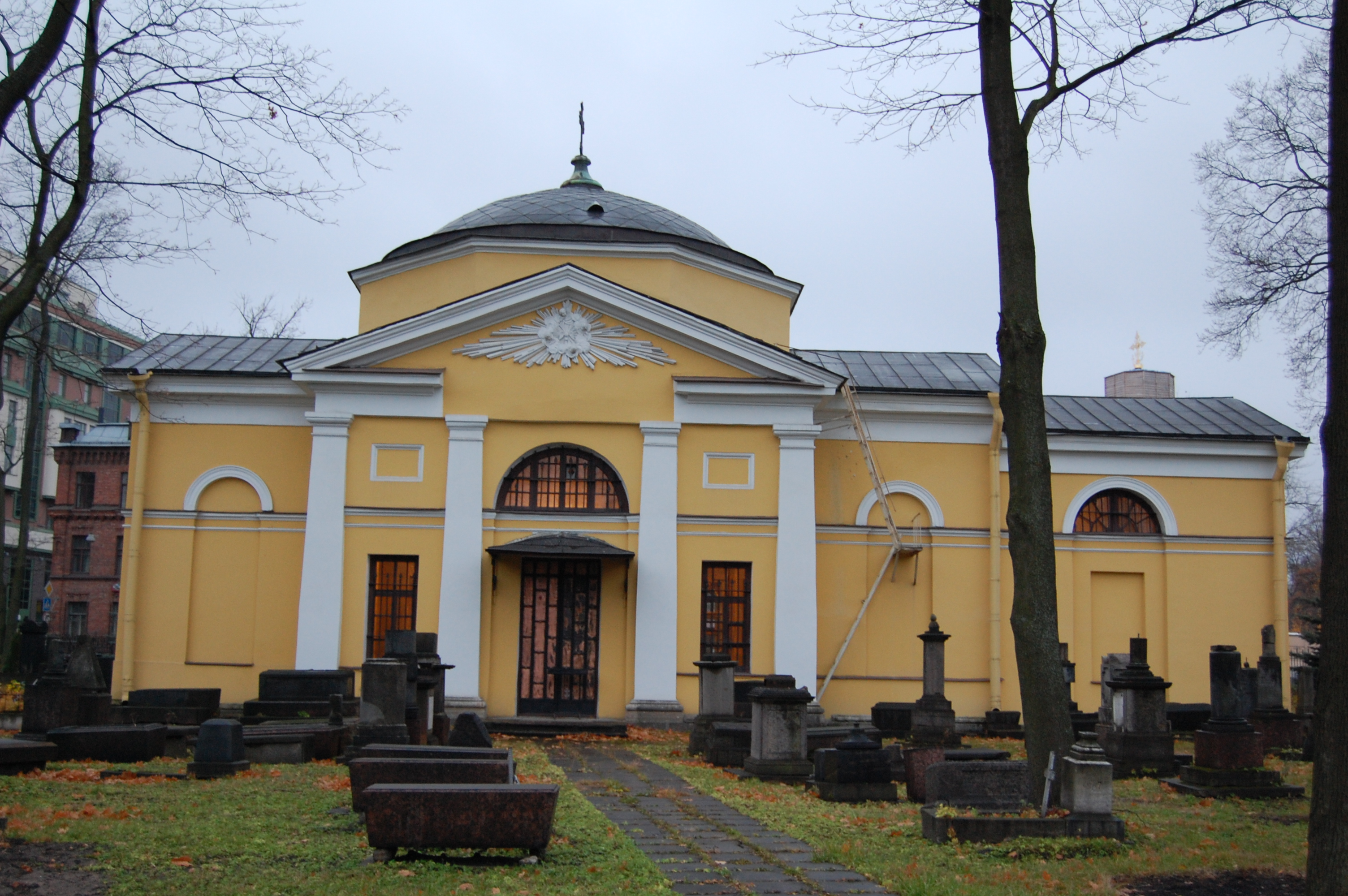
Церковь Св. Воскресения (армянская) на Смоленском армянском кладбище

В 1791 году И. Л. Лазареву было разрешено возвести недалеко от Смоленского кладбища каменную церковь, сооружённую, по-видимому, по проекту Ю. М. Фельтена. Церковь была задумана как усыпальница сына Лазарева, адъютанта князя Г. А. Потёмкина. Освящение произошло около 1797 года. В церкви насчитывалось около 30 представителей армянских дворянских фамилий. Храм был закрыт в 1923 и приспособлен под скульптурную мастерскую, среди прочих, в ней работал скульптор В. Б. Пинчук. Церковь вернули армянской общине, и 8 октября 1988 состоялось первое богослужение.

## Иудейские сооружения

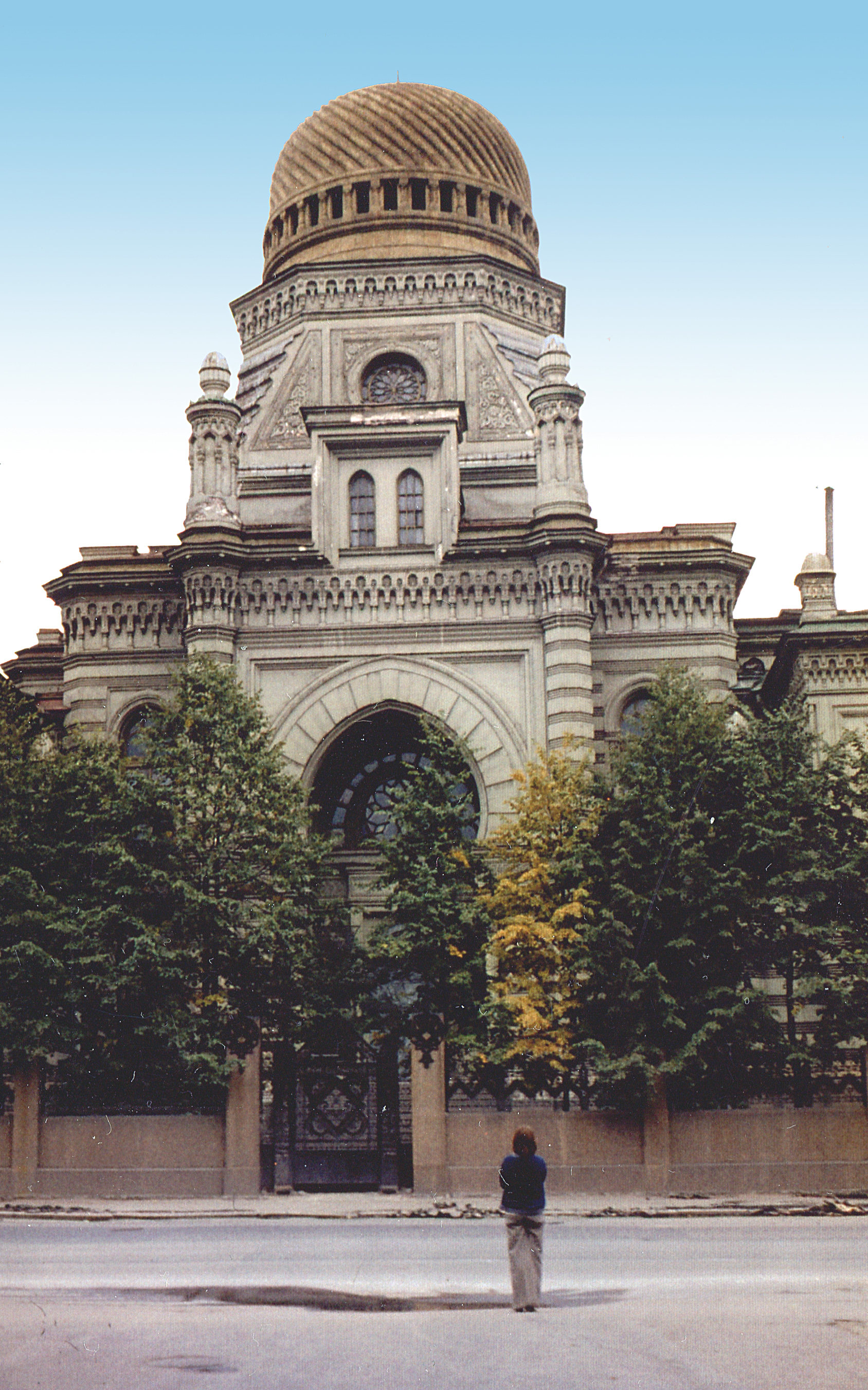
Большая Хоральная Синагога

### Большая Хоральная Синагога
(Лермонтовский проспект, 2)
Одной из самых крупных в Петербурге была еврейская община, насчитывавшая 25 тысяч человек. В 1883 году открылась Большая Хоральная Синагога, построенная по проекту архитекторов И. И. Шапошникова и Л. И. Бахмана с использованием мотивов древнееврейского зодчества.

### Малая синагога
(там же)
Построена на 7 лет раньше Большой синагоги — в 1886 году. Первоначально здесь располагалась хасидская Купеческая молельня.
В советское время была центром духовной жизни евреев Ленинграда. Не закрывалась в годы блокады.

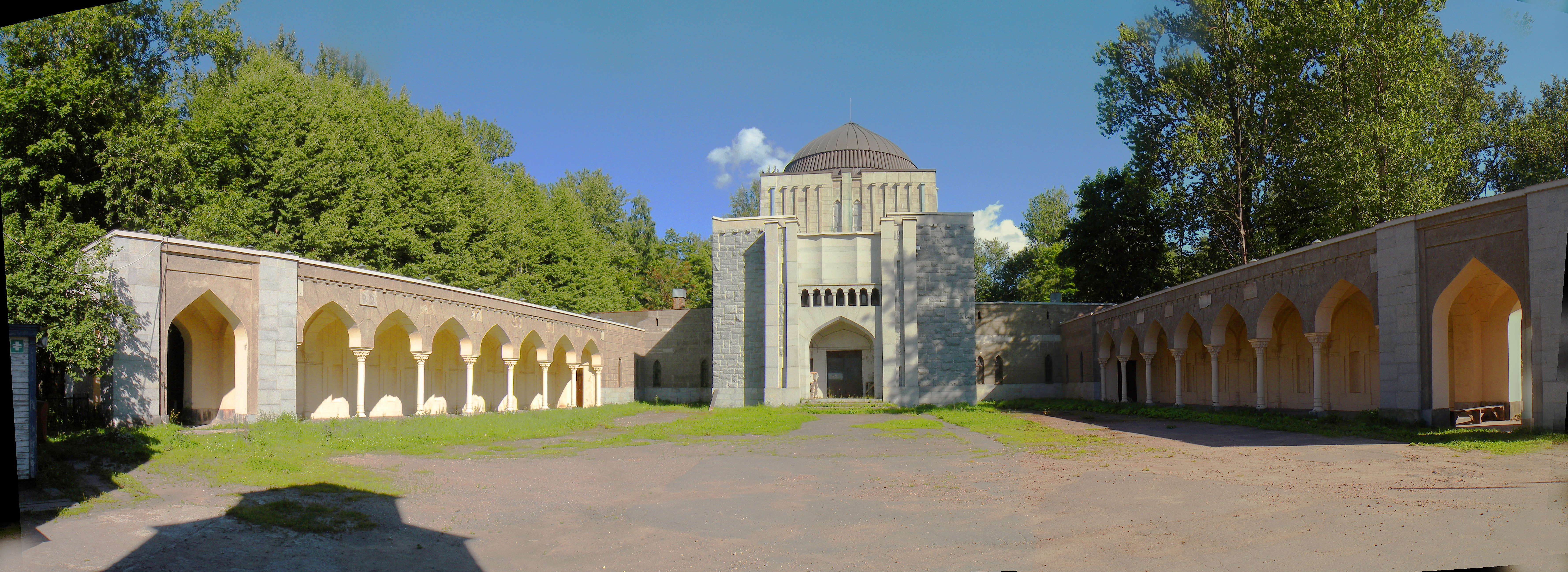
Дом омовения и отпевания на Преображенском еврейском кладбище

### Дом омовения и отпевания
(проспект Александровской Фермы, 66а)
Построен по проекту архитектора Я. Г. Гевирца в 1912 году на Преображенском еврейском кладбище.

## Мусульманские сооружения

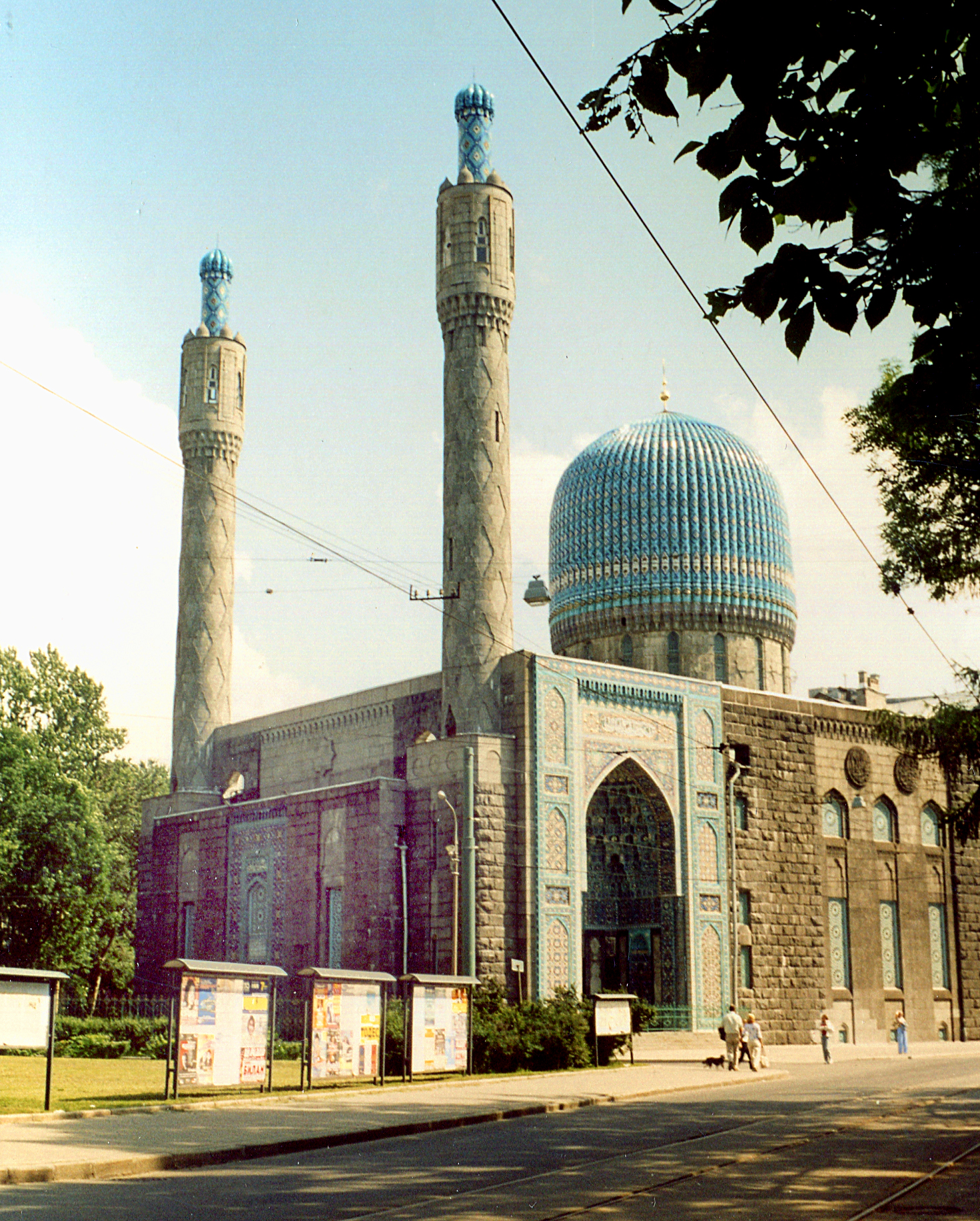
Соборная мечеть

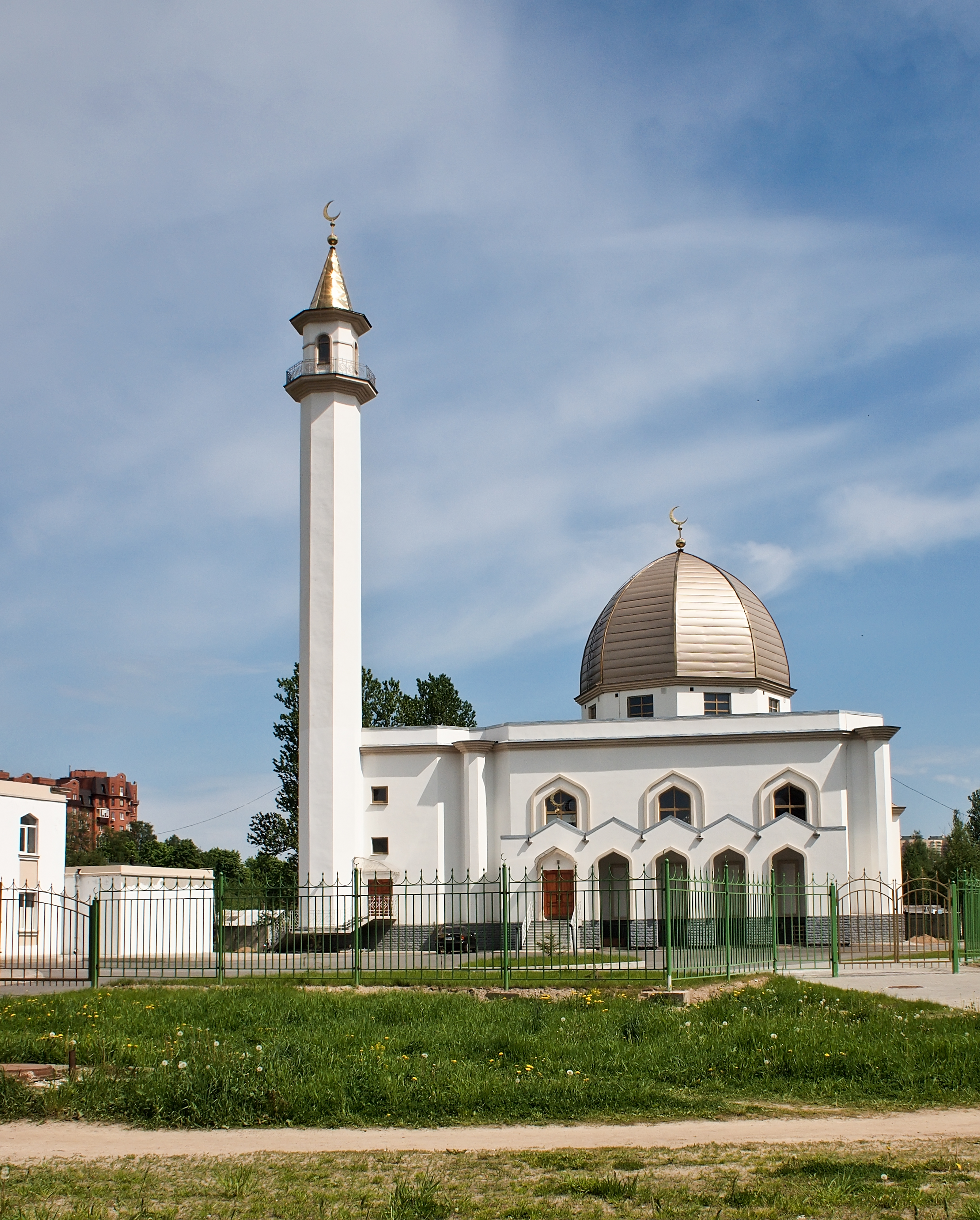
Коломяги. Вторая мечеть С.-Петербурга

### Соборная мечеть
(Кронверкский пр., 7)
Сооружена в 1910—1914 годах по проекту архитектора Н. В. Васильева, работавшего в содружестве с С. С. Кричинским при участии А. И. фон Гогена. Здание построено для мусульманской общины города, которая была немногим малочисленнее еврейской. Мечеть стала её центром. Здание облицовано грубо отёсанными гранитными блоками.
Купол, венчающий мечеть, по формам близок куполу мечети Гур-Эмир в Самарканде (XV век) и украшен, так же, как и портал, керамическими кафельными плитками. Автором этого декора был П. К. Ваулин, создавший копию древних образцов в соответствии с оригиналом. В архитектуре здания соединились восточная экзотика с североевропейской фундаментальностью, а само здание, несмотря на его оригинальный облик, относится к стилю позднего зрелого модерна.

### Мечеть в Коломягах
(Парашютная ул., 7)
Постановление о строительстве новой мечети на севере города выдано в апреле 2005 года. Открыта 16 июля 2009 года.

## Буддийские храмы

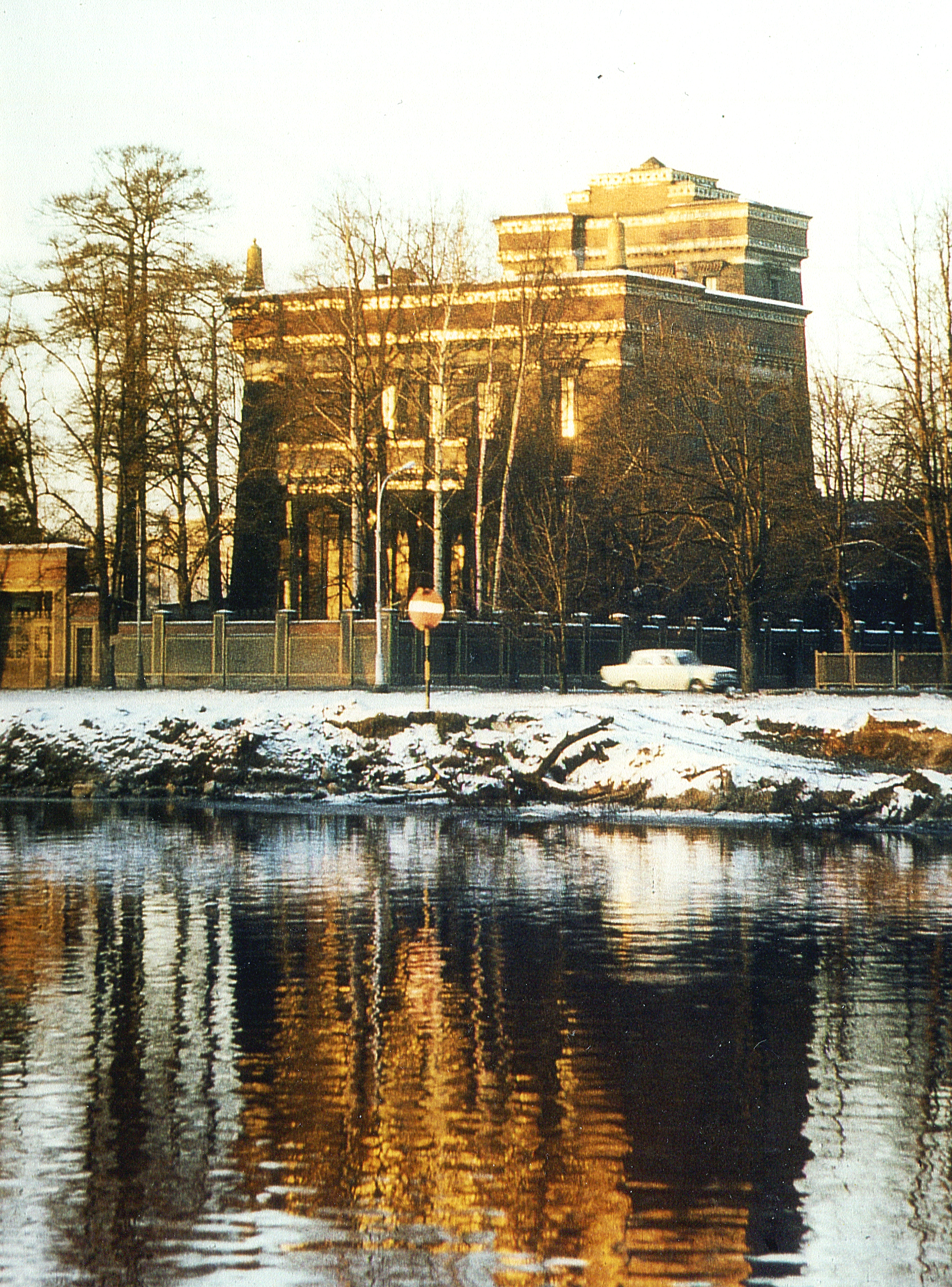
Буддийский храм. Общий вид

### Буддийский храм (Дацан Гунзэчойнэй)
(Приморский пр., 91)
Построен по инициативе и при поддержке Далай-Ламы в 1909—1915 годах.
Автор проекта — архитектор Г. В. Барановский с учётом традиций средневековой тибетской архитектуры. Здание в 1990 году возвращено буддийской общине Петербурга.

## Несохранившиеся храмы

### Протестантские

#### Лютеранская церковь Св. Марии
(Кронверкская ул., д. 6, угол Сытнинской ул.)

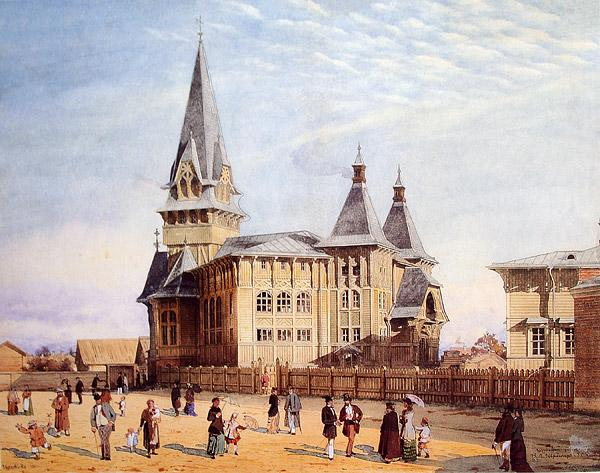
А. Н. Бенуа. Лютеранская церковь святой Марии на Петербургской стороне. 1881 г.

Приход создан в 1866 году для проживавших на Петроградской стороне лютеран (общим числом около 3500 человек), в своём большинстве рабочих. Тогда же была заложена церковь (деревянная на каменном фундаменте) на 500 мест, безвозмездно построенная архитекторами В. А. Шрётером совместно с И. С. Китнером в 1872—1874 гг. по инициативе князя Барклая де Толли-Веймарн.
При приходе функционировали сиротский приют, богадельня для вдов, училище третьего разряда. Только в этом лютеранском приходе собрания проводились как на немецком, так и русском языке.
После 1917 года храм был отдан адвентистам, в 1935 году его переделали под клуб.
Здание было разобрано на дрова во время блокады Ленинграда.
Фундаменты обнаружены в 2014 году при сносе домов по Сытнинской улице.

#### Латышская лютеранская церковь Христа Спасителя
(Загородный пр., 62/1)

Церковь Христа Спасителя. (латышско-немецкий приход)

Первоначально латыши, жившие в Санкт-Петербурге, относились к приходу святого Михаила, где в 1835 году по указу императора для них был назначен специальный проповедник. В 1845 году начата постройка собственного здания, которое было освящено 3 марта 1849 года. На строительство церкви Николай I выделил 12 тысяч рублей, а латышский купец Петер Янис 10 тысяч. Активное участие в организации прихода принял барон И. А. Фитингоф, командир лейб-гвардии Кавалергардского полка. Так как около четверти прихожан составляли немцы, то для них был собственный проповедник. При церкви функционировали школа и приют. Со временем прихожанам церкви стали около 10 тысяч человек, что вызвало потребность в постройке нового здания, однако это не было реализовано.
Церковь была закрыта в 1938 году «по требованию рабочих-латышей». Здание было разрушено. В настоящее время небольшая латышская община собирается в церкви святой Екатерины на Васильевском острове.

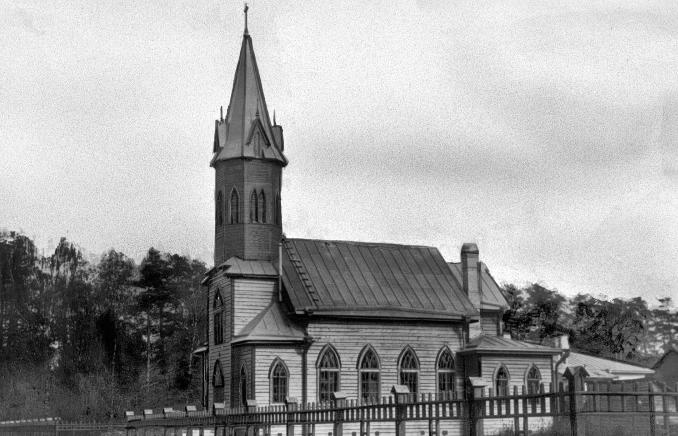
Лютеранская церковь св. Николая в Лигове

#### Лютеранская церковь Святого Николая
(ул. Партизана Германа, 20, корп. 3. / Дерновая ул., 48, на углу Васильева переулка)
Приход был утверждён 9 мая 1906 года и стал последним открытым в Санкт-Петербурге лютеранским приходом. В то время он располагался за чертой города. Приход состоял из финнов, эстонцев и немцев — жителей дачных посёлков Лигово и «Новые места».
Деревянное здание на 150 мест, с небольшим органом, было освящено 26 декабря 1909 года суперинтендентом Гвидо Пенгу. Перед революцией служить в храм приезжал пастор Ойген Деггелер.
Кирха закрыта постановлением Леноблисполкома от 8 октября 1938 года и сгорела (или была разрушена) во время блокады Ленинграда и оккупации Урицка. После войны, в 1946 году военнопленные построили на фундаменте церкви Святого Николая новое здание, в котором разместились горсовет, райисполком, райком и другие организации Урицка, которые до войны размещались в Доме Совета на ул. Коммуны. Там же открыли два класса начальной школы. В 1970-х годах на этом месте выстроены многоэтажные жилые дома.

#### Лютеранская церковь Св. Доротеи
(г. Павловск, Госпитальная ул., 22)

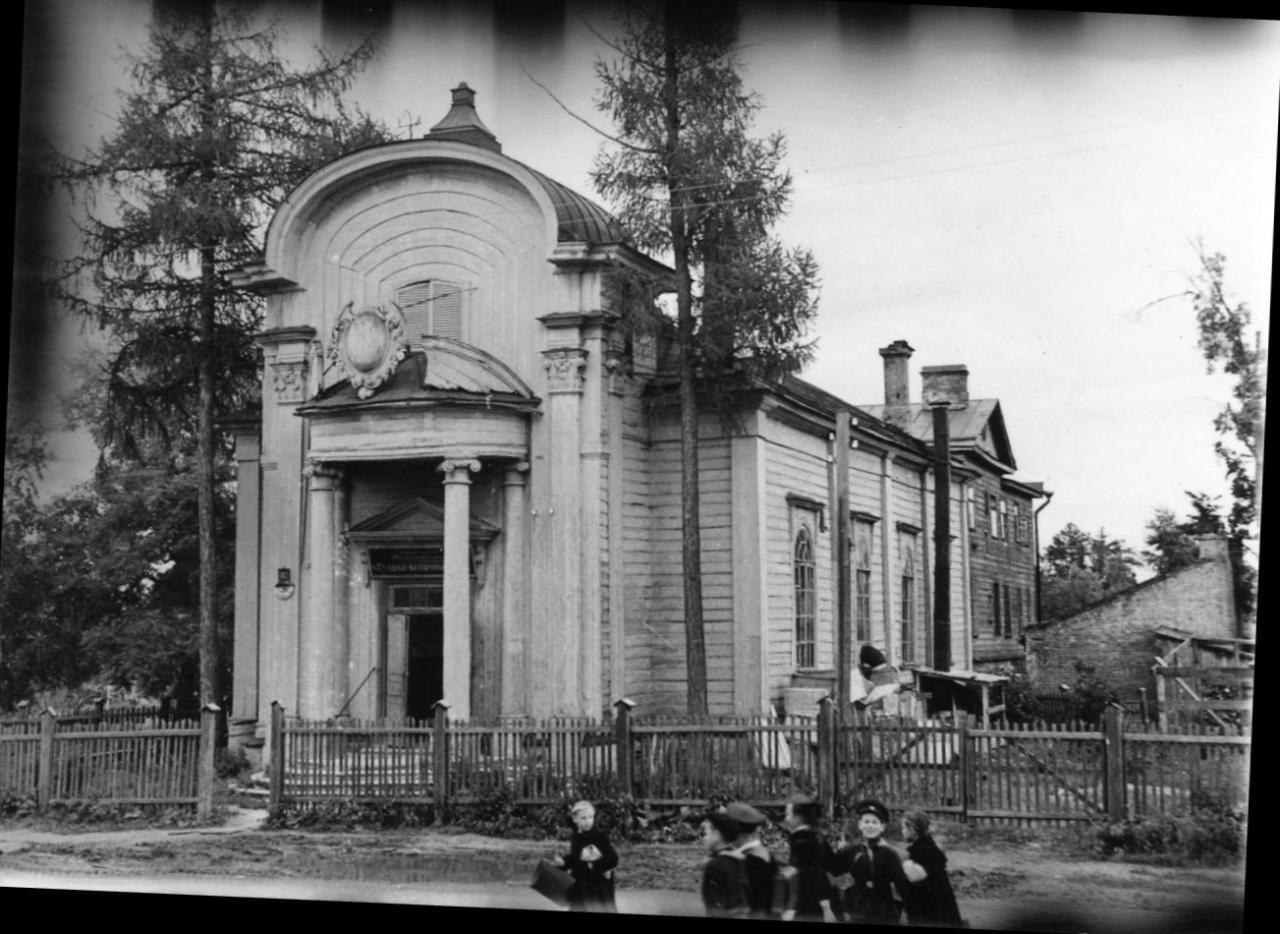
Павловская лютеранская церковь, фото примерно 1949 года

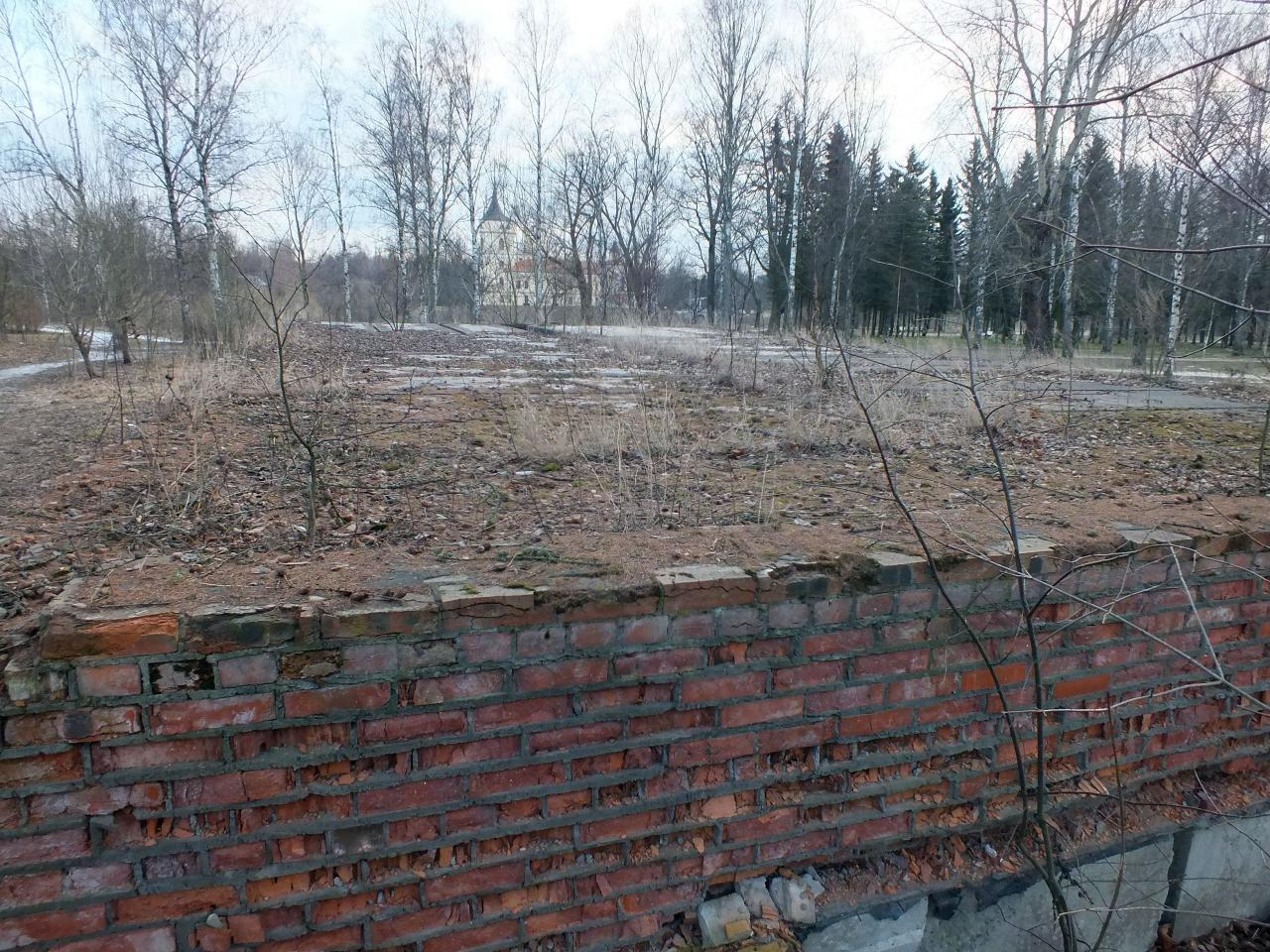
Восстановленный фундамент церкви в Павловске

Первая кирха, деревянная, построена в 1794 году по проекту арх. Фельтена Ю. М..
Новый храм построен в 1876—1877 годах после пожара в деревянном по проекту архитектора И. Я. Потолова. При церемонии закладки присутствовали Их Императорские Высочества Константин Николаевич и Константин Константинович, Его Величество Король Эллинов Георгий I, который, как протестант, и положил первый камень; также присутствовала Её Величество Королева Греции Ольга Константиновна. Известно, что в 1920-х — 1930-х гг. в церкви проводились собрания павловской общины ЕХБ. В 1930-х гг. храм был закрыт, в нём разместили дом пионеров, Во время Великой Отечественной войны церковь была частично разрушена, после войны — восстановлена. В ней была размещена артель инвалидов, затем — филиал фабрики кожгалантереи им. Бебеля. Примерно в 1970 году фабрика выехала, с тех пор здание пустовало и несколько раз горело. В 1992 году церковь была разобрана, а в 1994 был воссоздан фундамент, на дальнейшее восстановление не хватило финансирования. Сейчас на место претендуют ЕХБ и Евангелическо-лютеранская церковь Ингрии

#### Кирха святого Николая в немецкой колонии Гражданка
(угол совр. Гражданского пр. и ул. Гидротехников)

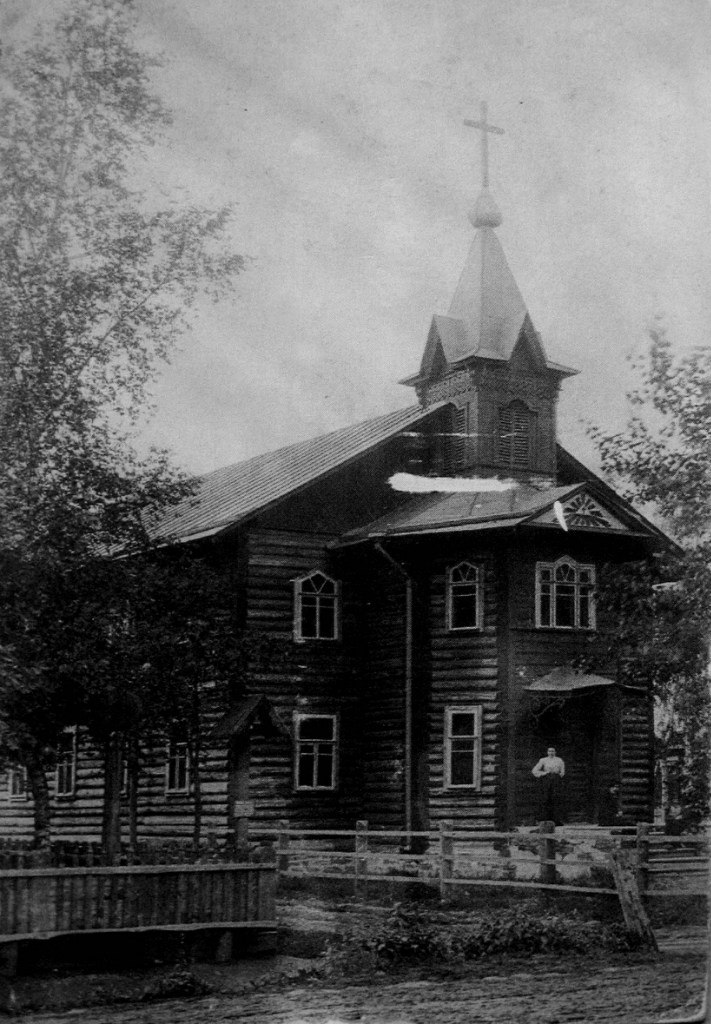
Лютеранская кирха св. Николая в немецкой колонии Гражданка

В 1900 году в немецкой колонии Гражданка на пожертвования колонистов построили деревянную церковь на 300 мест (200 из них — сидячие). За её зданием в отдельном корпусе начала работу приходская школа. В 1935 году церковь была закрыта. Во время блокады Ленинграда храм у Муринского ручья был разобран на дрова, так же как и многие другие деревянные постройки (некоторые же полагают, что часть здания сохранилась до 1960-х, когда эти земли начали комплексно застраивать. На месте совр. ул. Бутлерова располагалось лютеранское кладбище, которое было уничтожено во время Советской власти. Приписаны приход и кладбище были к кирхе в п. Новосаратовка, в которой сохранились метрические книги с именами захороненных. Сейчас эти книги находятся в петербургских архивах.

#### Кирха св. Марии Магдалины в немецкой колонии Ново-Парголово
(Северная сторона начала современного пр. Луначарского)
В колонии Ново-Парголово в 1877 году была построена лютеранская кирха св. Марии Магдалины (перестроена в 1891 году по проекту архитектора К. В. Фортунатова), при ней возникло лютеранское кладбище.
Кирха и кладбище в колонии продолжали функционировать до 1939 года, затем кирха была переоборудована в кинотеатр. Колония была ликвидирована в 1941 году, когда из неё было административно выслано около 250 человек.
Территория бывшего лютеранского кладбища длительное время не застраивалась в соответствии с санитарными нормами. Судя по опубликованному Н. Федотовым в 1886 году «Плану Шувалова, 1-го Парголова, Поклонной горы и Ново-Парголовской колонии», на месте примыкавшего к церкви кладбища в настоящее время находится автостоянка для покупателей торгового комплекса «Лента», расположенного в доме № 11 по Выборгскому шоссе.

#### Кирха в немецкой колонииСтрельна

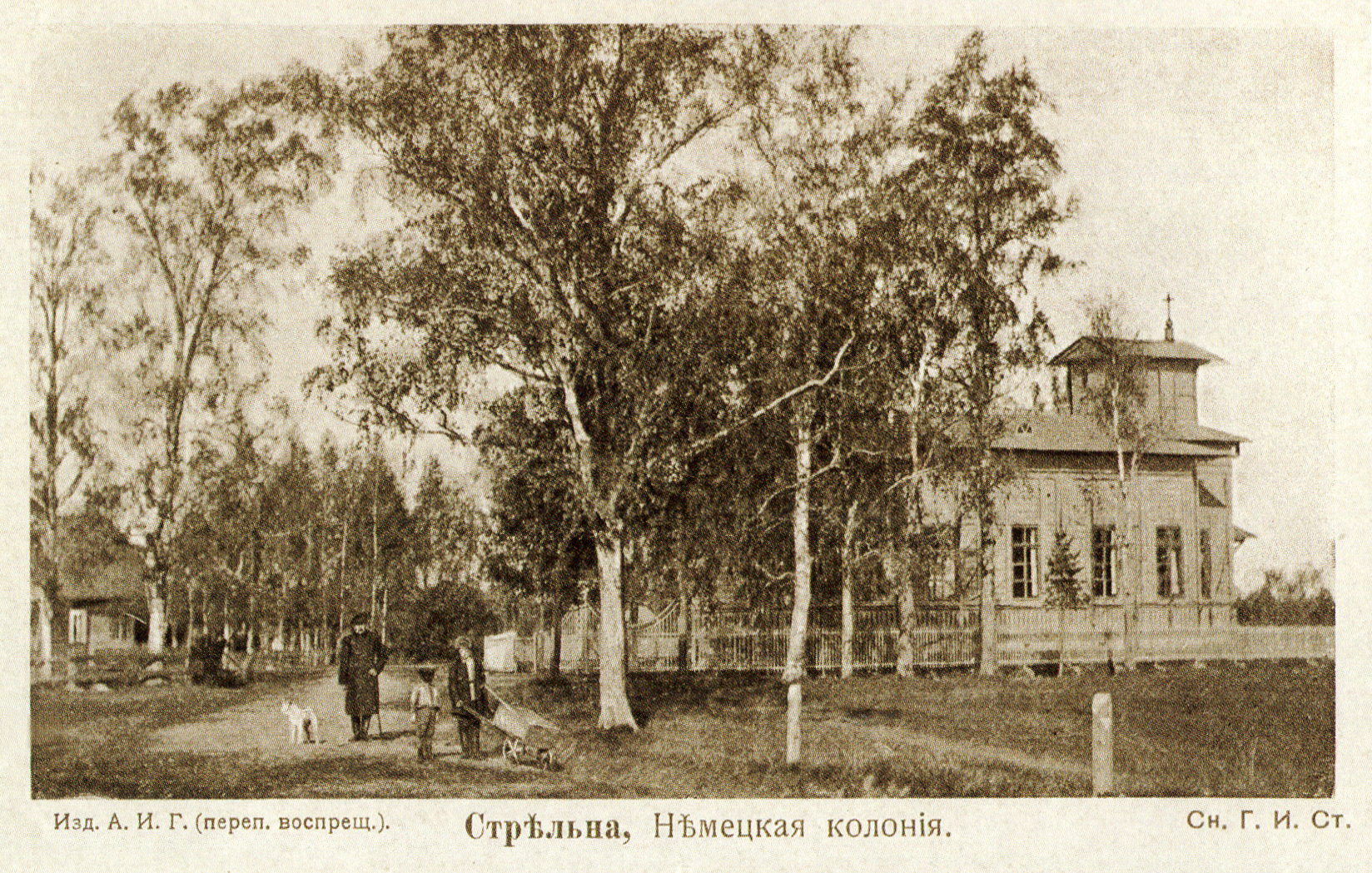
Кирха в немецкой колонии Стрельна на почтовой открытке (нач. XX века)

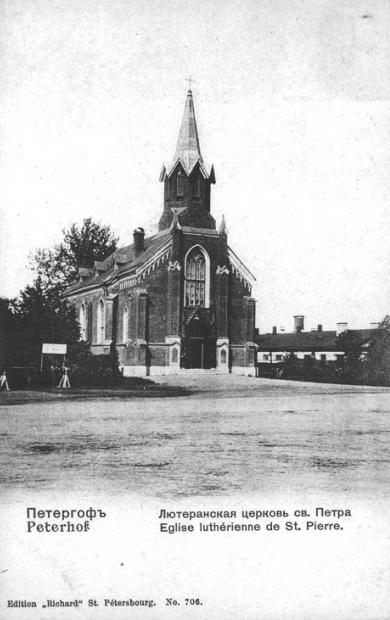
Лютеранская церковь Петергоф

Приходская церковь св. Петра и Павла, деревянная, на каменном фундаменте, была построена в 1812—1813 гг., частично из брёвен молитвенного дома, перевезённого из Изварского обреза. Освящена 10 ноября 1812 г. (по другим источникам — в 1813). В 1874—1875 гг. пришедшая в ветхость церковь была перестроена по проекту архитектора Ф. Л. Миллера. Новое здание также было деревянным, рассчитано на 278 мест. Строительство велось при финансовой поддержке Центрального комитета Кассы взаимопомощи лютеранских приходов России (2000 руб.) и регионального комитета кассы (200 руб.). Освящение новой кирхи прошло 28 августа 1875 г. В ней был установлен орган на восемь регистров работы Бауэра. Пасторат был построен в 1818 г., находился в двух верстах от церкви. В 1889 г. он был капитально отремонтирован. В 1925 г. в Стрельнинском приходе насчитывалось 400 прихожан. В августе 1933 г. в кирхе прошла последняя конфирмация. Церковь была закрыта 23 октября 1935 г., а здание отдано под колхозный клуб (не сохранилось).

#### Лютеранская кирха св. Петра в Петергофе
(Санкт-Петербургский проспект, 71)
Здание было построено в стиле псевдоготики по проекту архитекторов А. И. Штакеншнайдера и Э. Л. Гана в 1864 году. Не сохранилась. Сейчас на её месте стоит заправочная станция. Внутри церкви находилась мраморная доска, напоминающая о посещении её в 1887 году германским императором Вильгельмом II.

#### Часовня Христа Спасителя водворце принца Ольденбургского
(Дворцовая набережная, 2 Миллионная ул., 1)
В конце 1830-х годов дворец перешёл к принцу П. А. Ольденбургскому, лютеранину по вероисповеданию. Здание было заново перестроено архитектором В. П. Стасовым и 25 декабря 1841 года в нём состоялось освящение часовни. В 1918 году она прекратила своё существование.

#### Кирха в немецкой колонии Каменка
(Каменка, исторический район Санкт-Петербурга
Первый отдельный молитвенный дом построен в 1871 году, через 6 лет после основания немецкой колонии. В 1904 году построено каменно-деревянное здание новой кирхи. На здание сейчас не претендует ни один приход, оно не является объектом недвижимости и тем более объектом культурного наследия. Располагается на частной территории. От храма остались только руины.

#### Храм Святителя Николая эстонско-шведско-финского прихода
(Кронштадт, Ленинградская ул., 1Н)

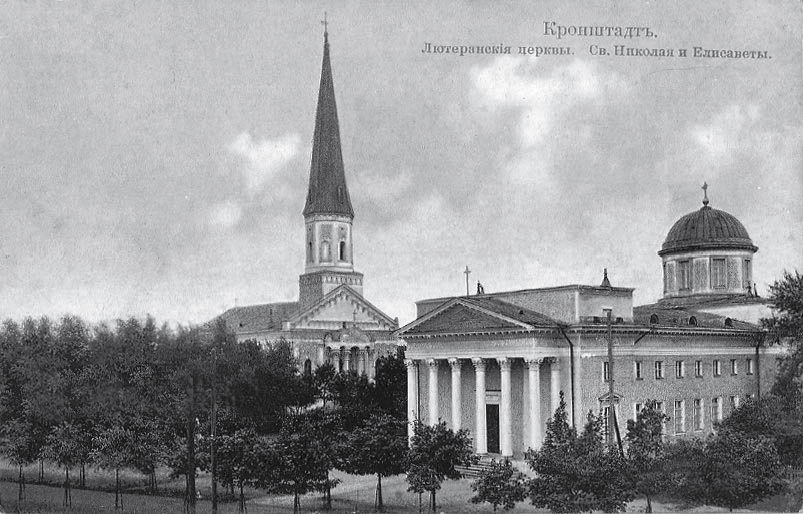
Кирхи св. Николая и св. Елизаветы.
Открытка 1900-х гг.

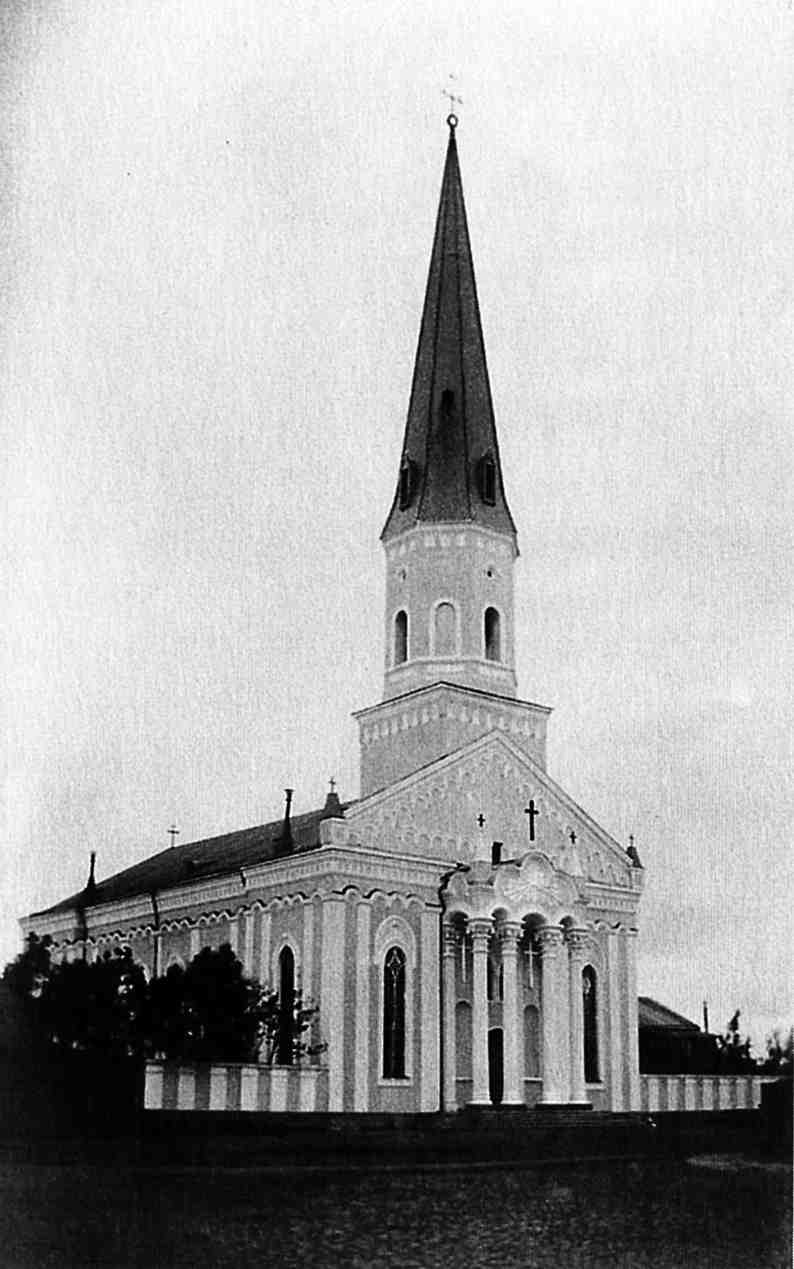
Финская кирха Церкви Ингрии, 1900-е

Бывший центр прихода Ретусаари (фин. Retusaari) Евангелическо-лютеранской Церкви Ингрии.
В 1750 году лютеране Кронштадта приобрели участки земли на Андреевской, Шкиперской и Восточной улицах. 7 сентября того же года было получено разрешение на строительство кирхи, но был сооружён только каменный одноэтажный пасторат с хозяйственными постройками.
Во второй половине XIX века в связи с притоком в Кронштадт большого количества строителей из Эстляндии, в Кронштадте был образован самостоятельный эстонско-финско-шведский приход Ретусаари. Рабочие латышской национальности окормлялись в Елизаветинской кирхе.
В 1865—1868 годах на участке Елизаветинской кирхи была возведена новая каменная кирха эстонско-финско-шведского прихода, освящённая 28 июля 1868 года во имя Святого Николая. Создание этого прихода было связано с большим притоком в Кронштадт строителей из северо-западных окраин России. Рабочие латышкой национальности окормлялись в Елизаветинской кирхе (см. ниже).
17 февраля 1870 года на Кронштадтской косе был выделен участок под приходское кладбище. После 1917 года, в связи с массовой эмиграцией, число лютеран постоянно сокращалось, поэтому службы в храме проводились редко. Богослужения велись до 1924 года. Кирху Святого Николая окончательно закрыли в августе 1926 года, все серебряные вещи передали в городской финансовый отдел, а здание под хозяйственные нужды. Здание кирхи снесли в 1930-е годы.

#### Кирха Святого Николая в Сестрорецке
(совр. адрес: г. Сестрорецк, Приморское шоссе, 350 — на месте дома «муравейник» (?))

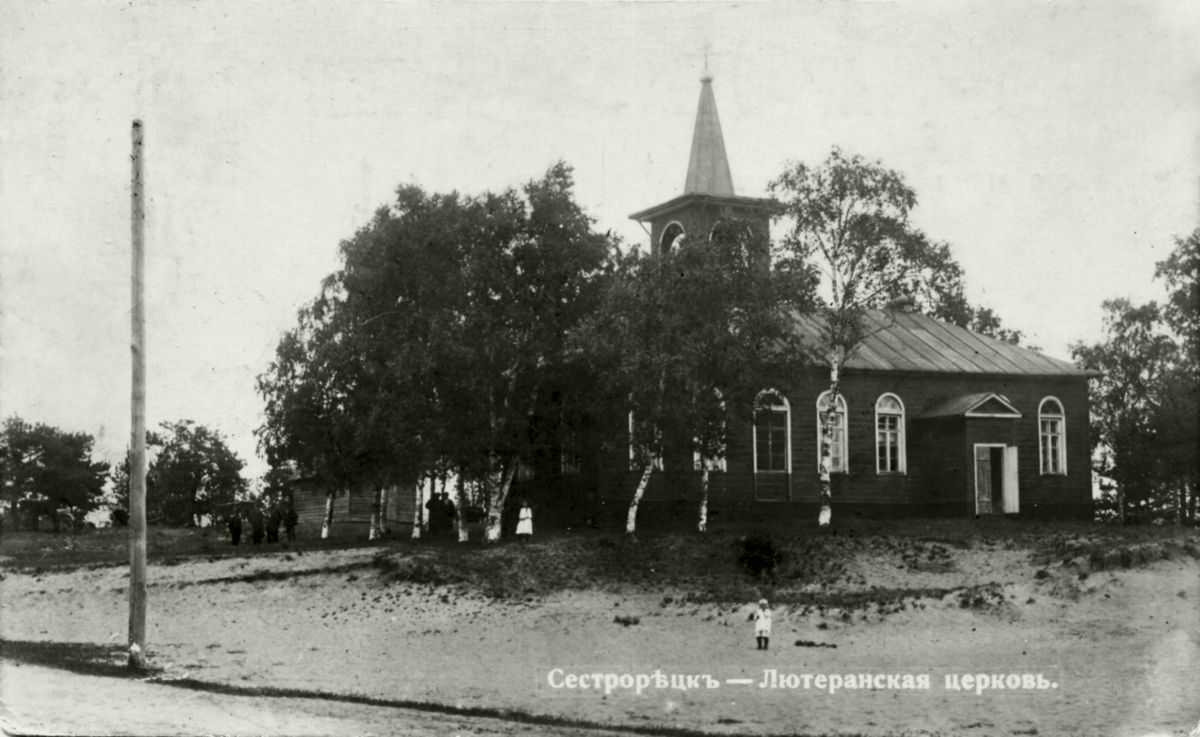
Кирха в Сетрорецке

Самостоятельная лютеранская община образовалась в 1721 году из немцев, работавших на Сестрорецком оружейном заводе.
В 1815 году на средства общины была построена деревянная часовня, приписанная к приходу Валкеасаари (Белоостров).
В 1904 году был построен деревянный молитвенный дом, в том же году преобразованный в кирху Святого Николая. Приход входил в Шлиссельбургское пробство.
Кирха была закрыта в 1932 году, в её здании разместилось общежитие:159.

#### Кирха Святой Марии в Лахте
(Лахта, угол улиц Новая и Колхозной (бывш. Церковная))

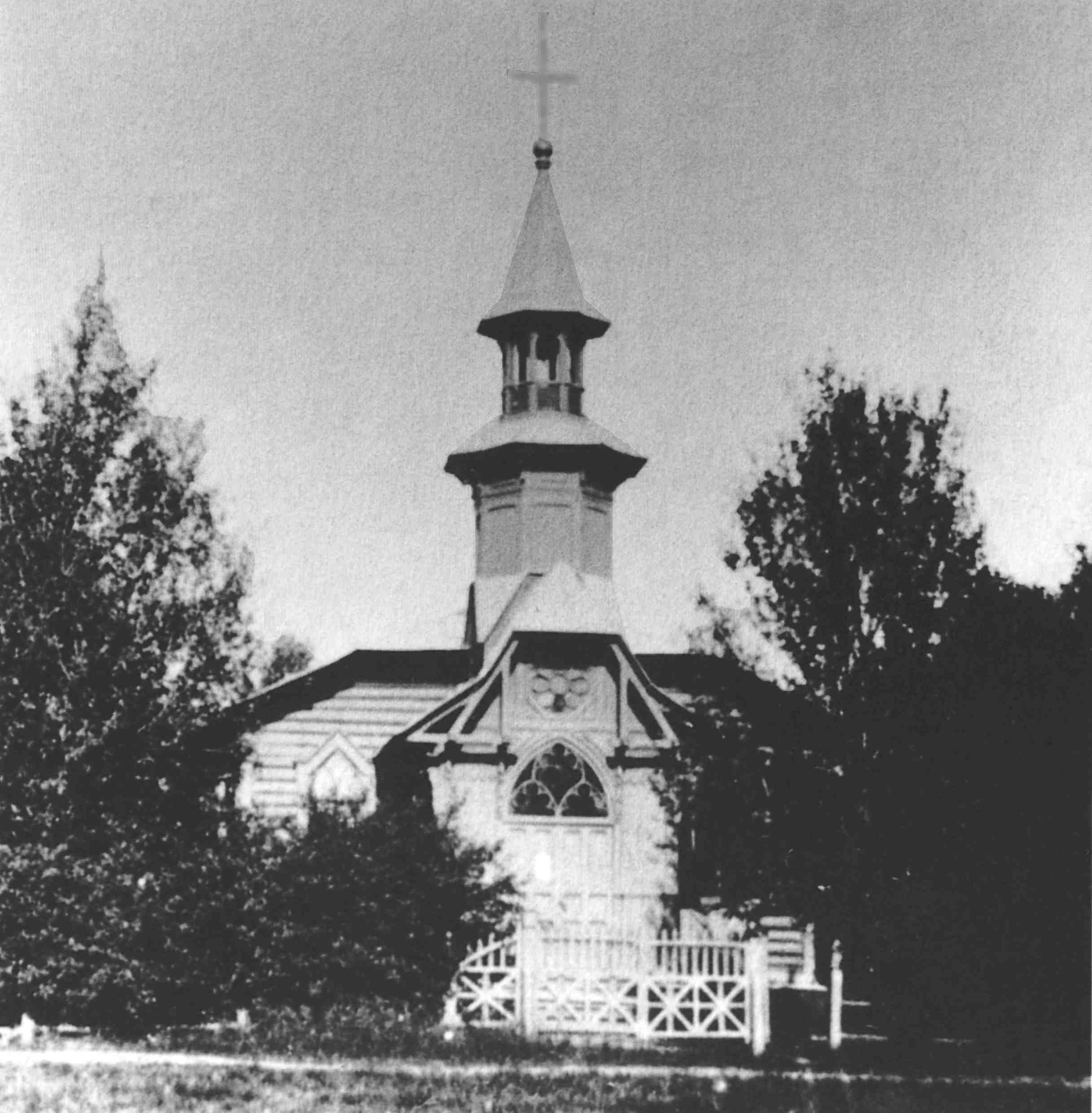
Кирха Св. Марии в Лахте

В 1860 году в старинной финской деревне Лахта на берегу Финского залива, открылась школа с преподаванием на финском языке. В 1874 году школа переехала в отдельное здание (совр. адрес Лахтинский проспект, д. 64). В 1894 году в этом здании начали проводиться молитвенные собрания финской и шведской лютеранских общин.
В 1900 году лахтинская финская лютеранская община подала в Генеральную консисторию прошение о строительстве собственной кирхи, но получила отказ. В 1904 году разрешение было получено. В том же году по проекту архитектора Э. Ф. Шитта был построен деревянный молитвенный дом с шатровой колокольней, рассчитанный на 250 человек, освящённый в честь Святой Марии. Литургию в молитвенном доме служили 5 раз в году. Молитвенный дом был приписан к приходу Пиетари Санкт-Петербургской кирхи Святой Марии и находился на пересечении улиц Новой и Церковной (ныне Колхозной) в деревне Бобыльской.
В 1923 году молитвенный дом был преобразован в кирху Святой Марии, а лютеранская община в капельный при приходе Пиетари, приход Лахти. В 1937 году богослужения в кирхе были прекращены.
Летом 1939 года кирху окончательно закрыли, а здание снесли.

### Другие протестантские

#### Часовня апостольской общиныирвингианс 1907 -Новоапостольская Церковь
(ул. Рубинштейна (бывш. Троицкая), 5)
Секту «Апостолов последних дней» основал в Англии шотландский проповедник Эдуард Ирвинг. В этой секте литургия совершалась по-католически, но молящиеся сидели и пели псалмы как лютеране. В Петербурге секта появилась в конце 1860-х годов миссионерами из Гамбурга и распространялась генералом фон Эбергом. Число приверженцев её было 100—200 человек. В 1905 году, после манифеста о веротерпимости секта легализовалась и переехала на Троицкую улицу.  Служба шла на немецком языке.  В 1933 году весной община ликвидирована. 

### МетодистыиАрмия Спасения
Методисты официально зарегестристрированы в Санкт-Петербурге в 1907. В 1907-1914 арендовали помещения. В 1914 купили деревянный дом Большой Проспект В.О. 58 и переоборудовали в церковь.
Закрыта в 1931 году. Дом разобран на дрова в 1942 году. фото и опись в комментариях https://www.citywalls.ru/house19258.html
Армия Спасения располагалась в городе с 1912 по 1923 в арендованных помещениях. 

### Адвентисты
С 1908 по 1915 годы имели церковь по адресу Бумажная улица, 17. Закрыта  и запрещена из-за прогерманской деятельности. Деревянное здание утрачено.  

### Католические

#### Часовня Непорочного Зачатия Пресвятой Богородицы при Римско-Католической Духовной семинарии
(1-я Красноармейская улица (бывш. 1-я Рота), 9)
Располагалась в Римско-Католической Духовной семинарии. Первая часовня (освящена 10 октября 1879 года)находилась с 1879 года в 3 этаже бывшего дома семинарии (Проспект Римского-Корсакова (бывш. Екатерингофский), 37). В 1901 году открыто новое здание семинарии, в 1902 году туда перенесена часовня (находилась в 3 этаже правого углового флигеля, в 1905 году перенесена в 3 этаж левого бокового флигеля), закрыта в 1918 году, не сохранилась. В 1995 году освящена новая семинарская часовня в историческом здании.

#### Каплица Святого Иоанна Кантия при императорскойРимско-Католической духовной академии
(Васильевский остров, 1-я линия, 52)

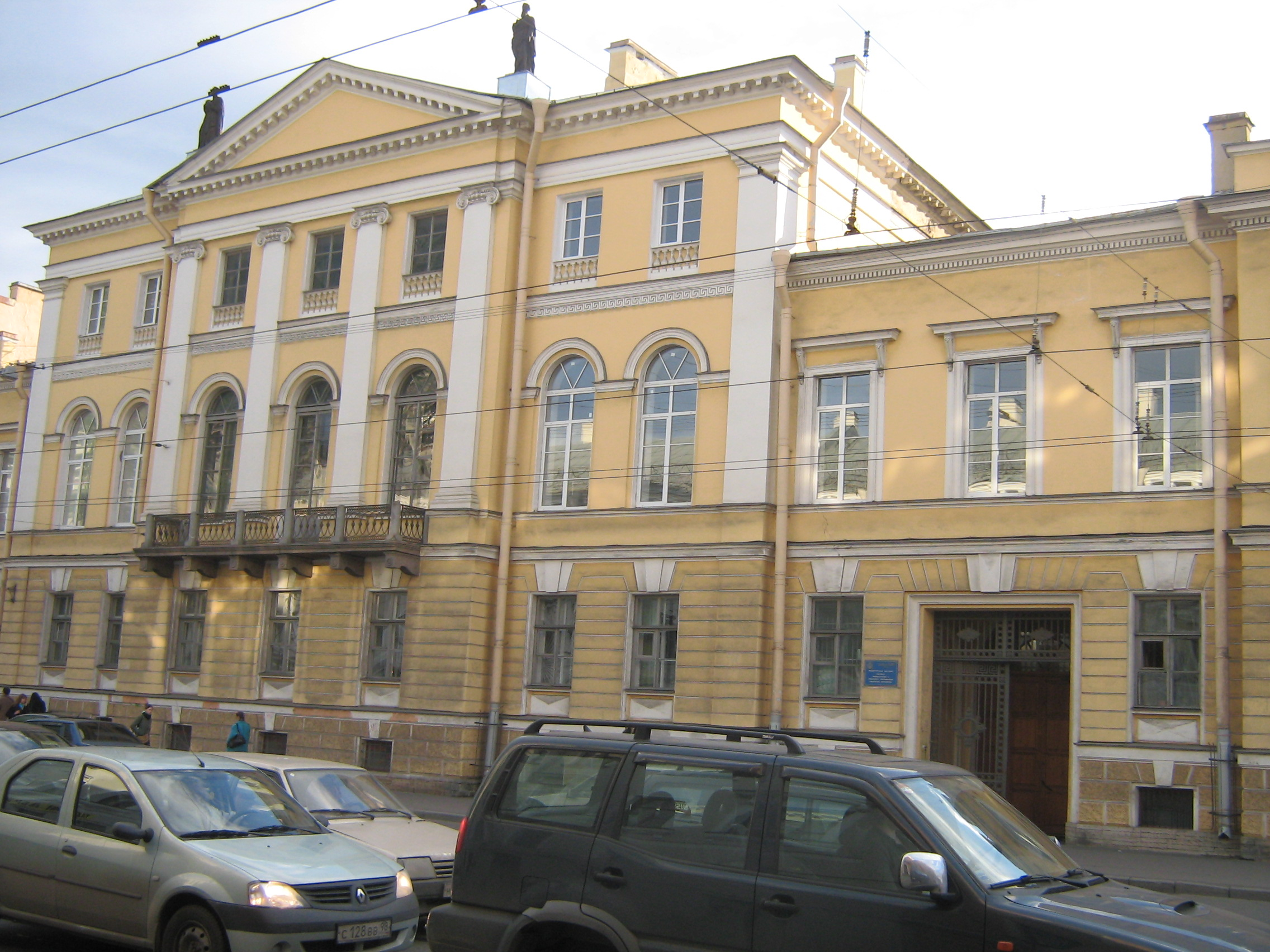
Здание бывш. Римско-католической духовной академии со статуями апостолов

Ранее в этом здании находилась Российская академия, возглавляемая Е. Р. Дашковой. Здание было построено в 1802—1804 годах А. А. Михайловым 2-м, в 1811 году другой архитектор эпохи ампира — В. П. Стасов расширил его боковыми флигелями и дворовым корпусом. В 1842 году из Вильно в Петербург был переведён богословский факультет местного университета, преобразованный при этом в духовную академию. Архитектор Х. Ф. Мейер приспособил для него здание бывшей Академии. Со двора он пристроил помещение для каплицы, которая была освящена 22 июня 1844 года.
Академия была закрыта в 1918 году. Каплица стала приходской церковью, но и она была закрыта 16 ноября 1936 года. Ныне здание занято одним из факультетов Государственного педагогического университета.

#### Костёл Св. Бонифация
(ул. Блохина, 9)

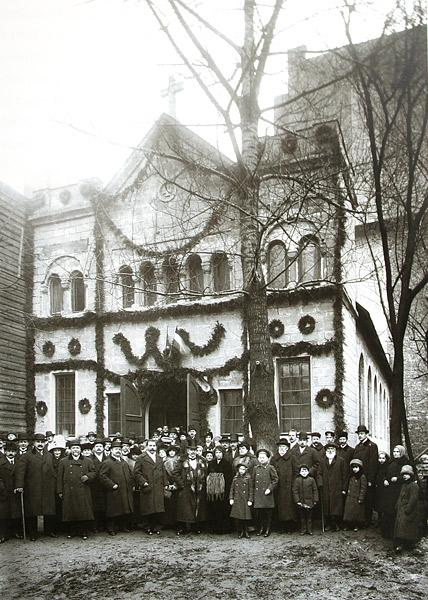
Костёл Св. Бонифация

Сразу за французскими католиками католики-немцы подали в марте 1900 года прошение о создании в Петербурге собственного прихода во имя св. Бонифация. 13 июня 1902 года было получено разрешение, и для приходских нужд община приспособила большой зал в приюте Фихтнера на 9-й линии В. О., 60 под временную часовню (Христа Спасителя при детском приюте Фихтнера), которая в 1903 году была освящена.
Весной 1909 года католикам, проживавшим на Петербургской стороне, было разрешено устроить часовню, и в следующем году она была перенесена из приюта Фихтнера в квартиру в деревянном доме по Геслеровскому переулку, 11 (совр. Чкаловский пр.).
В начале 1910 года принц Максимилиан Саксонский предложил построить на Петербургской стороне на личные средства приходской католический храм, но его предложение было отклонено.
В мае 1913 года приход купил за 57 тыс. руб. участок на Церковной улице (совр. Инструментальная ул.) для устройства церкви и приюта, однако открыть последний ему не разрешили.
Каменную же церковь на 200 человек выстроила строительная компания Бодо Эгерсторф. Автором проекта здания был арх. В. О. Мор (или В. Д. Николя).
Церковь была построена в глубине участка и выглядела невзрачно, но со временем её предполагалось перестроить в более масштабную и красивую. Постройка велась на деньги, пожертвованные Г. Тильманом, а также на средства, собранные по подписке и выделенные германским и баварским посольствами. Всего было освоено около 15 000 руб. Хотя колокольня не была достроена окончательно, каноник Константин Будкевич и настоятель Иоганн Шумп 30 марта 1914 года освятили храм в присутствии немецких и австрийских дипломатов. Из-за начавшейся войны украсить интерьер не успели, отсутствовал даже орган. Люстры подарил прихожанин — мастер А. Шульц.
После разрыва дипломатических отношений с Германией и упразднения прихода немецких подданных храм перешёл к полякам и литовцам, последние попытались сделать его только литовским.
Настоятелем в 1915—1916 годах был молодой о. Антоний Около-Кулак.
В 1922 году церковь была приписана к храму св. Екатерины, священство которого проводило в нём службы.
Костёл был закрыт 1 сентября 1935 года и отдан под детский сад. В конце 1940-х годов здание было снесено, сейчас на этом месте располагается здание Невской кожгалантерейной фабрики.

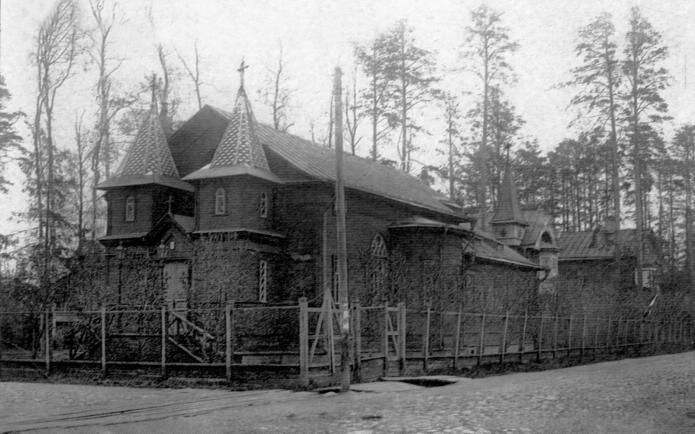
Католический храм в Лигове

#### Католическая церковь Божией Матери Ченстоховской
(на газоне у дома 33 к. 1 по ул. Партизана Германа (недалеко от налоговой инспекции) / Матвеевская ул. 47, угол Васильева переулка (старый адрес)
В 1908 году недалеко от станции Лигово (балтийского направления) в дачном посёлке Новые места на пожертвования католиков Лигово, которых насчитывалось там более ста человек, военный капеллан Петербургского округа В. Петкевич устроил в своей квартире в деревянном доме В. Т. Могильницкой небольшую часовню (каплицу). 6 июля 1908 она была освящена во имя Божией Матери Ченстоховской как временная. К 1911 году здание перестроили — были пристроены небольшие шпили и увеличили окна. В 1913 году часовня стала костёлом; был установлен небольшой орган. Официальное разрешение для повышения статуса с каплицы до костёла было дано только в 1916 году.
До революции настоятелем костёла был Виктор Францевич Петкевич, затем он был вынужден уехать в Польшу. Администратором костёла был Хомич, Павел Семёнович. На 1923 год в костёле числилось 150 прихожан.
Костёл был закрыт постановлением Президиума Леноблисполкома от 11 мая 1939 года и передан детской консультации. Во время Великой Отечественной войны Лигово было почти полностью уничтожено, здание церкви тоже не сохранилось. После войны посёлок вошёл в состав города Ленинграда, и в 1970-х годах на месте дачного посёлка были построены многоэтажные жилые дома.

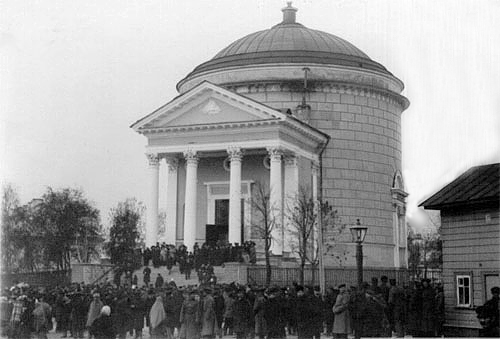
Католический храм в Кронштадте, фото 1898 года

#### Католическая церковь святых Петра и Павла в Кронштадте
(Кронштадт, угол пр. Ленина (бывш. Николаевский) и Кронштадтской ул.)
Формально западная часть о. Котлин (будущий приход Ретусаари) вошла в 1323 году по Ореховецкому договору в состав тогда ещё католического (лютеранство на земли Швеции, тогда и Финляндии, пришло в сер. XVI—XVII веков) прихода Св. Креста в Эуряпяя, совр. пос. Барышево (фин. fi:Äyräpään kirkko). Но фактически (в нарушение Ореховецкого мира) западные карелы, находящиеся под властью шведской короны, не допускались на остров.
Богослужения в 1715—1770 годах проходили во временных помещениях. Мысль об устройстве римско-католической церкви была подана морскими офицерами осенью 1797 года. Первая католическая кирха, во имя апостола Павла, была освящена 4 октября 1798 года, на первом этаже здания Итальянского дворца (дворец с 1771 года занимал Морской кадетский корпус, а с 1798 года Штурманское училище). Богослужения проводил законоучитель детей капитана над портом, ксёндз Мезонеф. 21 мая 1808 года для церкви приобрели деревянный дом на Немецкой улице (совр. Красная ул.), где она и находилась до постройки костёла св. Петра и Павла. Каменный храм в честь св. Петра и Павла строился с 1837 по 1850 годы (освящён 6 августа 1850 года). Здание в плане похоже на католическую церковь св. Стефании в Дружноселье. Закрыт 10 октября 1930 года, взорван в 1941 году.

#### Католическая церковь Св. Алексея при Охтинских пороховых заводах
(ул. Коммуны, 34 А)
В начале XX века, преимущественно, на Охтинских пороховых заводах работало около 500 католиков, переехавших в столицу из западных губерний Российской Империи. В декабре 1909 года ими было подано ходатайство о разрешении построить часовню (каплицу) во имя св. Алексия, человека Божия, в память о рождении Цесаревича, и для этого просили предоставить надел земли, принадлежавшей государству из Охтинских лесных угодий. После получения разрешения была устроена временная часовня в здании, принадлежавшем казне, располагавшемся по адресу Колтушское шоссе д. 2, около Георгиевских ворот (совр. адрес: ул. Коммуны, 34 А).
23 марта 1911 года, несмотря на препятствия, устраиваемые католикам, был утверждён проект гражданского инженера А. А. Антонова, который очень напоминал проект католического храма в Лесном (см. ниже), разработанного примерно тогда же. В 1914 году началось строительство деревянного здания с высоким шпилем и стрельчатыми окнами, которое освятили 17 июля 1916 года Ян Цепляк и о. К. Будкевич, в день памяти св. Алексия, человека Божия.
Костёл был приписан к церкви Посещения Пресвятой Девой Марией Елизаветы на Выборгском римско-католическом кладбище, священство которого его и окормляло. При храме работала церковная школа.
25 октября 1935 года костёл был закрыт, а здание было перестроено под нужды общежития строителей. В годы Великой Отечественной войны было разрушено.

#### Католическая церковь Св. Казимира
(ул. Зои Космодемьянской (бывш. Ушаковская), 22)

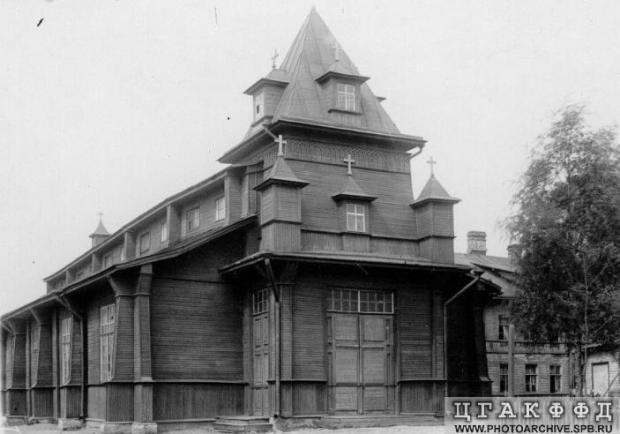

Множество рабочих из западных губерний (в большинстве своём поляков), прихожан костёла св. Станислава на ул. Союза печатников, бывшей Торговой, жили за Нарвской заставой, из-за чего редко бывали на мессах. По этой причине в августе 1896 года община обратилась с просьбой к декану Витольду Чечотту открыть на Петергофском участке в арендованной приходом квартире молитвенный зал и церковную школу для катехизации детей. Эта просьба осталась без ответа, очередная е была одобрена властями только 20 марта 1898 года. Трёхпридельный костёл, выстроенный из дерева по проекту архитектора П. С. Купинского был освящён в 1900 году. Костёл примыкал к зданию с богадельней и школой, в которой с октября 1902 года действовала каплица.
В 1908 году костёл окормлял около 10000 верующих, поэтому было позволено организовать самостоятельный приход; здание было расширено, и после освящения 10 сентября 1908 года могло вмещать около 3000 человек. Мессы в нём проходили на польском и русском языках.

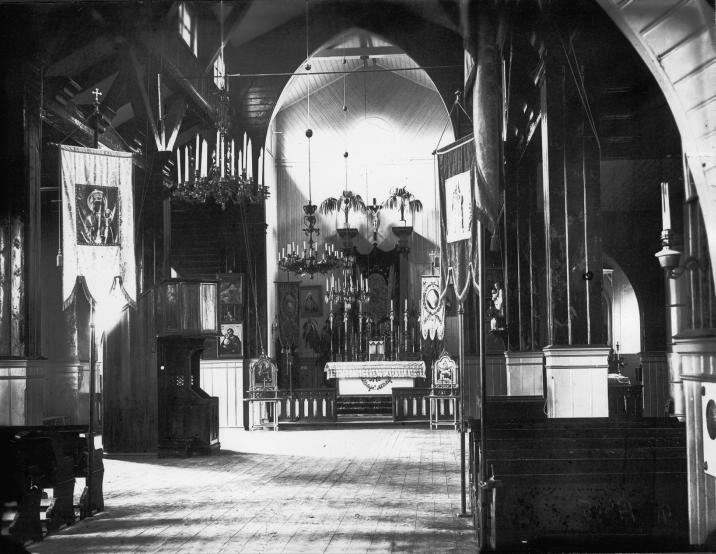
Интерьер костёла св. Казимира

В 1910 году было решено построить новый каменный костёл ещё большего размера, проект был разработан архитектором М. М. Перетятковичем, но не был осуществлён. В 1913 году прихожане снова просили построить каменное здание в стиле неоготика, вероятно, по проекту архитектора И. В. Падлевского, но этому замыслу воплотиться помешала Первая мировая война.
Кроме приюта и богадельни при костёле работали мужская прогимназия и женская гимназия, в 1908—1912 г. г. выходил (на русском языке) журнал «Вера и жизнь». В 1909 году начало работать приходское братство Сердца Иисусова.
Костёл, настоятелем которого с 1916 года был о. Владислав Чегис (был арестован в 1931 году за «антисоветскую пропаганду и организацию нелегальных католических обществ» уже в католическом приходе Гатчины) был закрыт 7 сентября 1938 года, здание было разобрано в 1956 году. Сейчас на месте храма располагается телефонная станция.

#### Католическая церковь Св. Викентия Паулинского при Французском благотворительном обществе
(13-я линия В.О., 52)
Французское благотворительное общество было образовано в 1817 году и приступило к работе пять лет спустя. По традиции его возглавила супруга посла Франции. Только в 1840 году в приюте для бедных французов была устроена и освящена каплица. Служили в ней священники, приезжавшие из Франции. В 1862 году по просьбе французского посла в каплицу был определён аббат Безо.
В 1884—1885 годах по проекту известного петербургского архитектора графа П. Ю. Сюзора началось строительство двухэтажного здания приюта и богадельни (с часовней, находившейся в центре второго этажа)в глубине участка, между 13-й и 14-й линиями Васильевского острова. Освящение дома и каплицы состоялось 8 марта 1887 года в присутствии посла гр. Монтебелло. По окончании строительства двухэтажного каменного жилого дома в 1884 году Сюзор получил орден Почётного легиона. В 1890 году был построен одноэтажный флигель с мансардой, выходящий на улицу.
В 1898 приют был расширен пристройкой справа. В день взятия Бастилии в июле 1897 года был торжественно заложен спроектированный Сюзором больничный корпус при личном присутствии Президента Франции Феликса Фора. Этот визит ознаменовал начало эпохи сближения Франции и России. Он был назван в честь прибывшего в Петербург в 1902 году следующего Президента Франции Эмиля Лубе, также заложившего новый флигель, вошедший в строй через три года. В 1904 на 14-й линии построили часовню-покойницкую.
Больничный храм закрыт в 1918 году, последним в нём служил о. Маку. После революции большинство французов эмигрировало во Францию, здания больницы использовались в 1920-е годы миссией Французского Красного Креста. Приют престарелых французов был закрыт в июле 1941, а все его обитатели арестованы и интернированы; здание передано детской больнице им. Крупской.
В 1980-х годах здание прошло капитальный ремонт. В настоящее время комплекс зданий перестраивается под гостиницу.

#### Католическая часовня в бывш. приюте Марианум
(г. Сестрорецк, ул. Володарского, 26)

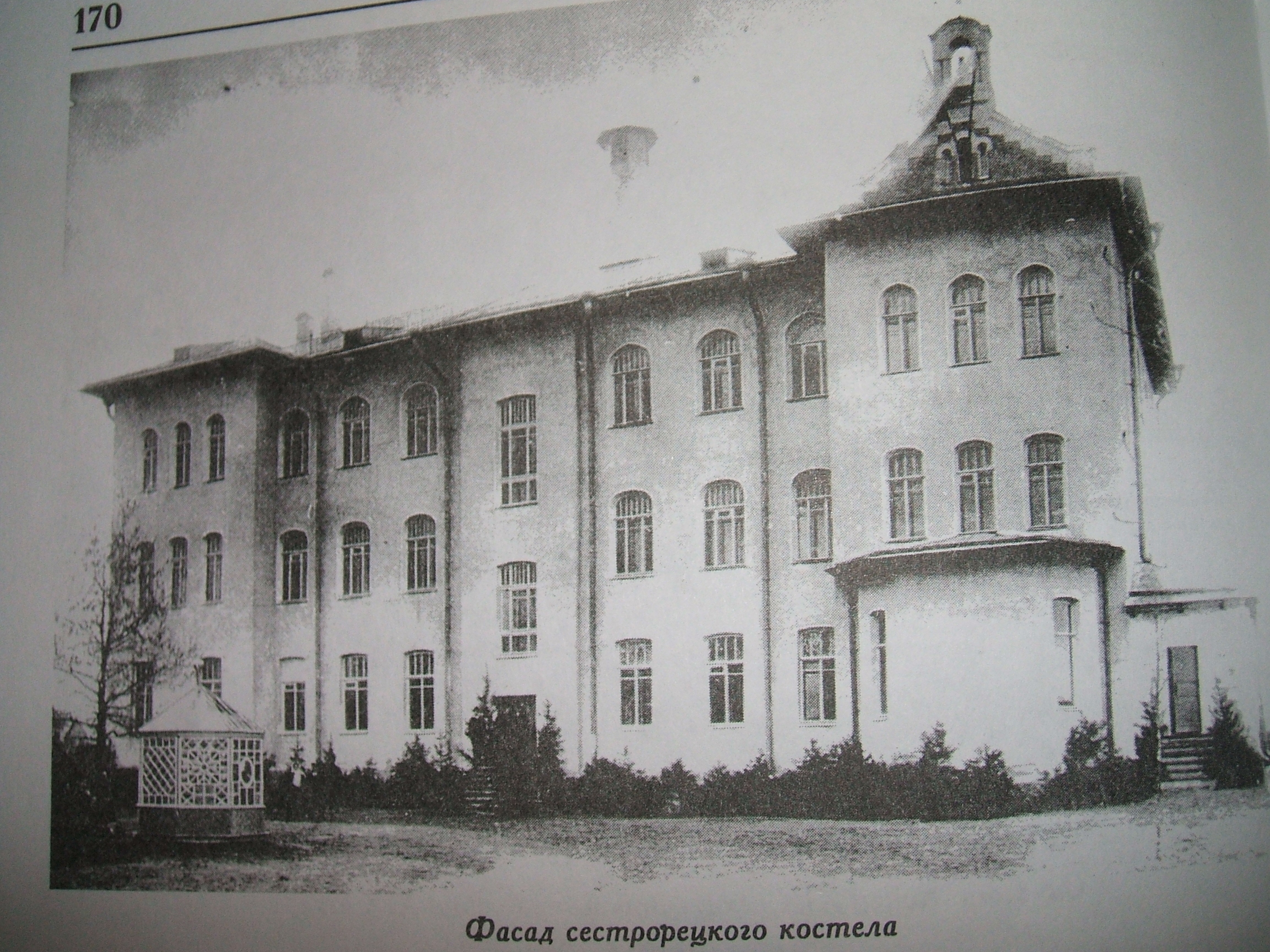
Здание католического приюта Марианум

Католическая часовня была устроена в одном из залов приюта.

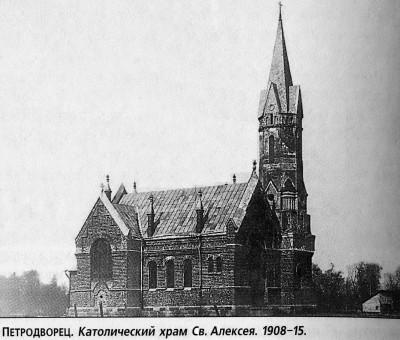
Католический храм. Петергоф

#### Католическая церковь св. Иосифа Обручника в Петергофе
(ул. Блан-Менильская (бывш. Николаевская), угол Санкт-Петербургского проспекта), 62
Филиальная церковь св. Алексия. Прошение об устройстве часовни было отправлено в 1905 году. Временный молитвенный дом в бараке с 1906 года (на Кадетской площади). Кирпичная церковь строилась с 1908 года по 1910 год (не завершена), арх. В. Л. Гофман. Закрыта в 1932 году. Не сохранилась. На его месте выстроен административный корпус Петергофского часового завода.

#### Католическая капелла в Петергофе

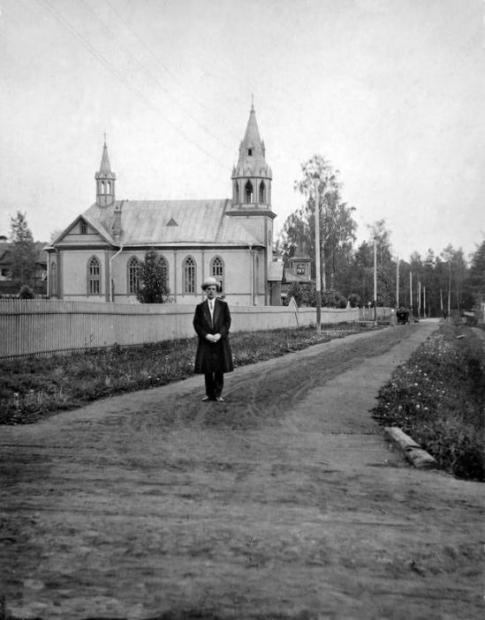
Костёл св. Франциска Ассизского

#### Католическая церковь св. Франциска Ассизского в Лесном
(бывш. Кузнечная ул., 38, угол Прудковой улицы; совр. — между Манчестерской и Дрезденской улицами)
Филиальная деревянная церковь прихода Посещения св. Марией была построена в 1911—1912 гг. (освящена 24 июня 1912 года) по проекту гражданского инженера А. А. Антонова. Здание было рассчитано на 700 человек. Своим внешним видом оно напоминало костёл св. Алексея при Охтинских пороховых заводах, построенный по проекту того же зодчего. Приходской стала с 1917 года. Закрыта 7 сентября 1938 года, есть документы ЦГА СПб, подтверждающие снос в 1978 году, не сохранилась.

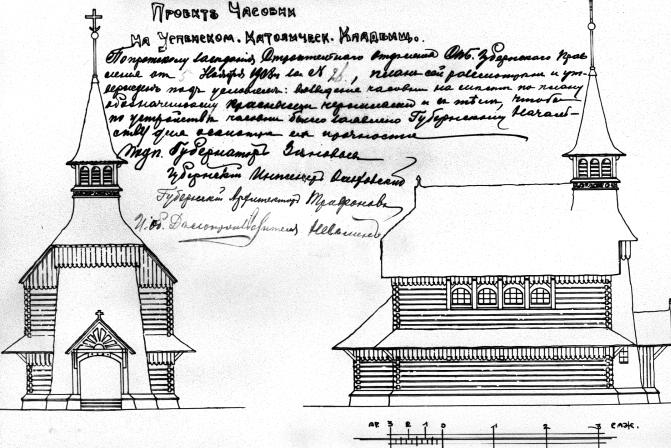
Часовня католическая на Северном (бывш. Успенском) кладбище, проект

#### Часовня Святейшего Сердца Господня
(пос. Парголово, у входа на католический участок Северного кладбища (бывш. Успенское))
Прошения о постройке часовни подавались в 1908 и 1911 годах. Временная часовня была устроена в 1912 году в доме сторожа (освящена 15 августа 1915 года). Деревянная часовня 1914 года (освящена 6 июня 1914 года), закрыта в октябре 1929 года, не сохранилась (по некоторым сведениям, здание часовни, приспособленное под жилой дом, сохранилось, по крайней мере, до 1971 года).

#### Часовня в пос. Ольгино
(пос. Ольгино, ул. Полевая, 60)
Прошение о постройке часовни подавалось в 1917 году, построена домовая часовня в том же году. Закрыта в 1919(?) году, вероятно, не сохранилась.

#### Часовня Св. Сердца Господня в Кронштадте
(на католическом кладбище в Кронштадте)
Деревянная часовня построена в 1854 году (разрушена наводнением 1890 года). Прошение о постройке деревянной часовни подано в 1890 году, строилась с 1890 по 1896 годы (освящена 15 мая 1896 года). Закрыта в нач. 1920-х годов.

#### Филиальная церковь святых Петра и Павла в Колпине
(г. Колпино (бывш. посад), Адмиралтейская улица, 13)
Богослужения в предоставленном от казны доме начались в нач. 1830-х годов, в частном доме — с 1876 года, с середины 1887 года — в надворном флигеле дома Ф. И. Коротассо (по бывш. Канавному переулку — между 1951 и 1970 гг. его не стало; проходил от ул. Труда до Комсомольского канала между улицами Культуры и Вокзальной), с 1889 года — в приобретённом специально для часовни доме по Адмиралтейской улице. Церковь построена в 1892—1905 годах (освящена в марте 1894 года, переосвящена в 1905), филиальная с 1905, приходская с 1910 по 1918 годы. Закрыта в ноябре 1937 года, не сохранилась. С 26 ноября 2000 года действует домовая часовня (устроена по инициативе преп. Бронислава Чаплицкого и А. Лялиса).

#### Часовня св. Иоанна Крестителя
(г. Кронштадт, Форт «Император Александр I» (бывш. Александровский))
Походная католическая церковь здесь располагалась ранее 1915 года, постоянная часовня устроена в 1915 году (для воинских чинов и местных жителей). Закрыта в 1917 году, не сохранилась.

#### Часовня в Разливе
(пл. Разлив (бывш. дер. Владимировка))
Устроена часовня в 1917(?) году. В приходских документах упомянута впервые в 1922 году. Ликвидирована в том же году, не сохранилась (?).

#### Часовня св. Иосифа при приюте для девочек
(ул. Корякова (бывш. Екатерининская), 9)
Приют был открыт в доме по наб. р. Карповки в 1897 году (часовня находилась в одной из комнат), затем приют был переведён в Шувалово. К 1920 году фактически служила часовней при приходе св. Франциска в Лесном. Закрыта в 1921 (?) году.

#### Филиальная церковь Святейшего Сердца Господня
(г. Зеленогорск (бывш. Териоки), пр. Ленина (бывш. ул. Виертотие))
Богослужения в дачных домах велись с 1902 года. Часовня в доме профессора С. Пташицкого с 1904 года (освящена 27 мая 1904 года), филиальная с 1921 года. Зимняя часовня на том же участке (бывш. ул. Терхокату) с 1915 года; здание дачи писателя Генрика Сенкевича перешло часовне. Церковь в двухэтажном деревянном здании в центре посёлка открыта в 1924 году, оставлена в связи с эвакуацией прихода во время Зимней войны 1939 года. Не сохранилась.

#### Часовня во имя Успения Пресвятой Богородицы
(Имение Сергиевка князей Лейхтенбергских, совр. адрес: пл. Университет, парк БиНИИ СПбГУ Петродворцового района Санкт-Петербурга)
Деревянная часовня 1842 (?) года, закрыта в 1918 году. Не сохранилась.

#### Часовня при Доме предварительного заключения
(Шпалерная улица, 25)

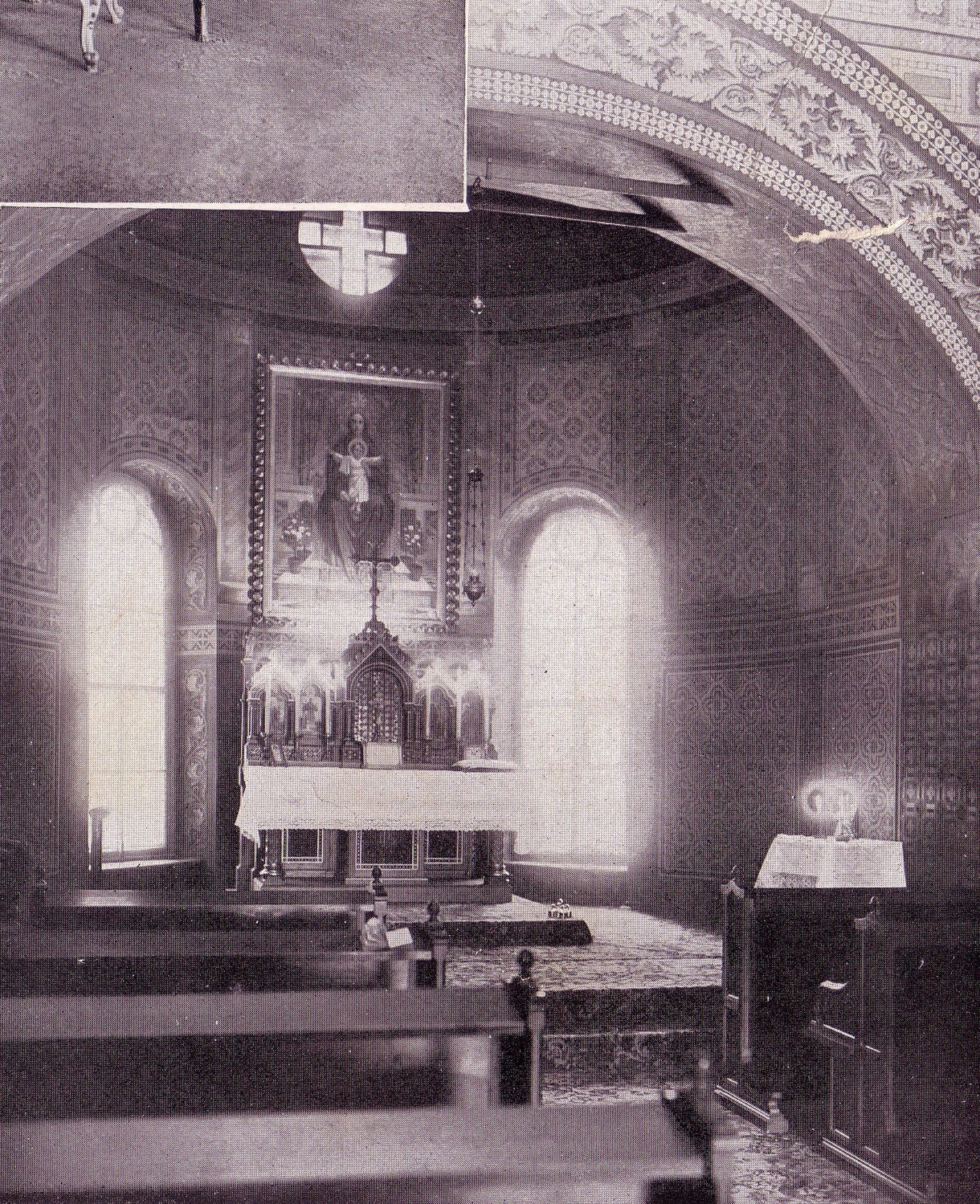
Часовня в бывшем посольстве Австро-Венгрии/Особняк Е. П. Бутурлиной

Устроена в одной из бывших камер Дома предварительного заключения в 1916 году. Закрыта в 1917, не сохранилась.

#### Часовня при Австро-Венгерском посольстве
(ул. Чайковского (бывш. Сергиевская), 10)
Располагалась в посольстве Австро-Венгрии (бывш. особняк Бутурлиной). Открыта в сентябре 1900 года, закрыта в августе 1914 года.

#### Часовня при Обуховском сталелитейном заводе
(Шлиссельбургский тракт; совр.: проспект Обуховской Обороны, близ дома 120)
Устроена в 1890-х для рабочих Александровского сталелитейного завода, закрыта в 1918, вероятно, не сохранилась (по другой версии, упразднена после открытия филиальной церкви Святого Сердца Иисусова).

#### Часовня  Пресвятой Троицы при Императорском воспитательном обществе благородных девиц в Смольном
(Смольный проезд (бывш. ул. Леонтьевская), 1)
Располагалась в Смольном институте благородных девиц. Часовня впервые упоминается в 1832 году, с 1867 года — постоянная часовня в южной части здания. Закрыта в конце лета 1917 года.

#### Часовня на Петроградской стороне
(Большая Разночинная улица, 13—15 (совр. д. 15))
Прошения об открытии католической часовни поступали в 1892 и 1909 годах, но оба раза были отклонены. Часовня построена в 1917 году, закрыта в 1918 году.

#### Часовня ПДМ при исправительно-арестантстком отделении
(ул. Декабристов (бывш. Офицерская), 29)
Была устроена в тюрьме «Литовский замок». Богослужения начались в 1836 году (освящена 11 июня 1859 года, по другой версии — ранее 1854 года). Действовала до сожжения тюрьмы в 1917 году.

#### Часовня при французской гимназии «Capronnier-Revil»
(ул. Якубовича (бывш. Ново-Исаакиевская), 14)
Была расположена в гимназическом зале в 1916 году, закрыта в 1918 году.

#### Часовня Пресвятой Богородицы при причетном доме прихода св. Екатерины
(Невский проспект, 32—34, дворовой флигель)
Домовая часовня существовала в причтовом доме прихода св. Екатерины в 1840—1918 (?) годах.

#### Часовня при женской (ПДМ) и мужской гимназиях прихода св. Екатерины
(Невский проспект, 32—34)
Часовни открыты без разрешения МВД Росс. Имп. 8 октября 1910 года, закрыты в апреле 1911, затем, в 1914 году, открыты вновь, закрыты в сентябре 1918. Не сохранились.

#### Часовня ПДМ за Московской заставой
(Московский пр., 109, кв. 1—2)
Домовая часовня была открыта за Московской заставой в 1910 году (освящена 1 марта 1919 года). Закрыта в 1922 году, не сохранилась. архитектор И. В. Падлевский (?) составил проект каменной церкви (предполагалась постройка храма на углу бывш. Забалканского пр. и Жуковой ул., угол совр. Московского пр. и упразднённой улицы, ведущей к ул. Севастьянова, проект осуществлён не был.

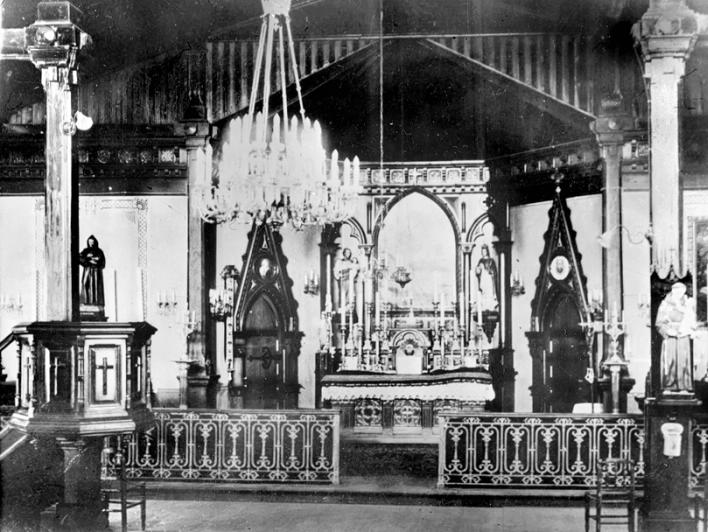
Интерьер часовни католической убежища для мальчиков на Кирилловской ул.

#### Часовня при Убежище для мальчиков, филиальная часовня Пречистого Сердца Пресвятой Богородицы
(ул. Кирилловская, 19)
Была устроена при Убежище для мальчиков Римско-католического благотворительного общества. Ходатайство о постройке часовни в историческом районе Пески было составлено в 1892 году, часовня была устроена в 1895 году (освящена 14 октября 1895 года), филиальная с 1918 года, закрыта 21 января 1933 года, не сохранилась.

#### Часовня Итальянского посольства
(ул. Большая Морская, 43)
Открыта в 1880-х годах, закрыта в 1918 году.

#### Часовня Непорочного зачатия Пресвятой Богородицы 2-го Кадетского корпуса
(Ждановская набережная, 11—13)
При постройке зданий второго Кадетского корпуса в 1796—1803 годах устроено особое помещение часовни (освящена в конце 1796 (?) года). Закрыта в 1918 году (в конце 1917 года(?)).

#### Часовня Пресвятой Богородицы и св. Иосифа приюта «Добрый пастырь»
(Донская ул., 9)
Приют основан в 1866 году, отдельный каменный флигель для часовни построен в 1886 году. Часовня закрыта в 1918 году (в 1922-?), не сохранилась.

#### Часовня св. Казимира при Градских богадельнях
(Улица Смольного (бывш. Пальменбахская), 4)
Открыта в 1845 году в одной из комнат правого флигеля главного корпуса (переносной престол). В 1847 году перенесена в северную часть флигеля, размещалась в двух комнатах. Ликвидирована в феврале 1922 года, не сохранилась.

#### Часовня Остробрамской Божией Матери при женской тюрьме
(ул. Арсенальная, 9)
Открыта в 1912 году в специально отведённом помещении (освящена 6 января 1913 года). Закрыта в 1917 году.

#### Часовня при Арестантской Петроградской мужской одиночной тюрьме
(ул. Арсенальная, 5)
Часовня в одном из тюремных залов устроена в 1902 году, закрыта в 1917 году.

#### Часовня-покойницкая Французского госпиталя
(14-я линия Васильевского острова, 25-27)
Больница для неимущих французов построена на участке Французского благотворительного общества в 1898—1901 годах. Часовенный флигель построен в 1904 году, закрыта в 1918 (?) году.

#### Филиальная церковь Христа Спасителя
(9-я линия Васильевского острова, 60)
Часовня в надворном флигеле открыта в 1899 году (освящена в 1903 году). С 1902 года служила также местным католикам и общине католиков из числа германских подданных. Филиальная церковь с 1919 года. Закрыта в декабре 1922 года, помещение, вероятно, не сохранилось.

#### Каплица Воздвижения креста приримско-католической коллегии
(наб. р. Фонтанки, 118)
Поэт Державин имел личный дом, построенный для него в 1791—1806 годах архитектором Н. А. Львовым. В 1802 году была учреждена Римско-католическая коллегия во главе с митрополитом, ведавшая делами католиков России. В 1852 году архитектор А. М. Горностаев приспособил бывший дом Державина под нужды коллегии. При коллегии была сооружена и каплица. Коллегия закрыта в 1918 г. Долгое время в здании находились жилые квартиры. Сейчас в здании восстановлены интерьеры, в нём располагается музей Г. Р. Державина

#### Каплица Девы Марии при училище ордена Святой Екатерины
(наб. р. Фонтанки, 36)
В этом здании в царствование императора Александра Второго находилось закрытое учебное заведение для девочек. В нём была православная церковь св. Екатерины, а также небольшая каплица для воспитанниц-католичек, которая действовала уже в 1870 (скорее всего, открыта не позднее 1840 г.). Закрыта в 1918 (?). Ныне в здании расположился газетный фонд Российской национальной библиотеки.

### Униатские

#### Упразднённаяуниатскаяцерковь Сошествия Св. Духа
(Б. Пушкарская ул./Бармалеева ул., 48/2)
28 марта 1909 года перешедшим в униатство о. А. Зерчаниновым и старообрядческим священником о. Евстафием Сусалевым была освящена временная часовня восточного обряда при общине сестёр милосердия католички В. А. Тимофеевой на мансарде её дома по адресу ул. Полозова, 12. Каплица была приписана к костёлу св. Екатерины, «размещалась в небольшой комнатке и выглядела бедно и неуютно».
Премьер-министр П. А. Столыпин 15 апреля 1911 года официально разрешил превратить каплицу в приходскую церковь для русских католиков. Когда приход увеличился, более просторное здание было найдено на Б. Пушкарской улице в деревянном здании на втором этаже, где и освятили церковь 30 сентября 1912 года, замаскировав под русскую кафолическую церковь. Служил в ней о. Иосиф (Иван) Дейбнер (перешедший из православия в католичество в 1909 году). В 1913 году эту, фактически, униатскую церковь посетил епископ Нарвский Никандр; увидев обман, он потребовал немедленного её закрытия.
15 мая 1911 года о. А. Зерчанинов освятил тайную униатскую каплицу в Полюстрове на Грязной ул., 5 (предположительно, сейчас это Ключевая ул.), в доме, который купила вышеупомянутая Тимофеева, которая устроила вместе с сёстрами милосердия в нём трикотажную мастерскую. Власти об этом узнали, и в 1912 году Тимофеева продала дом.
Официально петербургские униаты открыли её только 2 апреля 1917 года по указанному адресу. В декабре 1922 года она была закрыта большевиками, богослужения продолжались в квартире бывшей фрейлины Ю. А. Данзас. Церковь была закрыта 2 июня 1923 года и через месяц ликвидирована, — перестроена под жильё.
После эмиграции большого количества представителей российской интеллигенции из страны был основан Русский апостолат — миссия Католической церкви, обращённая на Россию — СССР и Русское зарубежье в XX веке.

### Иудейские

#### Синагога в Сестрорецке
(совр. адрес: г. Сестрорецк, ул. Воскова и ул. Мосина, на месте «дома на курьих ножках»)

## Неправославные кладбища Санкт-Петербурга
Сохранившиеся:
Армяно-григорианские кладбища
- Смоленское армянское кладбище (наб. р. Смоленки, 29)

Лютеранские кладбища
- Волковское лютеранское кладбище (наб. реки Волковки, 1)

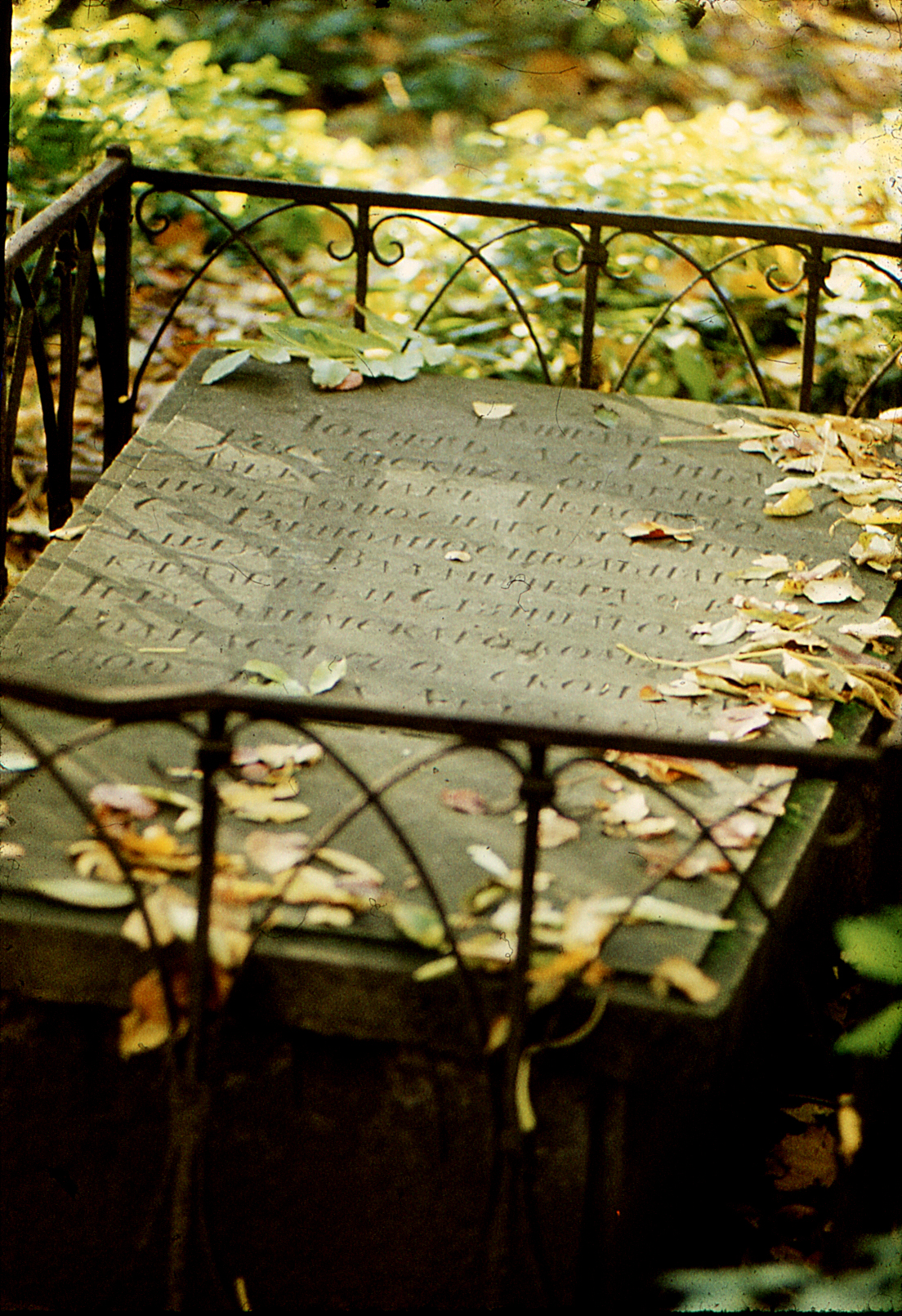
Могила основателя Одессы
И. М. Де Рибаса (1749—1800)

- Кронштадтское лютеранское кладбище (г. Кронштадт, Цитадельская дорога)
- Смоленское лютеранское кладбище (наб. р. Смоленки, 27)
- Кладбище Буксведенской немецкой колонии в Лигово. (пр. Чекистов, угол ул. Добровольцев). Сохранились некоторые могилы.

Еврейские кладбища
- Новое еврейское кладбище (ул. Самойловой, 5)
- Преображенское еврейское кладбище (пр. Александровской Фермы, 66А)
- Колумбарий крематория и Поле памяти (Шафировский пр., 12А)

Утраченные, частично сохранившиеся
- Выборгское римско-католическое кладбище
- Митрофаньевское лютеранское кладбище (финское)
- Сампсониевское иноверческое кладбище
- Тентелевское лютеранское кладбище
- Магометанское кладбище (Волковский проезд, ~79), см. также Ново-Волковское кладбище
- Старое еврейское кладбище (наб. реки Волковки, 1)

## Иноверческие храмы Ленинградской области
В Ленинградской области на сегодняшний день существует более 22 зданий храмов, не относящихся к РПЦ (4 из них католические), в разной степени сохранности; полностью разрушено ещё около, как минимум, 45 храмов.